# Beas de Segura

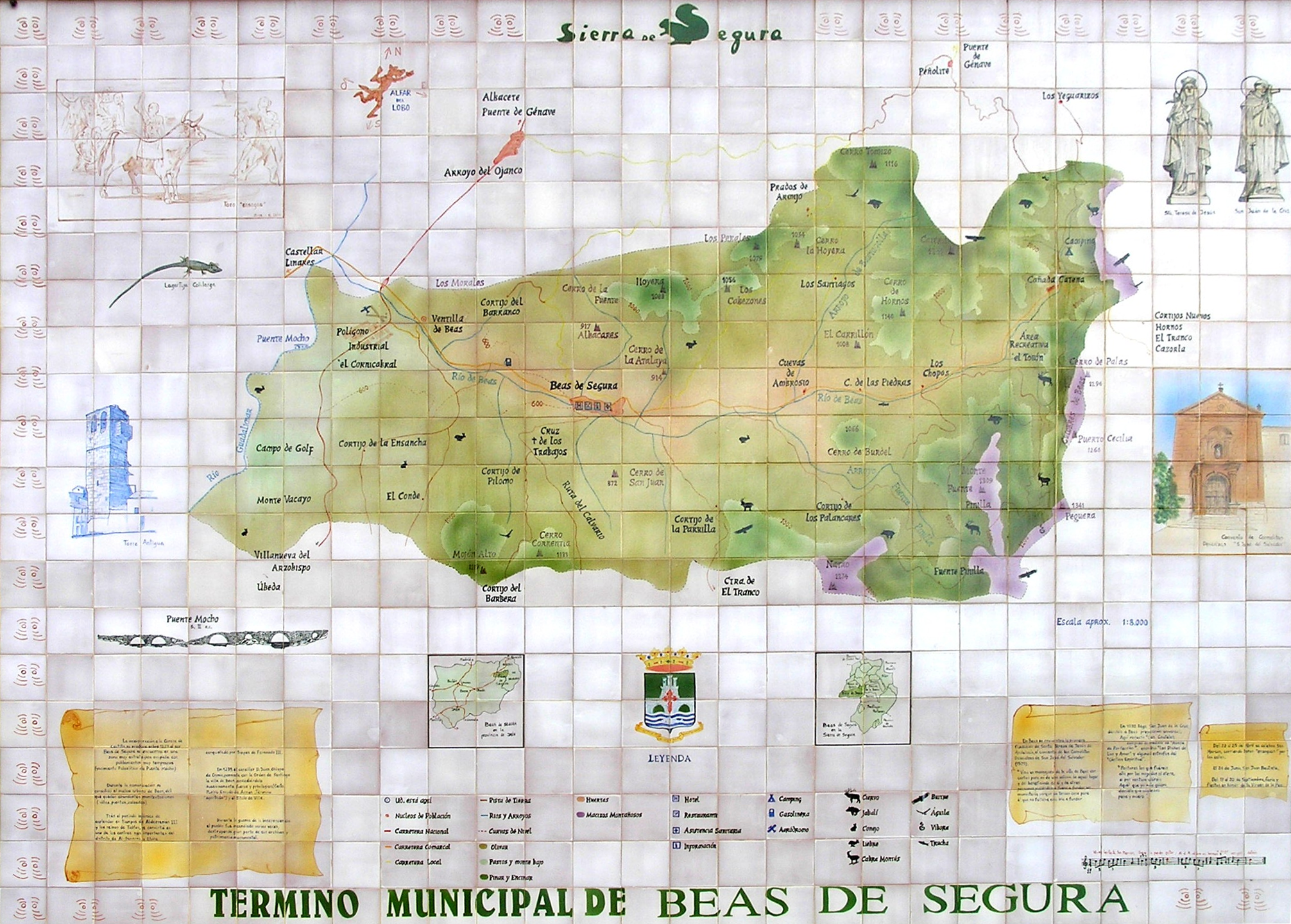
Plano del término municipal de Beas de Segura

Beas de Segura es una localidad y municipio español situado en la parte occidental de la comarca de Sierra de Segura, en la provincia de Jaén, comunidad autónoma de Andalucía. Limita con los municipios de Arroyo del Ojanco, Puente de Génave, La Puerta de Segura, Orcera, Segura de la Sierra, Hornos, Sorihuela del Guadalimar, Villanueva del Arzobispo y Chiclana de Segura. Por su término discurren los ríos Guadalimar y de Beas.
El municipio beatense comprende los núcleos de población de Beas de Segura —capital municipal—, Cuevas de Ambrosio, Cañada Catena y Prados de Armijo.
Tiene casi una cuarta parte de su territorio dentro del parque natural de las Sierras de Cazorla, Segura y Las Villas y cuenta con una extensión de 160,3 km², siendo transición entre la campiña y la sierra. Cuenta con una población de 4968 habitantes (INE 2024), por lo que es el término municipal más poblado de la comarca, así como el centro de influencia de los municipios limítrofes.
La mayoría de sus tierras consisten en áreas de agricultura dedicadas principalmente al cultivo del olivo, por lo que se encuentra integrado en la «Asociación Española de Municipios del Olivo de la provincia de Jaén» (AEMO). Su excelente producción de aceite de oliva ha permitido que su industria aceitera haya sido incluida en la denominación de origen de la sierra homónima. Esta actividad, junto a la ganadería, el turismo y los numerosos espacios de interés natural, cultural y rural, constituyen su principal actividad económica.
Los primeros vestigios de civilización datan del Paleolítico inferior, donde en los márgenes del río Guadalimar vivían seres humanos en pequeñas hordas y subsistían de los recursos naturales que ofrecía el terreno. No se han encontrado restos óseos humanos, pero sí una rica industria lítica, algunos de cuyos útiles están expuestos en el Museo de Ciencias Naturales de Madrid y en el Museo de Jaén, catalogado como uno de los más antiguos de Andalucía.
De la etapa romana queda constancia con el Puente Mocho sobre el río Guadalimar, el cual cuenta con casi 2000 años de antigüedad; por él se dice que salió Santa Teresa de Jesús después de fundar el Convento de Carmelitas de Beas, primera fundación en la actual Andalucía, cuando partió a Sevilla. El convento de Beas fue declarado como Bien de Interés Cultural el 25 de abril de 1979, y años más tarde, el 22 de marzo de 1983, incoado en el Catálogo General del Patrimonio Histórico Andaluz.
Del 22 al 25 de abril se celebran desde hace siglos las fiestas en honor de san Marcos, siendo protagonista de las mismas el conocido como toro ensogao. Esta festividad cuenta con una importante repercusión tanto a nivel nacional como internacional y fue declarada como Fiestas de Interés Turístico Nacional de Andalucía el 16 de septiembre de 2008.

## Toponimia
Los orígenes y el devenir histórico y social de la villa se deben esencialmente a la orografía de su entorno geográfico, formado por las lomas circundantes que escancian, excepto por el oeste, a los valles regados por el río de Beas y los arroyos de San Agustín, La Tobilla y Valparaíso, coronados todos ellos por la gran mole de las Piedras de Natao.

Veas procede del vocablo castellano

«Vegas» es el plural de «Vega», que significa huerta, tierra fértil. Este sustantivo es una antigua voz castellana que comparte con el portugués «veiga» su procedencia prerrománica, es decir, anterior al latín. Estas dos palabras («vega» y «veiga») tienen su origen en el vocablo ibero «vaika», que significa terreno regable, tierra fértil (de «vai» que significa río y del sufijo «-ko», «-ka», que significa perteneciente a...).

### Localidades homónimas
- Beas
- Beas de Granada
- Beas de Guadix

## Geografía
Integrado en la comarca de Sierra de Segura, se sitúa a 119 kilómetros de Jaén. El término municipal está atravesado por la carretera nacional N-322, entre los pK 199 y 207, además de por carreteras locales que conectan con Arroyo del Ojanco y Segura de la Sierra. 
| Noroeste: Chiclana de Segura       | Norte: Arroyo del Ojanco y Puente de Génave                        | Nordeste: La Puerta de Segura y Orcera |
| Oeste: Chiclana de Segura          |                                                                    | Este: Segura de la Sierra              |
| Suroeste: Sorihuela del Guadalimar | Sur: Villanueva del Arzobispo y Sorihuela del Guadalimar (exclave) | Sureste: Hornos                        |

### Orografía

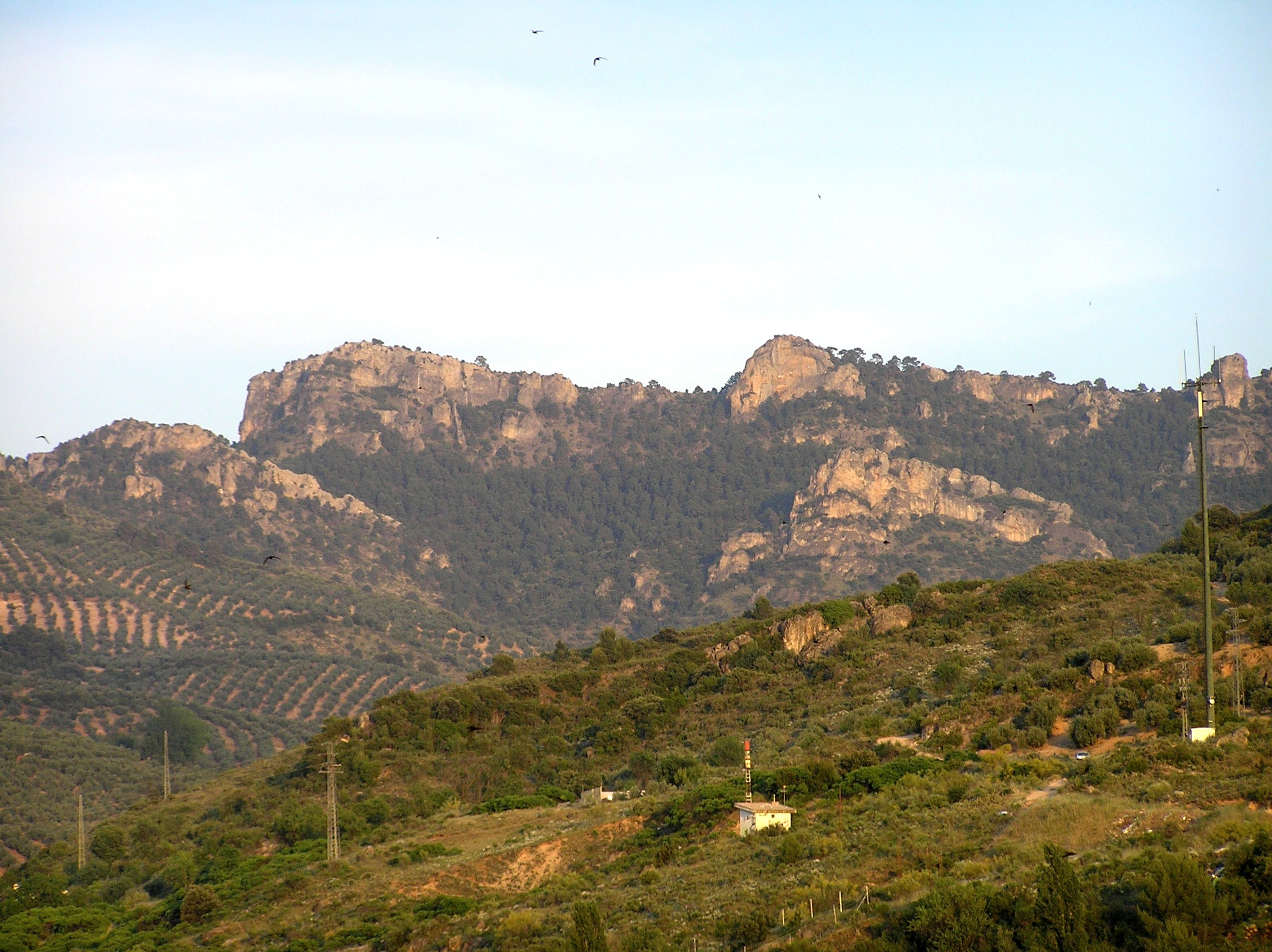
Piedras de Natao

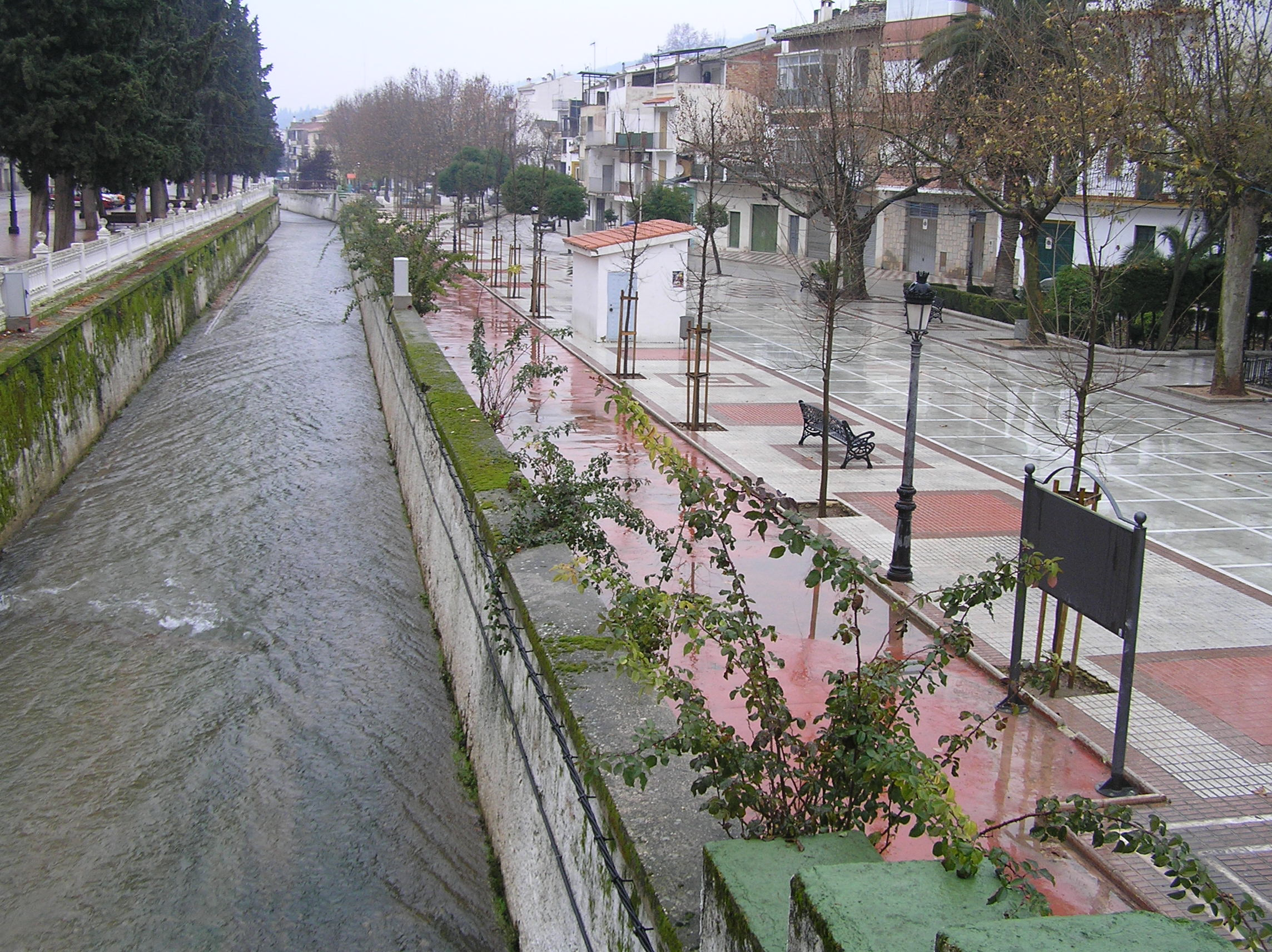
Río de Beas, a su paso por el parque

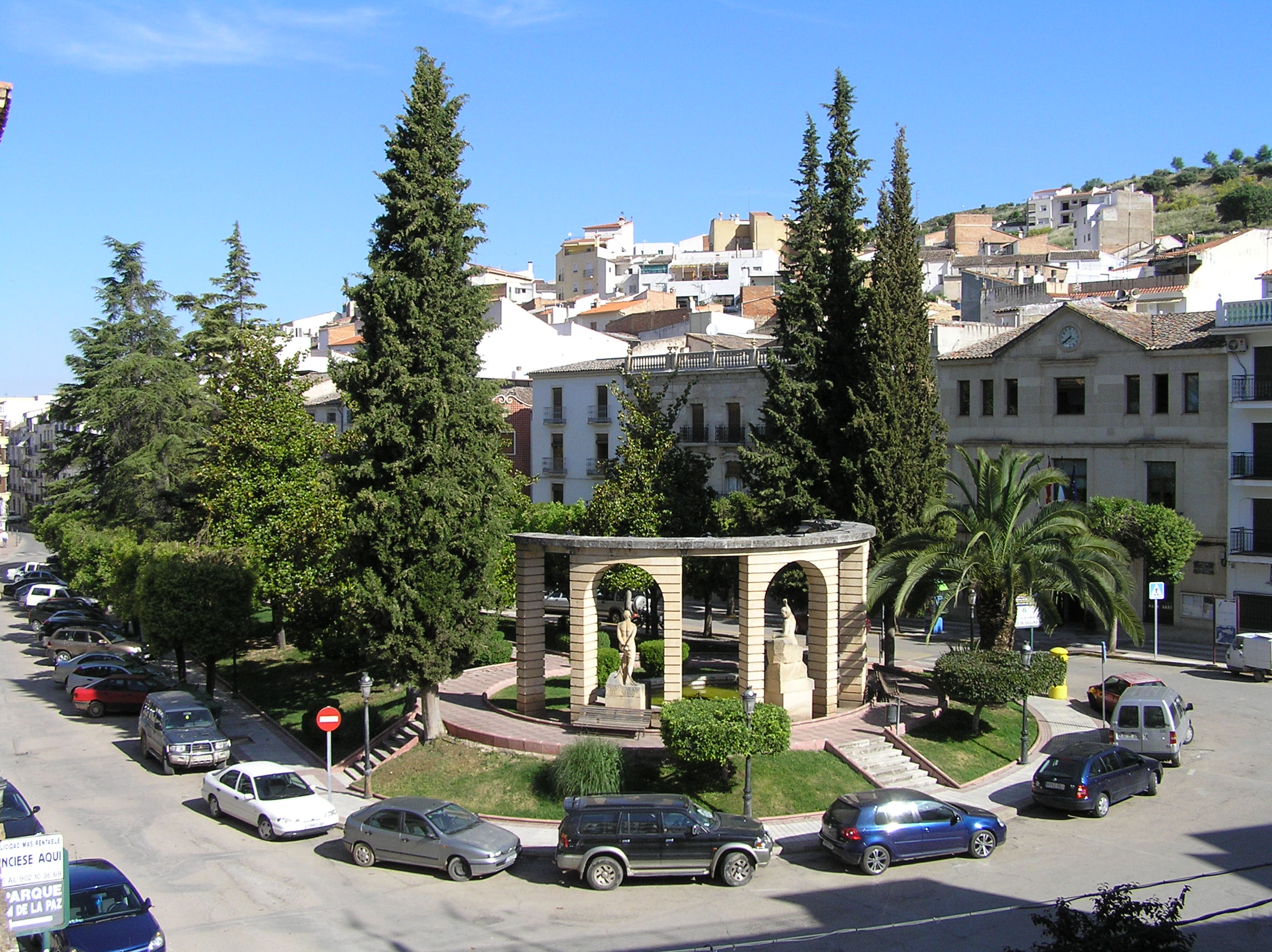
Vista del paseo con las estatuas en homenaje a los fallecidos en la riada

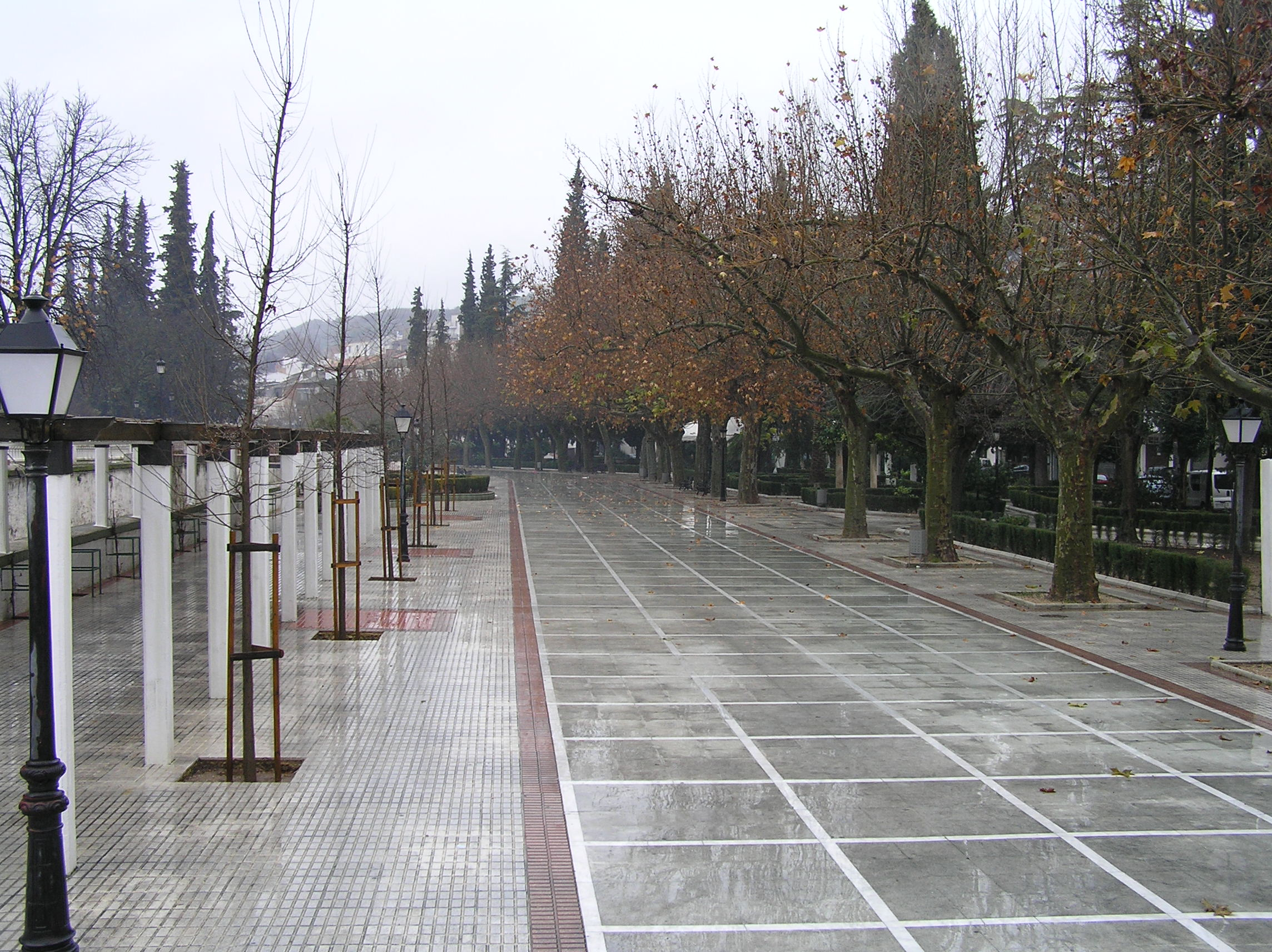
El parque en invierno

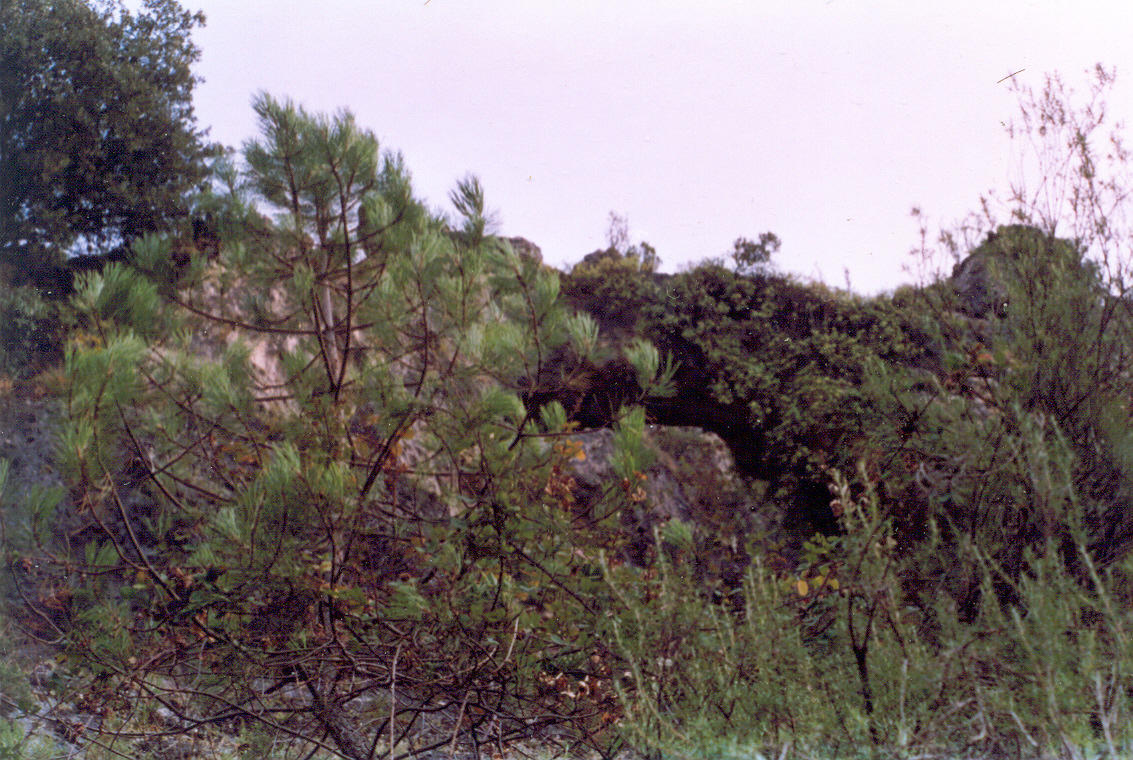
Vegetación en una de las zonas de Beas de Segura que está integrada dentro del parque natural

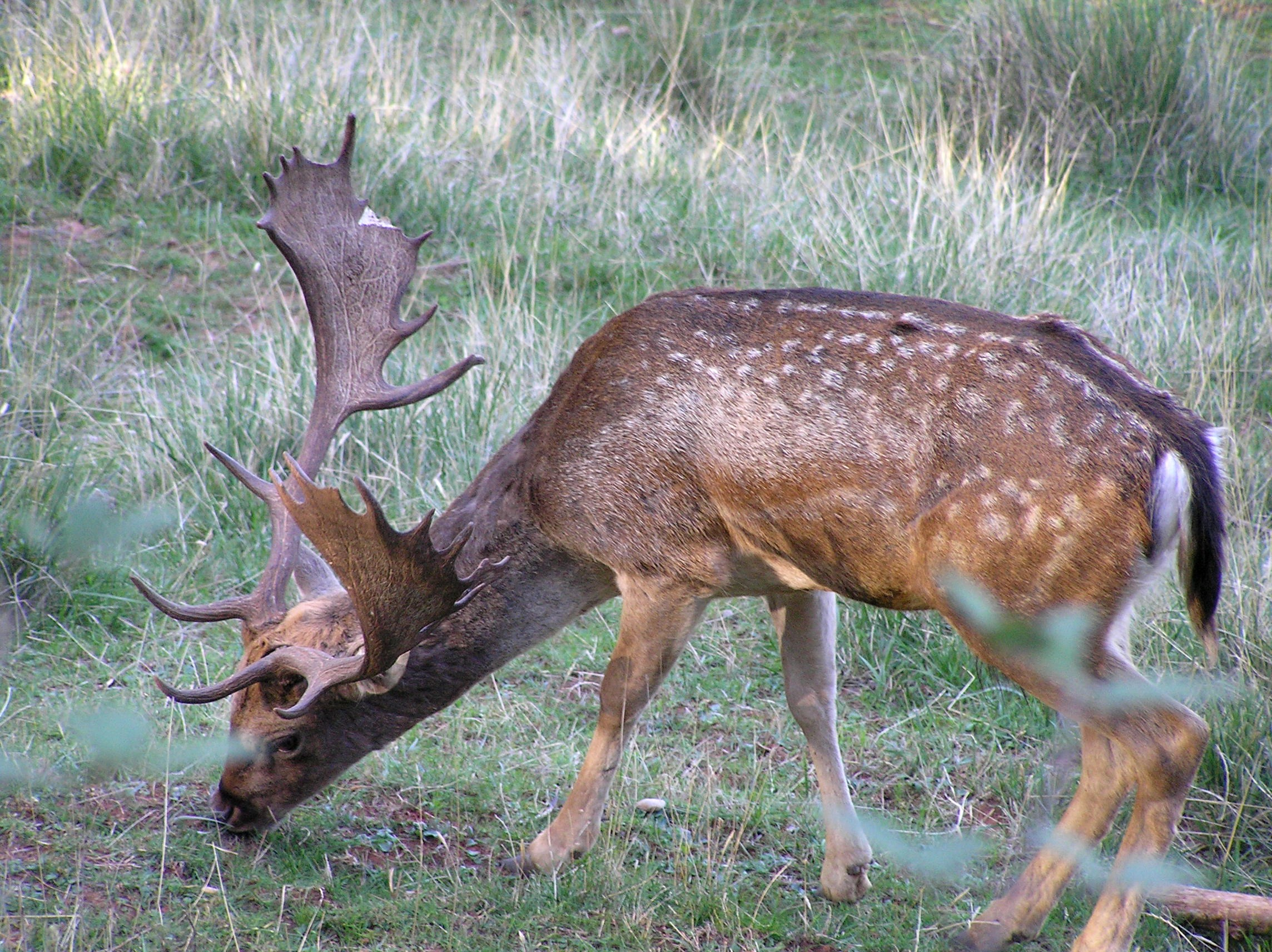
Gamo pastando en la zona perteneciente al parque natural

La accidentada topografía del término municipal muestra una dirección gradual según la dirección este-oeste, condicionada por la litología y la estructura tectónica de los materiales que afloran y constituyen el subsuelo. En conjunto, este cambio gradual se traduce en una elevación del terreno desde la parte occidental a la oriental. Se pasa así de alturas medias de 500 m s. n. m. en el río Guadalimar a más de 1100 m en el extremo oriental del término. Esta brusca elevación del terreno supone el paso desde un paisaje suave y alomado a un terreno quebrado y abrupto, con fuertes pendientes coronadas por los picos más altos del término municipal. El pueblo se alza a 580 m sobre el nivel del mar.
Las mayores alturas se encuentran, pues, en la parte oriental, marcando en muchos casos el límite del término municipal. Las principales vertientes son las Pegueras (1342 m), Natao (1273 m), Cumbres de Beas (1263 m) y Catena (1240 m), entre otros.
| Término municipal | Punto geodésico | Altitud  | Número | Hoja MTN | Coordenadas                     |
| ----------------- | --------------- | -------- | ------ | -------- | ------------------------------- |
| Beas de Segura    | Bretaña         | 715,005  | 88 664 | 886      | 38°15′N 2°53′O / 38.250, -2.883 |
| Beas de Segura    | Catena          | 1233,443 | 88 717 | 887      | 38°15′N 2°53′O / 38.250, -2.883 |
| Beas de Segura    | Hoyera          | 1088,439 | 88 696 | 886      | 38°15′N 2°53′O / 38.250, -2.883 |
| Beas de Segura    | Natao           | 1274,415 | 88 703 | 887      | 38°15′N 2°53′O / 38.250, -2.883 |
| Beas de Segura    | Portazgo        | 1016,932 | 88 709 | 887      | 38°15′N 2°53′O / 38.250, -2.883 |

### Hidrografía
Su principal curso fluvial es el río Guadalimar, que con sus amplias curvas y meandros constituye el límite occidental de su término. El segundo curso en importancia es el río de Beas, el cual drena el montañoso sector oriental recogiendo a su paso tanto las aguas superficiales como las subterráneas de los frecuentes nacimientos acuáticos que posee. Tras su corto recorrido, llega a reunirse con las aguas más tranquilas del río Guadalimar. Aparte de estos dos ríos, son numerosos los arroyos, siendo el más importante el de Fuentepinilla, que se une al río de Beas en «La Morea». Cabe también mencionar los barrancos, que en épocas lluviosas contribuyen especialmente con su carga de aforo a que desde Beas se sumen finalmente al río Guadalquivir.
Riadas
Al estar la localidad principal encallejonada en un valle, eran frecuentes las riadas, llegando a causar diversos destrozos, daños materiales y humanos. Se recuerdan varias de ellas: la de 1915, otra en 1926, entre Buenamar y Fuente Pinilla, y otra más en 1934. En una ocurrida en 1936 se desbordó el arroyo de San Agustín, en 1941 el arroyo de Valparaíso y en 1955 la zona de los Almaciles y el arroyo de Valparaíso, coincidiendo con la feria y causando la muerte de varias personas. En homenaje a lo sucedido en la última riada, se esculpieron tres estatuas en el paseo, de la mano del escultor Constantino Unghetti. A raíz de esa última riada, el gobernador civil de Jaén, tras visitar el municipio y ver los daños ocurridos, tomó cartas en el asunto y por medio de la C. H. G. se hicieron dos canales, recogiendo de esta forma las aguas de las dos vertientes del valle.

### Clima
Suele tener un clima mediterráneo, con veranos calurosos e inviernos fríos, llegando a alcanzar temperaturas extremas de -6 °C a -8 °C en invierno y superando los 40 °C en la época estival. Aunque las normales en verano oscilan entre los 26 °C a los 36 °C y en invierno entre los 4 °C a los 12 °C.
La pluviometría de la zona tiene una media de 600 mm por m² en el año agrícola, con veranos de escasas lluvias y normales el resto del año. Excepcionalmente, en el año agrícola de 2009-2010, faltando meses para concluir, se ha batido récord, recogiendo más de 1000 mm por m² aproximadamente.
| 2009                        | ene | feb | mar | abr | may | jun | jul | ago | sep | oct | nov | dic | Media |
| --------------------------- | --- | --- | --- | --- | --- | --- | --- | --- | --- | --- | --- | --- | ----- |
| Temperaturas medias (°C)    | 7   | 8   | 11  | 14  | 18  | 24  | 27  | 26  | 23  | 18  | 11  | 9   | 16,33 |
| Precipitaciones medias (mm) | 26  | 24  | 32  | 48  | 74  | 29  | 14  | 7   | 38  | 43  | 45  | 23  | 403   |

En los viejos lugareños de Beas estaban muy presentes las cabañuelas, sobre todo en los agricultores y ganaderos, que llegando el mes de agosto, según el tiempo de ese mes, preveían la climatología del año siguiente. Antiguamente, los vecinos tenían muy en cuenta los ciclos lunares, las festividades y otros eventos de la naturaleza para augurar la recogida de cosecha o el futuro de la misma.
En Beas de Segura, los días 9, 10 y 11 de octubre de 2005, siendo miembro de la ACECA. Manuel Ardoy Medina, se celebró en Beas de Segura el VI Congreso Nacional de Cabañuelas de España.

### Espacios naturales
Beas de Segura cuenta con varios espacios naturales, tanto dentro del casco urbano, como en su término municipal, principalmente en la zona que está integrada dentro del parque natural de las Sierras de Cazorla, Segura y Las Villas.

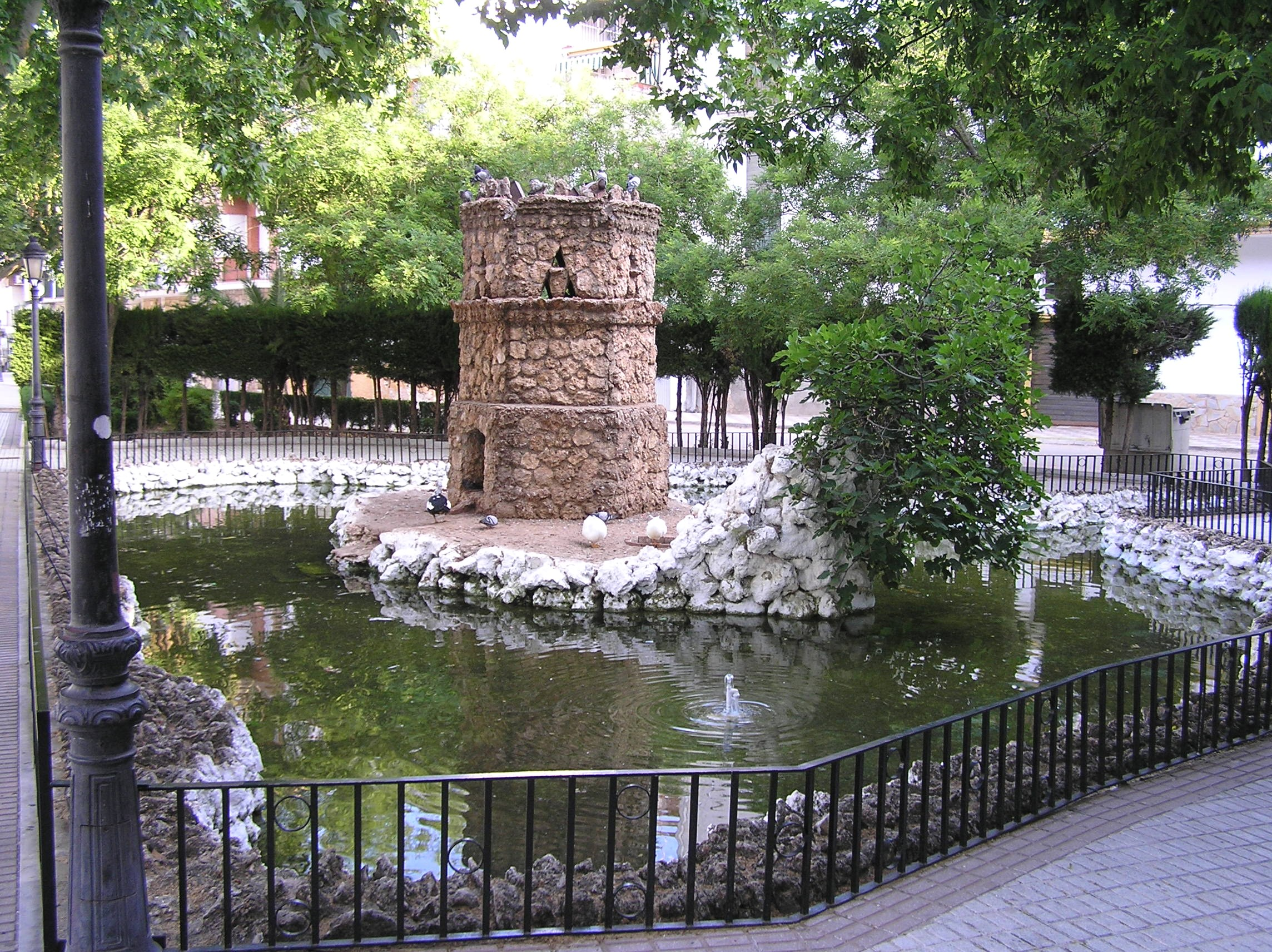
Estanque de los patos, en el Parque
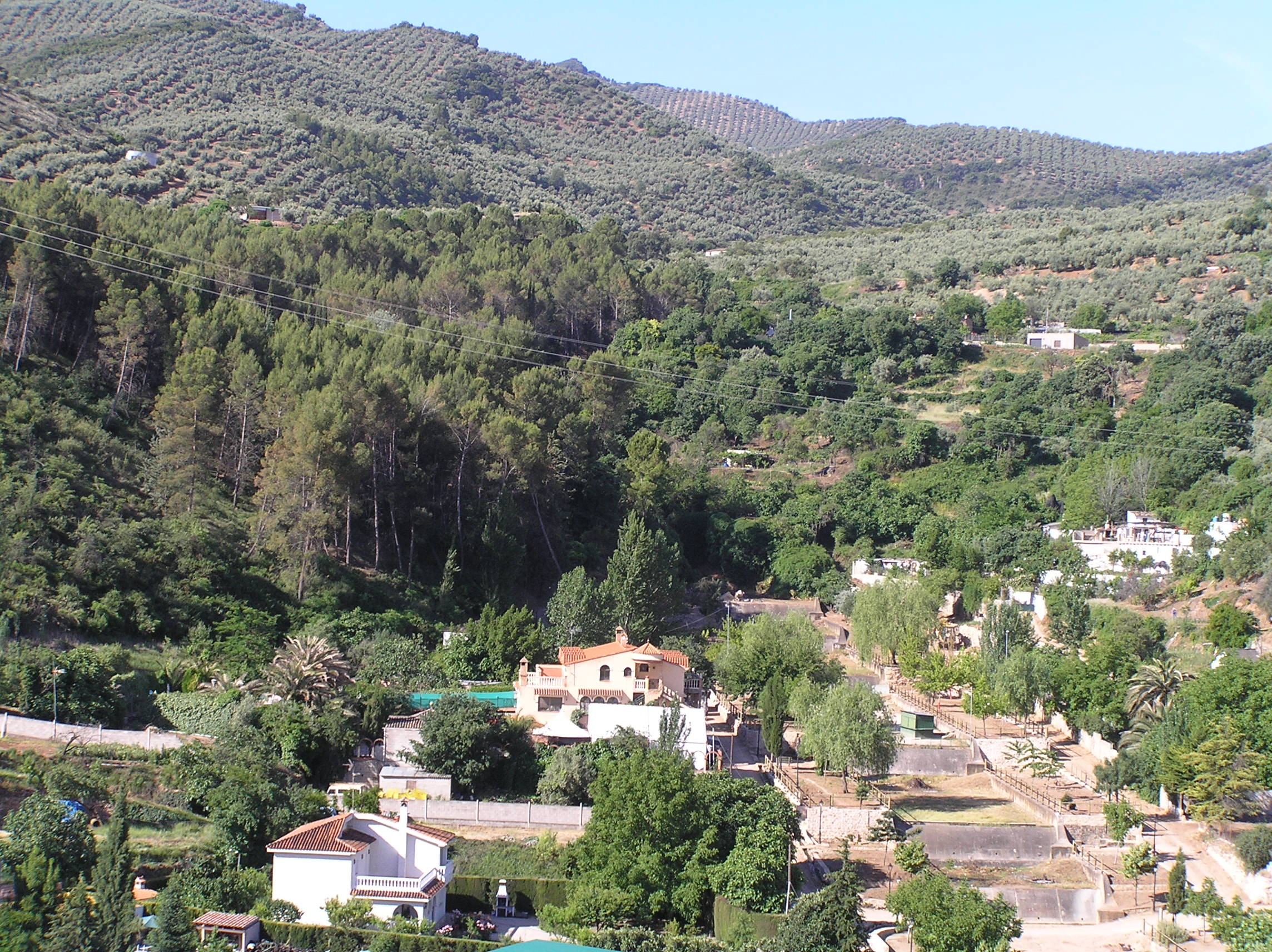
Vista de Valparaíso
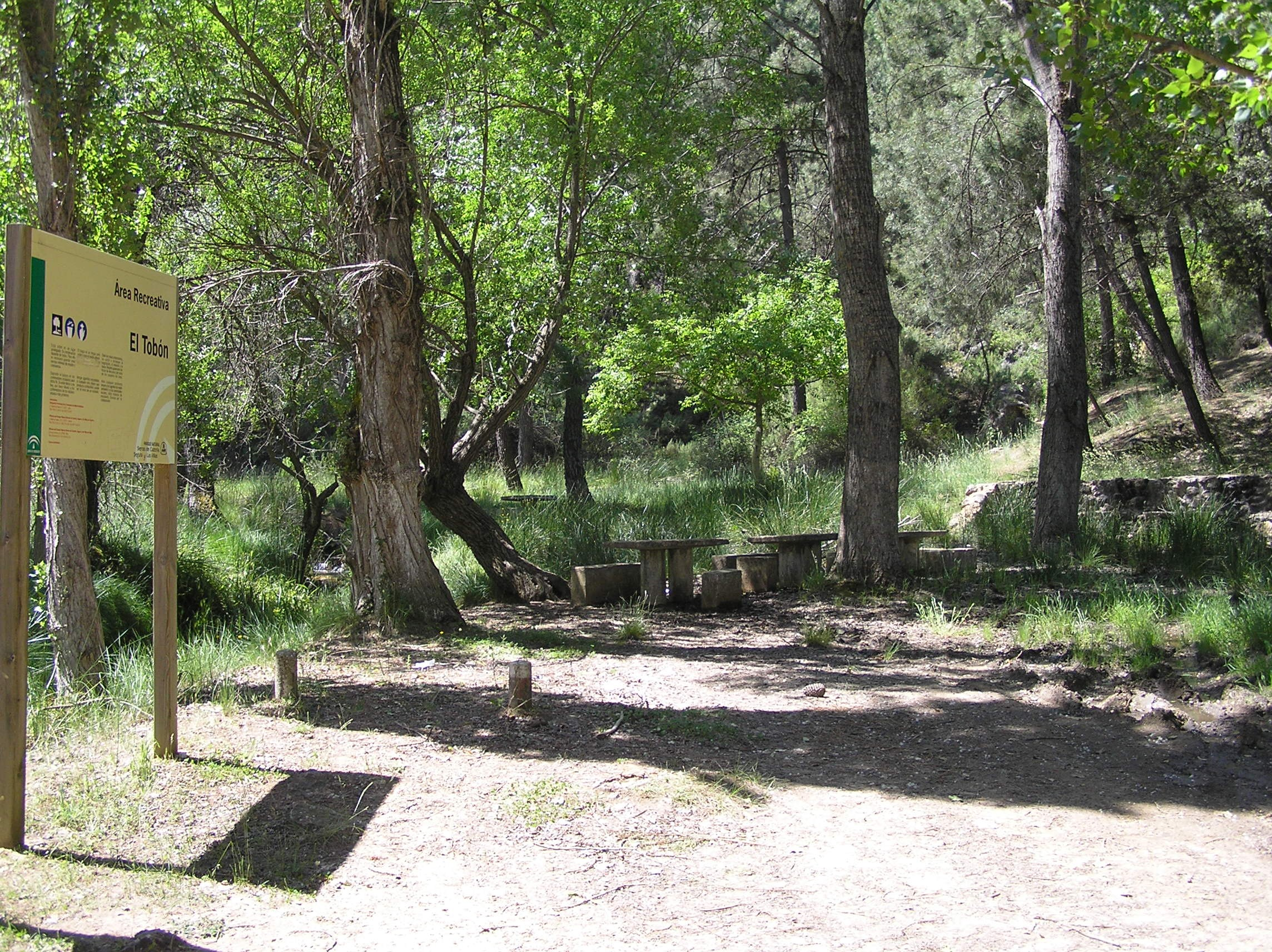
Área recreativa el Tobón
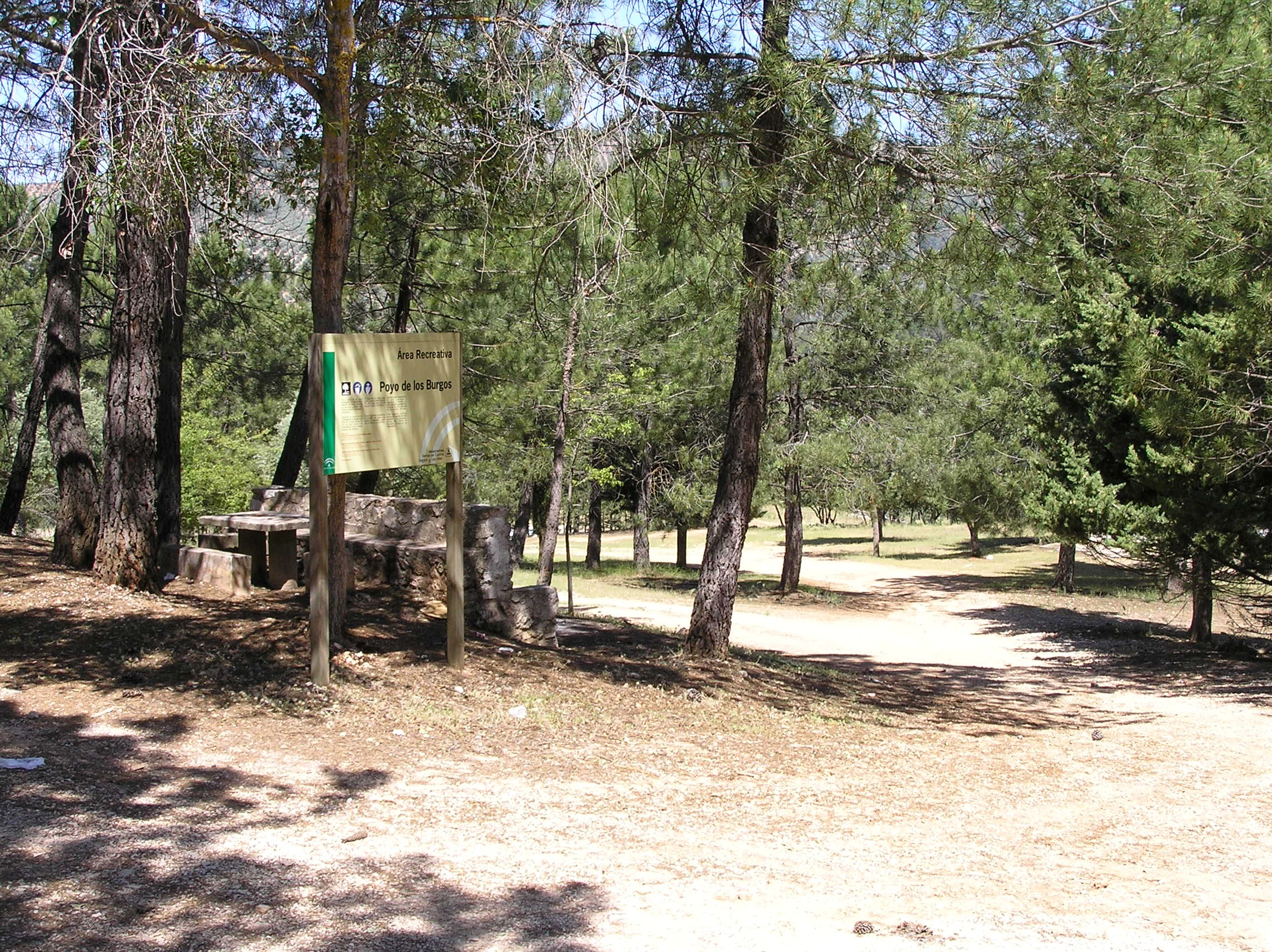
Área recreativa Poyo de los Burgos

### Fauna y flora
Sus garrigas y matorrales sirven de cobijo a pequeñas aves que establecen sus nidos en la protección que confieren los arbustos espinosos. Entre ellas son típicas las currucas rabilargas y cabecinegras que, en pequeñas zonas de arbustos aislados, acompañan a la collalba rubia. Asimismo, existen abundantes lagartijas de la especie colilarga.
Conforme aumenta el porte de vegetación en zonas de bosque de quejigo y pino, aparecen típicas aves forestales como el trepador azul y el agateador, que se alimenta de los insectos presentes en la corteza de los árboles; en las copas de los pinos abundan el carbonero garrapinos, el herrerillo capuchino y los piquituertos, mientras el herrerillo común y el carbonero común aparecen en el follaje de las encinas y quejigos. El frescor de las zonas boscosas dominadas por quejigos es propicio para la culebrilla ciega.
En la zona del parque natural son frecuentes el jabalí, el gamo, el ciervo, el zorro y otros animales salvajes como la ardilla, la liebre y el conejo. El águila real y el buitre leonado son especies que también se encuentran presentes en sus bosques, y hasta mediados de la década de 1950 existían algunos ejemplares de lobos.

### Geología
Desde el punto de vista geológico cuenta con una privilegiada extensión territorial, ya que en ella confluyen las tres grandes unidades geológicas que se reconocen en la provincia de Jaén: el borde meridional del Macizo Hespérico, las zonas externas de las Cordilleras Béticas y la Depresión del Guadalquivir. Materiales que están parcialmente recubiertos por los más recientes depósitos cuaternarios. Todas las rocas que afloran en este término son de origen sedimentario, tanto marino como continental, depositadas en la superficie terrestre como consecuencia de la dinámica externa del planeta.

### Zonas protegidas
El 22 % de su término municipal se encuentra situado dentro del parque natural de la Sierra de Cazorla, Segura y Las Villas, laberinto orográfico de valles, calares, tajos, montañas y altiplanos de gran importancia hidrológica. Destaca el pinar, formado prácticamente en su totalidad de pino negral; en algunas zonas aparece el pino carrasco y excepcionalmente el pino piñonero. Debajo de los 800 m de altitud, el estrato arbóreo lo constituyen las encinas junto a algunos quejigos, llamados en la zona robles; además, se intercala un sotobosque de genistas. También está presente el cojín de monja, de flor amarilla y enormemente espinoso, dando lugar a un matorral de porte almohadillado. La vegetación predominante es el romero, entremezclado con algunas coscojas, generalmente de porte arbustivo y algún enebro rastrero, mientras que en la ribera del río son frecuentes los chopos.
El resto de la extensión del término municipal corresponde en su gran mayoría al olivar, llegando a ser el municipio que más olivas tiene por extensión de terreno.

## Historia

### Prehistoria
Paleolítico

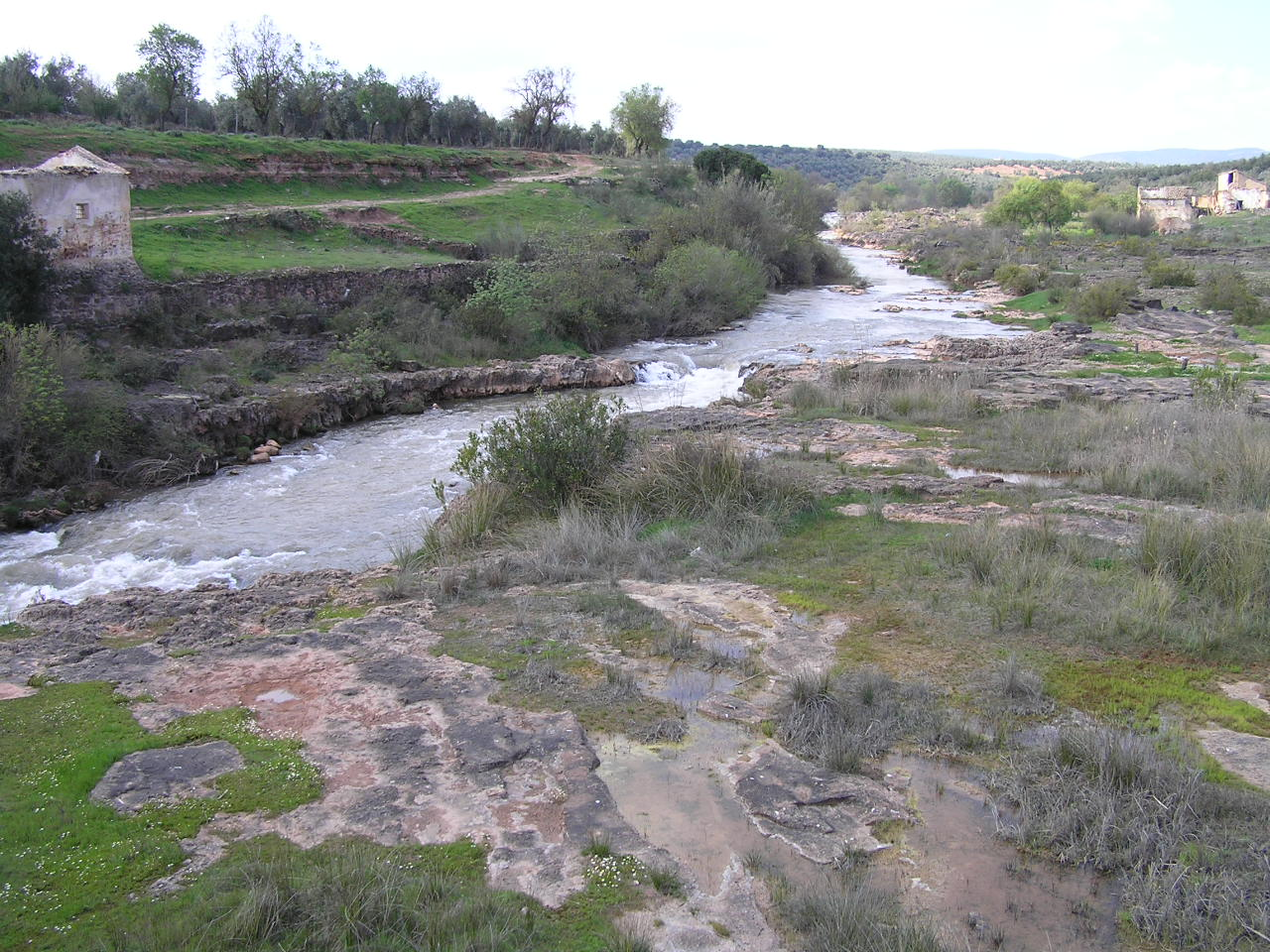
Terrazas en río Guadalimar

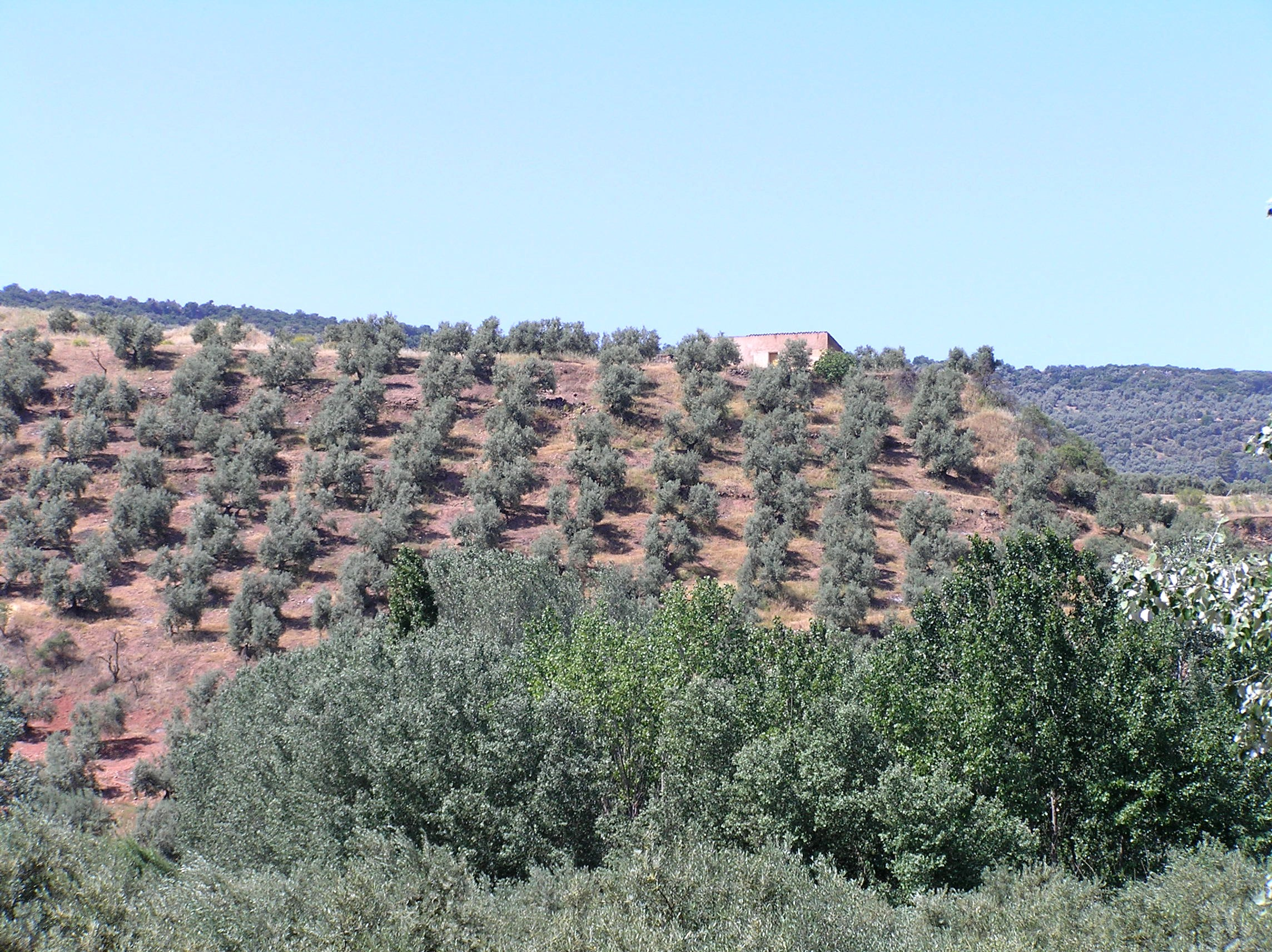
Zona arqueológica El Castellón

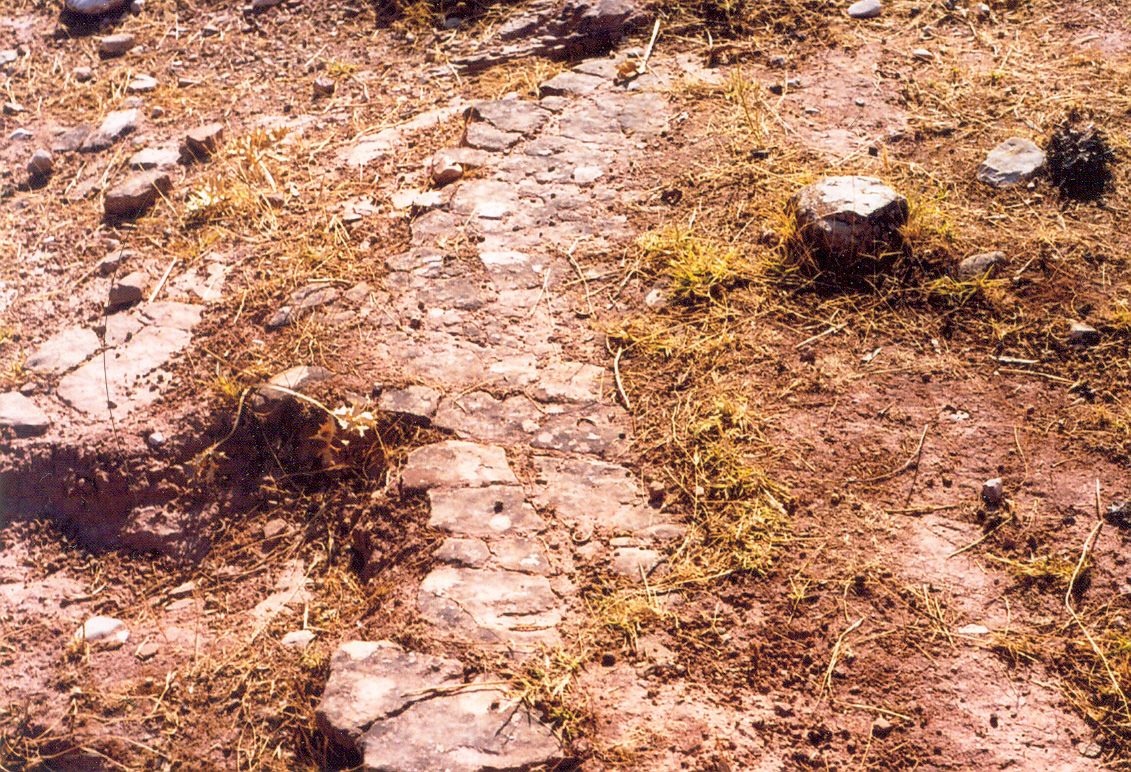
Detalle de empedrado del suelo en el camino argárico. Llamado camino Cartaginés, que unía Cástulo con Cartago-Nova

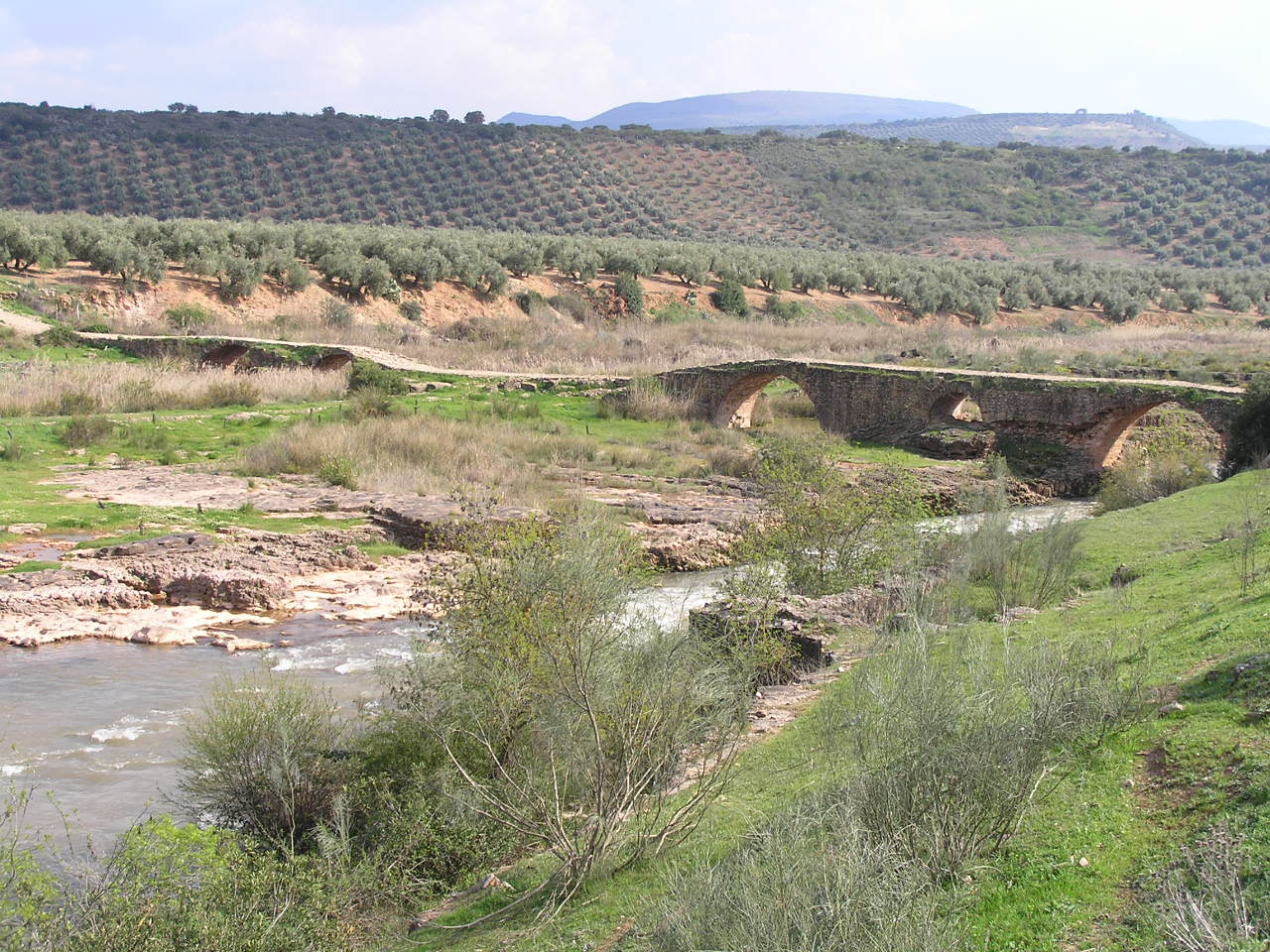
Puente Mocho, sobre el río Guadalimar

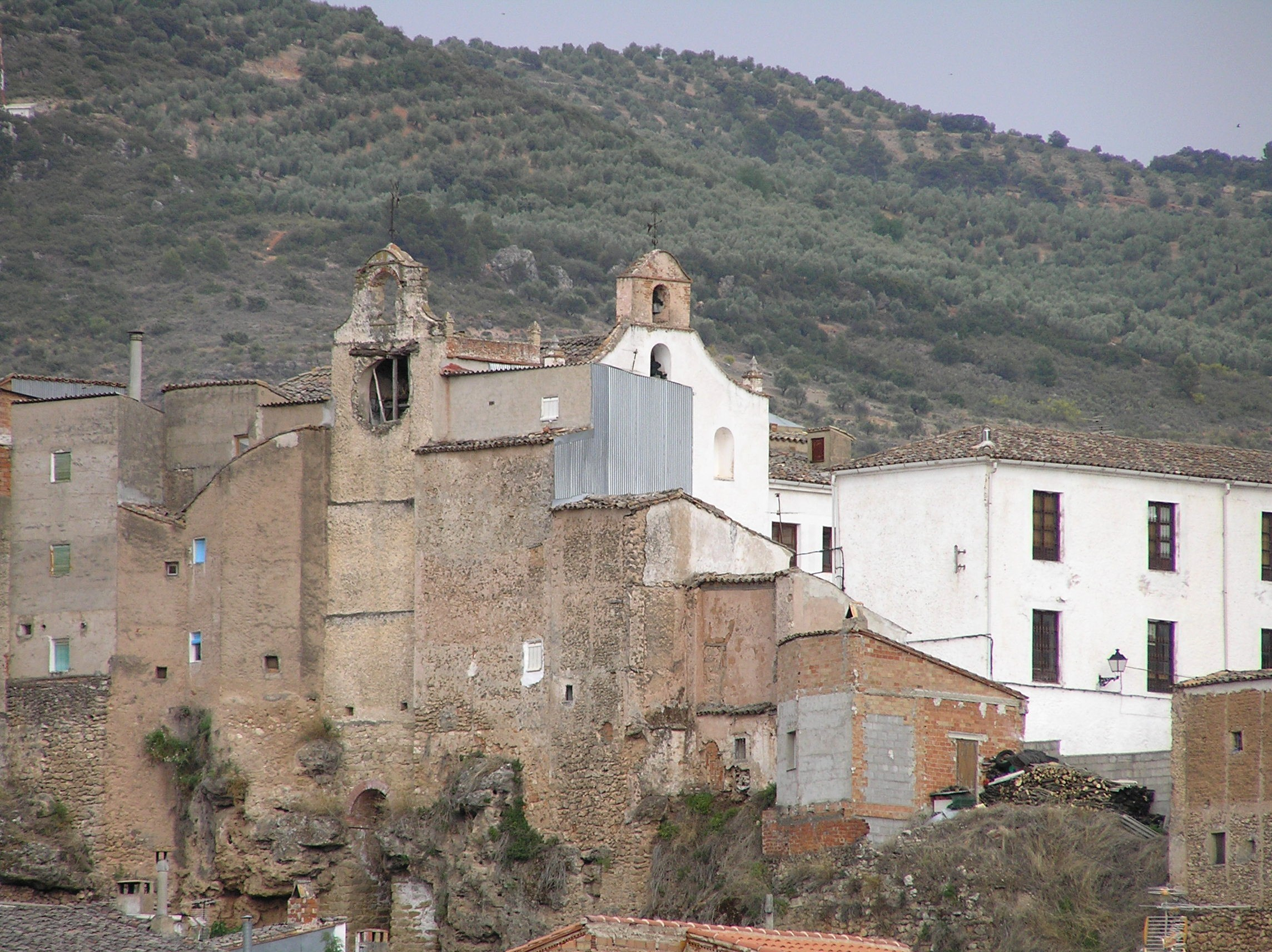
Restos de la muralla en la antigua fortaleza

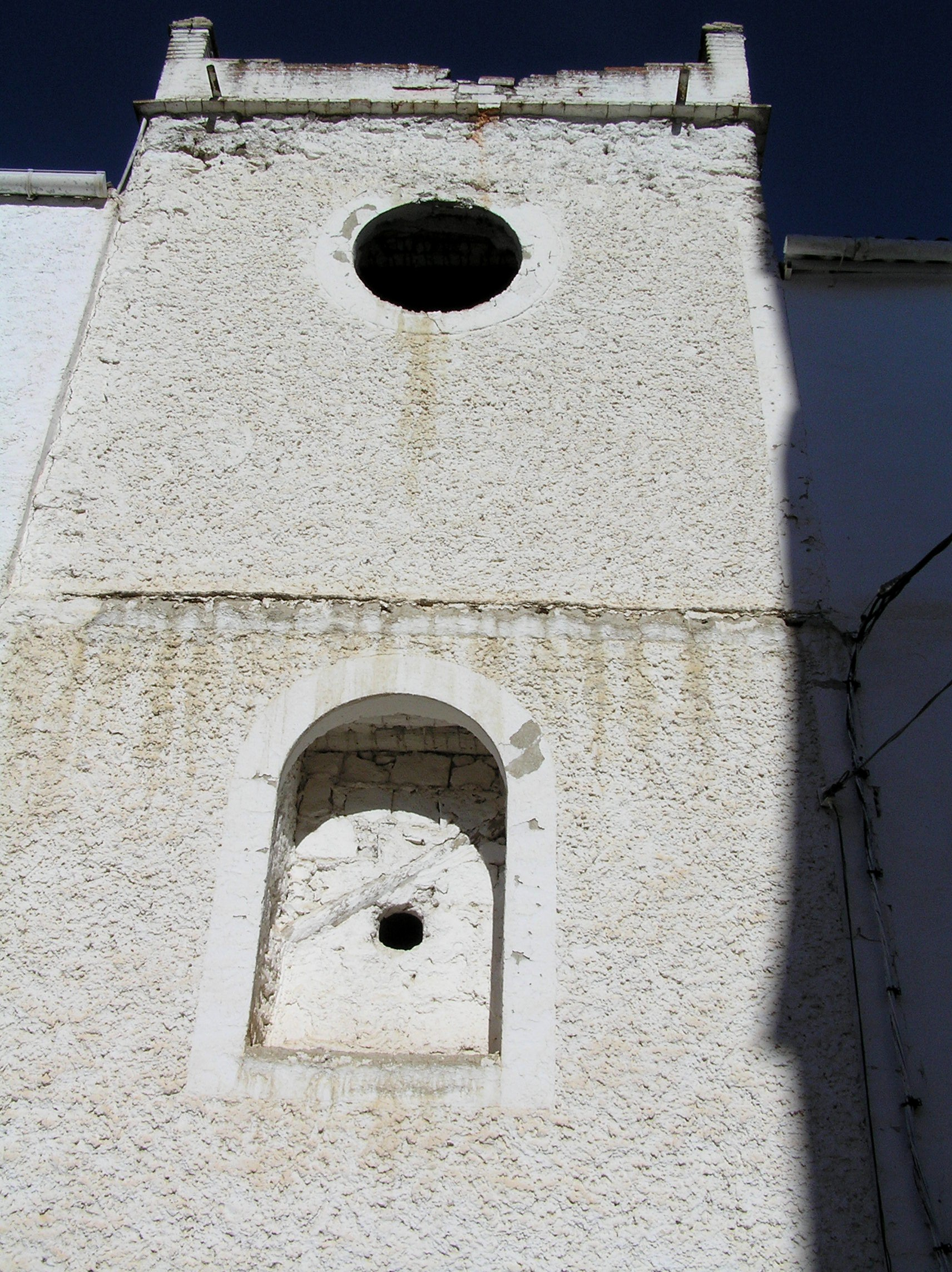
Restos de un torreón de la antigua fortaleza

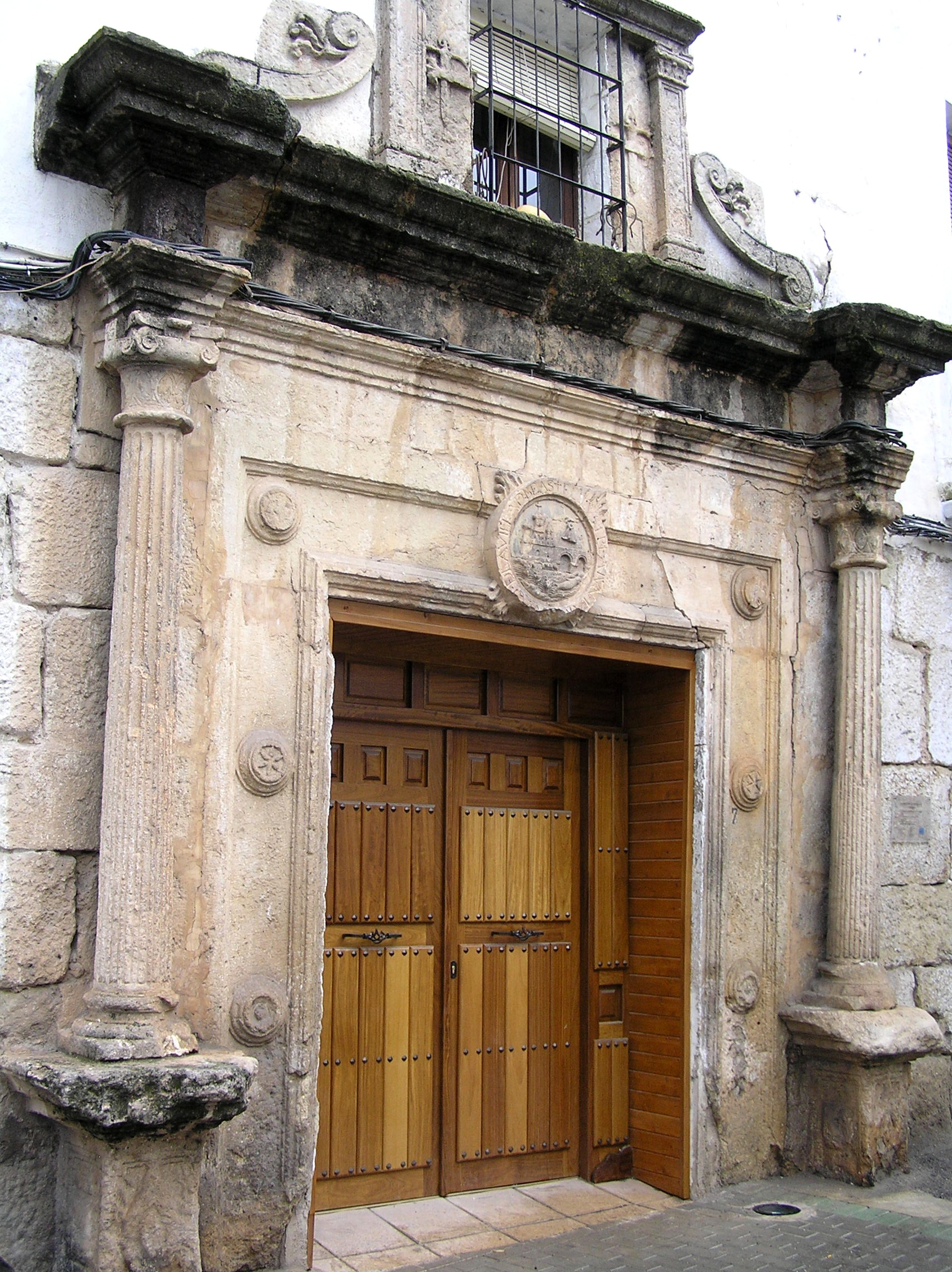
Portada de los antiguos juzgados, (actual juzgado de Paz)

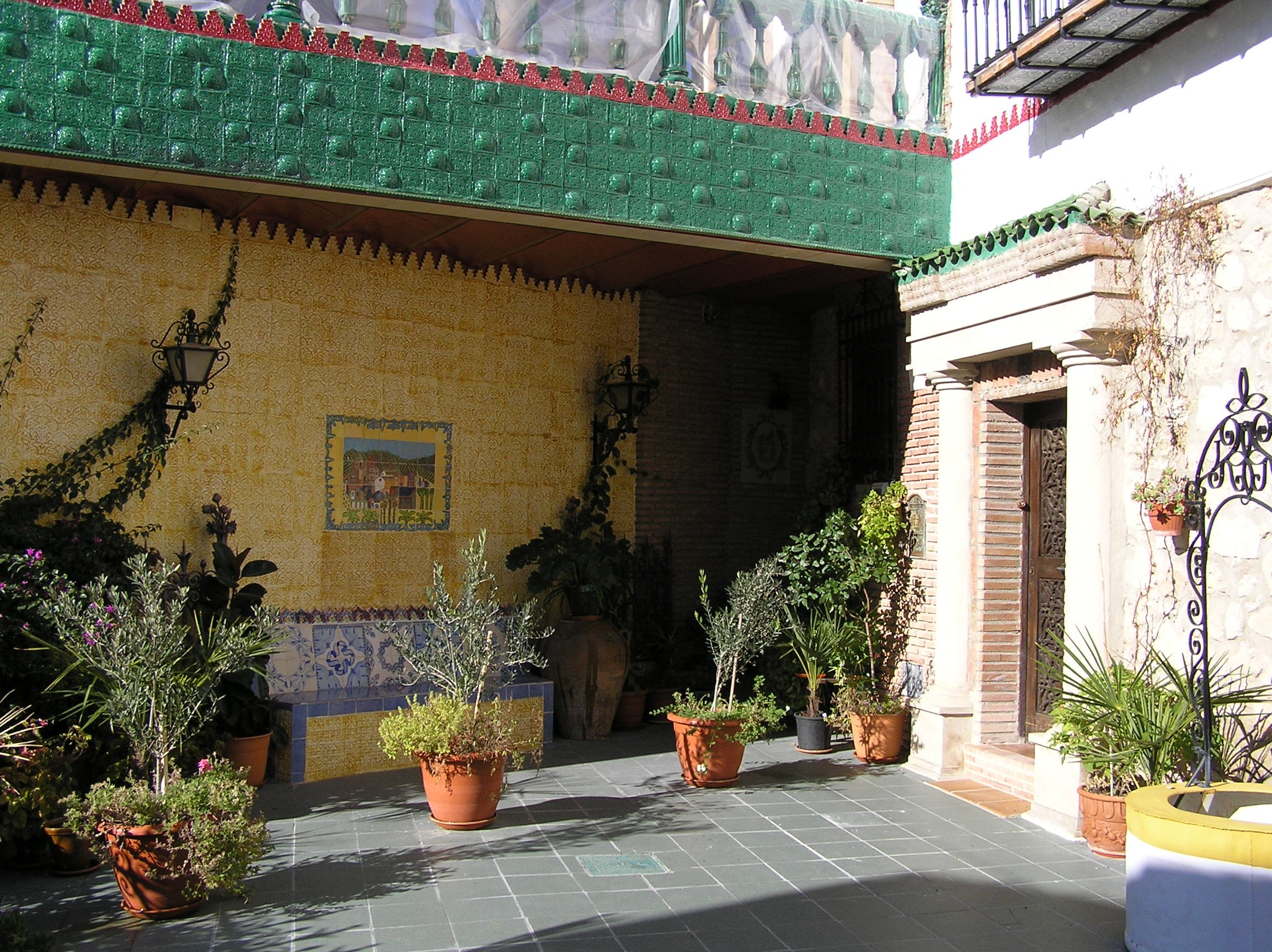
Patio de la Casa de los Sandoval

Sus primeros asentamientos humanos tuvieron lugar en el Paleolítico inferior, en la zona aledaña al río Guadalimar, donde habitaron pequeñas hordas que vivían al aire libre, refugiándose en pequeñas cuevas y abasteciéndose de los recursos naturales que ofrecía el terreno, tanto de la caza, siendo paso natural y abrevadero para los animales de aquella época, como de la pesca y de los frutos silvestres del contorno.
Se tienen estos conocimientos gracias a los estudios realizados en el lugar y a las primeras investigaciones que se llevaron a cabo en 1913, y otras sucesivas en años posteriores, con los útiles encontrados tanto de lascas, bifaces, raederas y otros utensilios, que corresponden a la cultura del Abbevilliense, sucediéndose con el Achelense y llegando hasta el Musteriense, intercaladas con las industrias del Clactoniense, Tayaciense, Levalloisiense y Micoquiense ya en el Paleolítico medio. Ello hizo que este asentamiento se convirtiese en uno de los más antiguos de Andalucía.
Neolítico
Con la Glaciación de Würm se perdió todo rastro de civilización y no volvió a aparecer hasta el Neolítico. Aprovechando la fertilidad del suelo y la orografía, se situaron en el eje del río de Beas y el río Guadalimar, en la planicie conocida como «El Cornicabral», llegando incluso a ocupar las zonas de campiña. La riqueza de la tierra y la abundancia de agua hizo que fuese un lugar ideal para formar pequeños núcleos que abarcaron hasta el Calcolítico.
Edad de los Metales
Con el paso del tiempo, estas culturas fueron tomando mayor consistencia y al ser las estribaciones de Sierra Morena ricas en minerales, se creó un comercio con los mismos que aparejado a la agricultura, la ganadería y la artesanía, estableció una población sólida en base al comercio y al trueque de esos productos. Dicha población se vio fortalecida por la apertura de un camino argárico en la Edad del Bronce, por el cual llegó a introducirse la cultura del Argar. Con la entrada de los iberos siglos más tarde, la zona quedó encuadrada en la región oretana, siendo su cabecera Cástulo. Con la fundación de Cartago Nova se reforzaron esas vías de comunicación para la extracción de minerales entre Cástulo y Cartago Nova, llegando así a llamársele el camino cartaginés.

### Edad Antigua
Romanización
Con la entrada de los romanos, el territorio fue escenario de algunas escaramuzas y batallas con los cartagineses. Ya bajo la hegemonía romana, estos se establecieron sobre asentamientos primitivos, afianzando así una población consistente, donde se crearon varias Villae con importantes centros agrícolas que tuvieron su mayor repercusión en el siglo I con la implantación de leyes y normas y la construcción de numerosas obras arquitectónicas.
Bajo el dominio romano, con la primera división administrativa realizada en el 197 a. C. , Beas quedó adscrita en la Hispania Ulterior. Augusto en el 27 alteró los límites y Beas pasó a formar parte de la Hispania Citerior, la denominada Tarraconensis, a su vez dividida en siete conventos jurídicos, uno de ellos Cartago Nova, del que formaba parte. Constantino en el 332 creó la provincia Cartaginense con parte de la Tarraconensis.
Visigodos
Los Visigodos no cambiaron la forma de gobierno de los hispanorromanos tras su entrada, y en el 577 Leovigildo reprimió una sublevación en Sierra Morena e inició una intensa política de unificación que marcaría el fin de la romanización.
Por estas fechas coexistía un efímero grupo de población aristócrata goda que se fusionó con los hispanorromanos, llegando a manejar las riendas del poder. Al mismo tiempo, estos últimos eran en su gran mayoría los propietarios de la tierra, con una población compuesta por colonos y esclavos, y por un reducido grupo de judíos, del que se tiene constancia por la cristianización forzosa de dicha población, ley que se promulgó en el IX Concilio de Toledo (655).

### Edad Media
Etapa musulmana
El desmoronamiento visigodo en 711 provocó que los musulmanes invadiesen toda la península y no fue hasta 714 o 715 cuando Beas quedó sometida por el valí Abd al-Aziz ibn Musa. Tras unos años de incertidumbre política, pasó a formar parte de la Cora de Yayyan, distrito del Emirato Independiente, con sede en Córdoba, constituyendo Beas un Iqlim de la Cora. A finales del siglo IX se produjo una rebelión muladí, siendo el foco la sierra de Segura. Es muy probable que durante esta época se construyeran las fortalezas de la villa, impulsadas por Ibn al-Saliya a modo de proteger el acceso al interior de la sierra.
Abderraman III logró con su llegada al poder apaciguar en pocos años la rebelión y hacerse así dueño de todas las fortalezas, hasta que en 929 se proclamó Califa y creó el Califato de Córdoba. A partir de esos años, Beas comenzó a desarrollarse rápidamente con la gran diversidad de productos que disponía: lino, cáñamo, trigo, olivos, árboles frutales y otra serie de mercancías que fueron transformadas. Al mismo tiempo, se construyeron batanes, aceñas, molinos y telares, creándose asimismo con ello un importante centro de comercio.
La caída del Califato hizo que se estableciesen los reinos taifas y que el territorio quedase en manos almorávides bajo el dominio de Ibrahim ibn Hamusk; poco después, en 1165, los almohades atacaron contra sus posesiones, siendo derrocados en 1212 en la famosa batalla de las Navas de Tolosa. La permanencia árabe en Beas duró cinco siglos.
Reconquista
En 1234, el rey Fernando III, acompañado del obispo Juan de Osma, reconquistó Úbeda y al año siguiente Santisteban, Iznatoraf, Chiclana y Beas, entregando esta última al obispo con su castillo y término por «juró de heredat», es decir, a título personal y no a la iglesia, el 12 de abril de 1235, misma fecha en que permutó el castillo de Xandulilla por Chiclana, para anexionarla a Beas. El obispo de Osma continuó acompañando al rey, hasta que en 1236 reconquistaron Córdoba.
Años más tarde, el 30 de noviembre de 1239, Juan de Osma permutó la villa de Beas y Chiclana con sus castillos y términos por otras villas de Soria y de Segovia a la Orden de Santiago -siendo su maestre Rodrigo Iñiguez-, otorgándole a la villa un fuero municipal más una serie de privilegios incluidos como la carta puebla, el mero mixto imperio y otras facultades y franquicias. Con todo esto, pasó a convertirse en la Encomienda de Beas, y esos privilegios se fueron confirmando y ampliando por los diferentes maestres de la orden. También se instó a Beas de una Vicaría verae nullius y así quedó exenta de jurisdicción eclesiástica, dependiendo del vicario del Prior de Uclés. Se estableció a finales del siglo XIII un convento de Franciscanos Observantes que en 1445 fue transferido a los Conventuales.
Todo esto contribuyó a que se poblara la villa y se establecieran familias venidas del norte de Castilla, atraídas por estos beneficios. Los Reyes Católicos se hicieron con la administración de la Orden de Santiago tras su entrada, quedando esos beneficios limitados. Al mismo tiempo, se impusieron nuevas alcabalas e impuestos, perdiéndose así todas las exenciones, excepto el fuero local, que quedó vigente hasta que en 1513 Juana de Castilla le concedió a la villa el derecho a abrir un mercado franco que se instalaba todos los jueves del año.

### Edad Moderna
Durante el siglo XVI, la localidad experimentó un importante desarrollo económico sobre la base de la agricultura y a la ganadería, con un considerable incremento demográfico influenciado por la clase aristócrata, que culminó en su máximo esplendor de la época.
El siglo XVII fue decadente para el municipio, que inmerso en la crisis general de España vio cómo su pasado esplendoroso se iba apagando. La falta de una política sólida, la subida de los precios por las malas cosechas, la injusta presión fiscal para guerras, la corrupción, los privilegios del clero y la emigración a Indias fueron algunos de los factores que contribuyeron a esa merma. Todo ello fue provocando el empobrecimiento local, agravando las diferencias sociales y aumentando la miseria de la mayoría de los vecinos.
La realidad de la época se hizo patente a principios del siglo XVIII, con el comienzo de la Guerra de Sucesión. Sus aportaciones en armamento, bestias, moneda y tropas fueron continuas, a pesar de la hambruna y los infortunios que padecía.
Ya en 1748, estando en el trono Fernando VI y a propuesta de su ministro, el marqués de la Ensenada, se creó en la sierra el Departamento de Marina, siendo su sede Segura de la Sierra y entrando a formar parte de él todos los pueblos de esta, el Condado, Beas y Chiclana, como pueblos de La Mancha, e incluso de Albacete. Durante esta época se llevaron a cabo talas masivas de árboles, transportándolos por el río a Sevilla y a Cádiz, para la construcción de barcos. Paralelo al Departamento de Marina se formó el Negociado de Montes, el cual permitió que con la madera de la tala se construyesen la Fábrica de Tabacos de Sevilla, la de Cádiz, los techos de la catedral de Jaén y otras construcciones emblemáticas.
Cuando estos departamentos desaparecieron, Sorihuela del Guadalimar, Iznatoraf, Villanueva del Arzobispo y Villacarrillo se unieron para reclamar sus derechos sobre los terrenos esquilmados por la tala de maderas. Saliendo el recurso adelante, le expropiaron parte del territorio a algunas poblaciones, entre ellas Beas, cuyo término llegaba al río Guadalquivir, formándose la sierra de las Cuatro Villas.
Otra fuerte destrucción del patrimonio de Beas se llevó a cabo en 1750, cuando el Consejo de Órdenes Militares ordenó la demolición de la fortaleza que había en la parte más alta de la villa; años más tarde, el terremoto de Lisboa de 1755 causó graves daños en algunas viviendas.

### Edad Contemporánea
Durante la guerra de la Independencia española y tras la Batalla de Bailén, un batallón de las tropas francesas se adentró en la villa en varias ocasiones durante el mes de noviembre de 1809. En la segunda incursión entraron 2000 soldados y 400 caballos, destrozando e incendiando el pueblo y los edificios más emblemáticos, como la iglesia parroquial, con la pérdida de la entonces patrona de Beas, que era Nuestra Señora de Gracia. También fueron pasto de las llamas la casa consistorial, las casas de la Encomienda y otros edificios, así como todos los archivos municipales y eclesiásticos, quedando el pueblo reducido a cenizas. Los vecinos tuvieron que huir del pueblo y refugiarse en las montañas aledañas debido a que eran perseguidos y las mujeres violadas. Uno de los actos vandálicos que mayor mella causó entre la población, fue el arrastramiento del párroco por las calles del pueblo y el aprisionamiento del sargento.
Por Real Orden de 27 de agosto de 1817 se agregó al partido judicial de Villacarrillo. Con la división territorial de España en 1833, Beas, junto a Chiclana, que pertenecían a la antigua provincia de La Mancha, pasaron a formar parte de la nueva provincia de Jaén y quedaron anexadas a la comarca de la Sierra de Segura. Años más tarde, gran parte del patrimonio eclesiástico de Beas fue vendido con la Desamortización de Mendizábal, y pasaron a manos particulares las ermitas de Santa Justa y Santa Rufina, la de San Sebastián, la de San Juan, la de San Agustín y la iglesia de San Miguel, que fue utilizada como Casa de la Inquisición.
En 1836, sufrió los ataques de partidas carlistas, sucesos que el comandante general de la provincia de Jaén, Antonio Romero, remitió al capitán general de Granada.
El 25 de abril de 1869, un hundimiento en el Tobón por encima de la calle de las Almenas causó la muerte a 34 personas y otras 16 resultaron heridas, hecho que coincidió con las fiestas de San Marcos. La comisión de política urbana tuvo que declarar la zona en ruina y desalojar a los vecinos afectados.

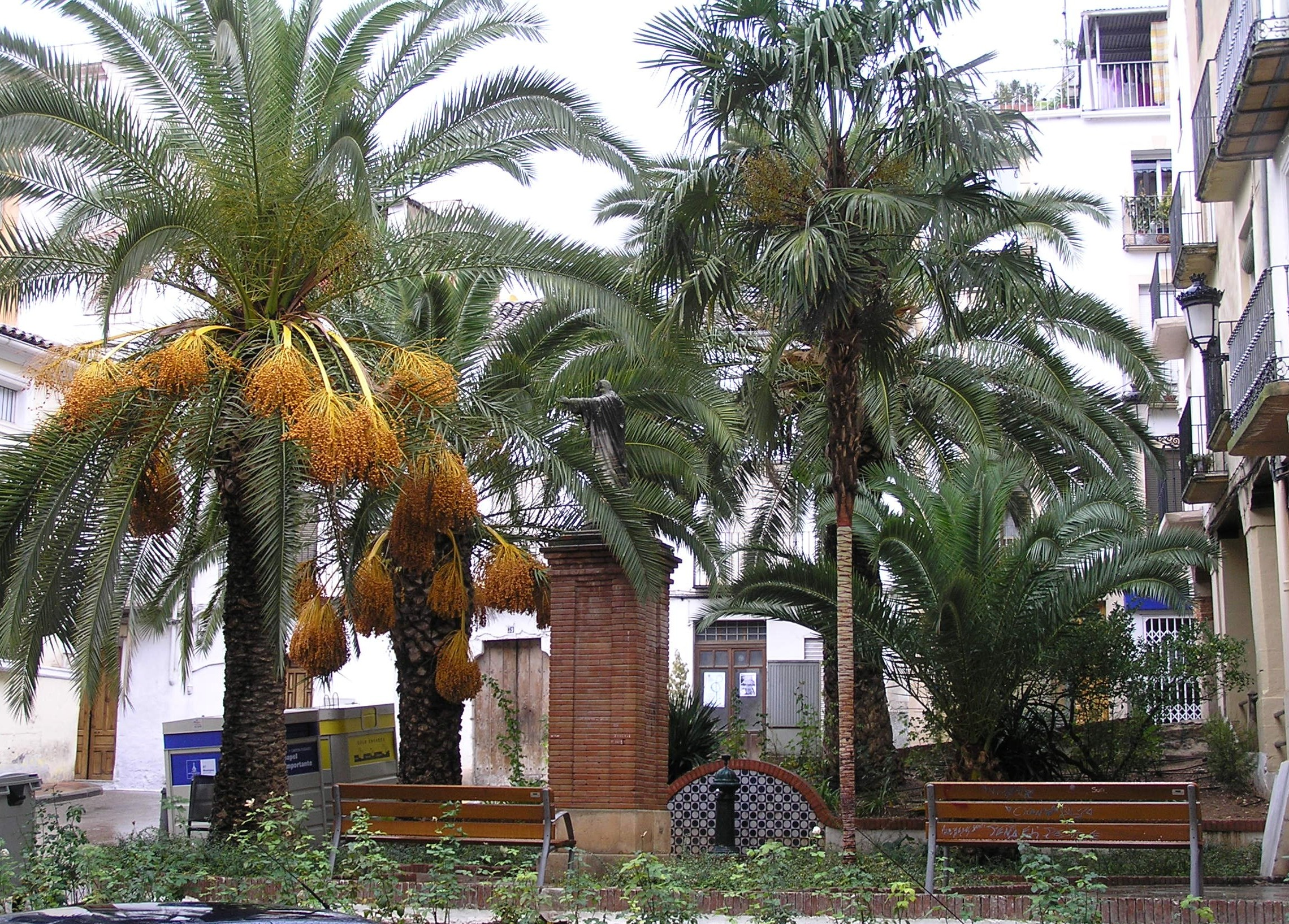
Plaza del Sagrado Corazón, antes plaza Nueva

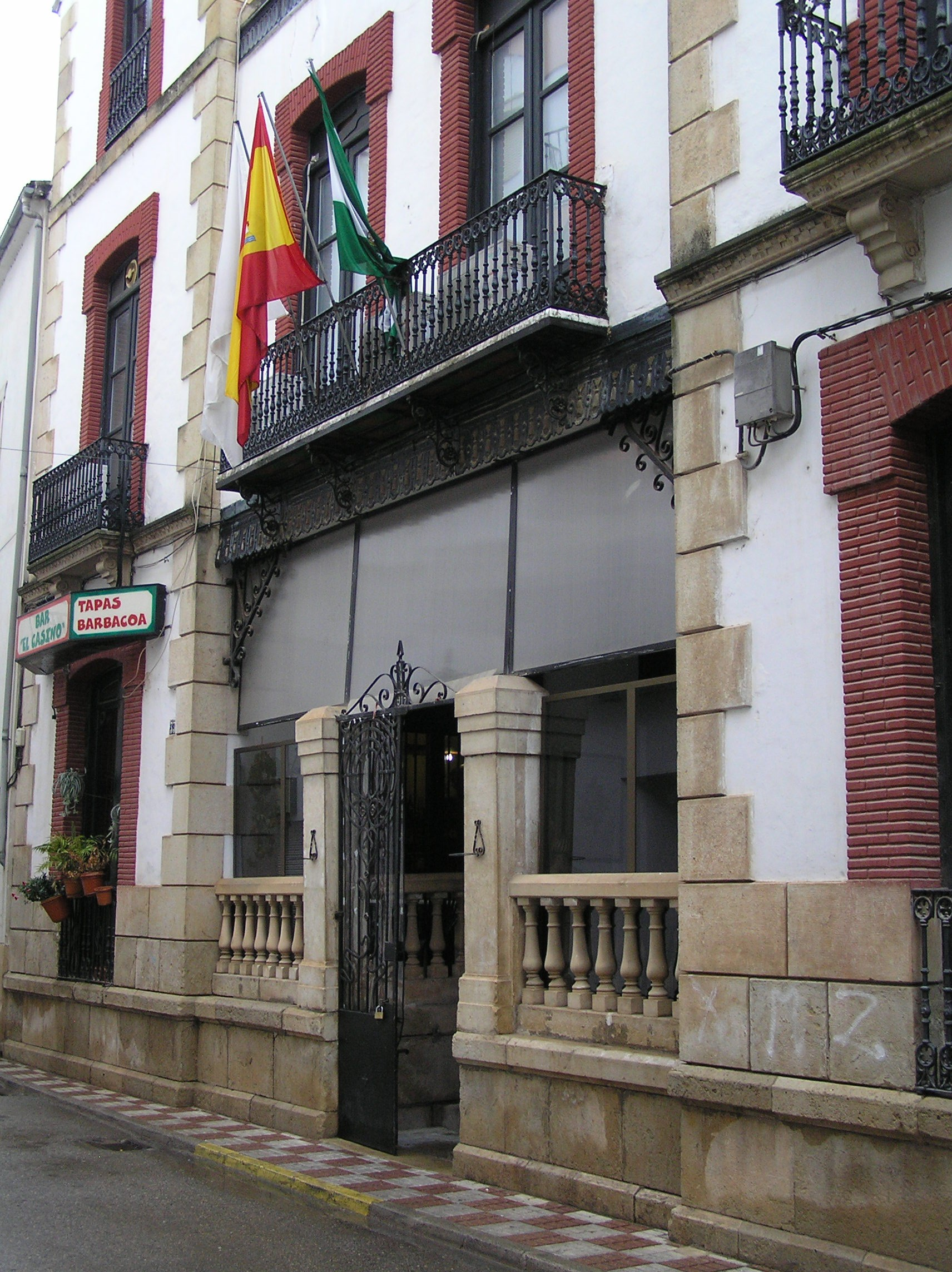
Fachada del Casino de Beas de Segura

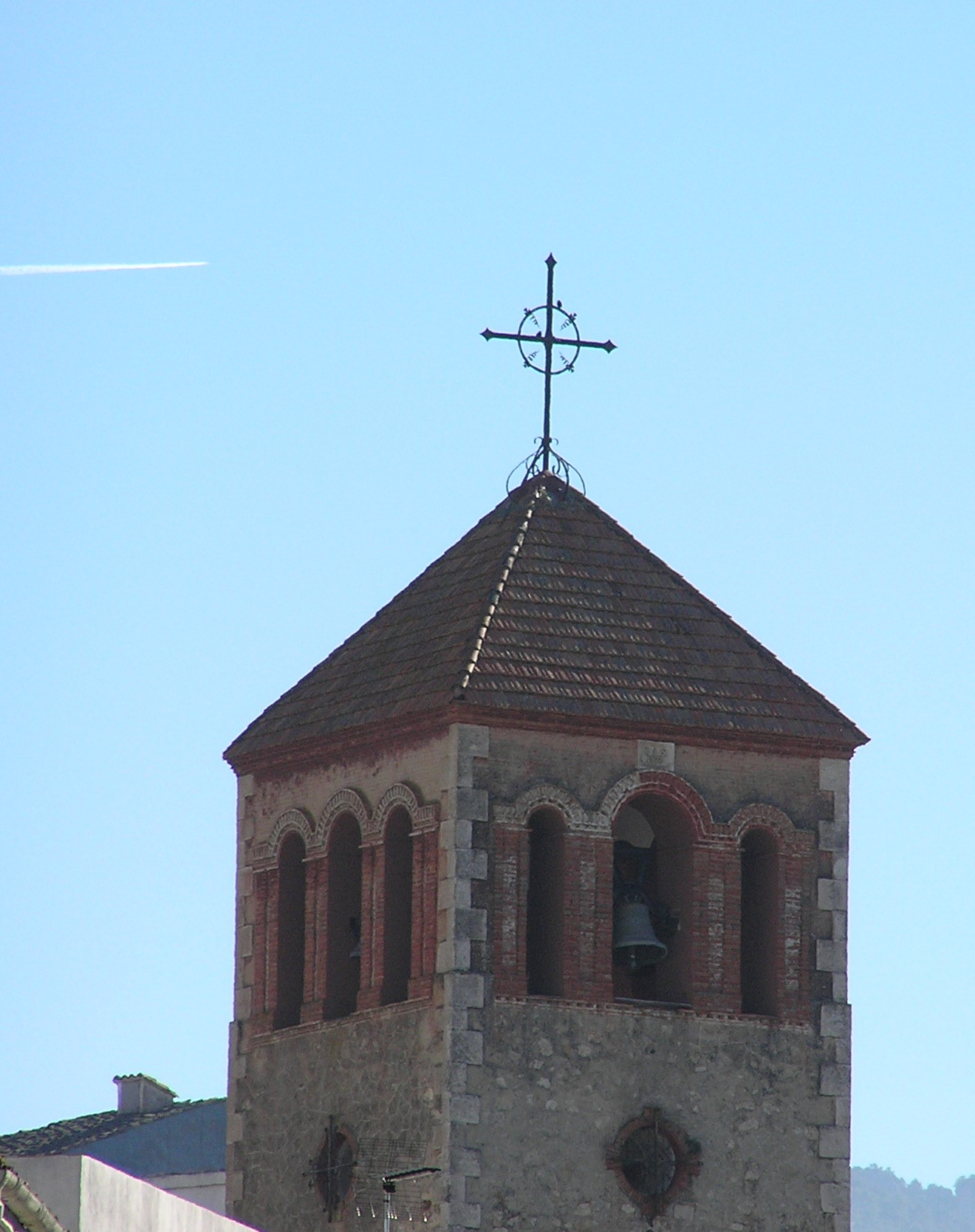
Torre y campanario de la iglesia parroquial

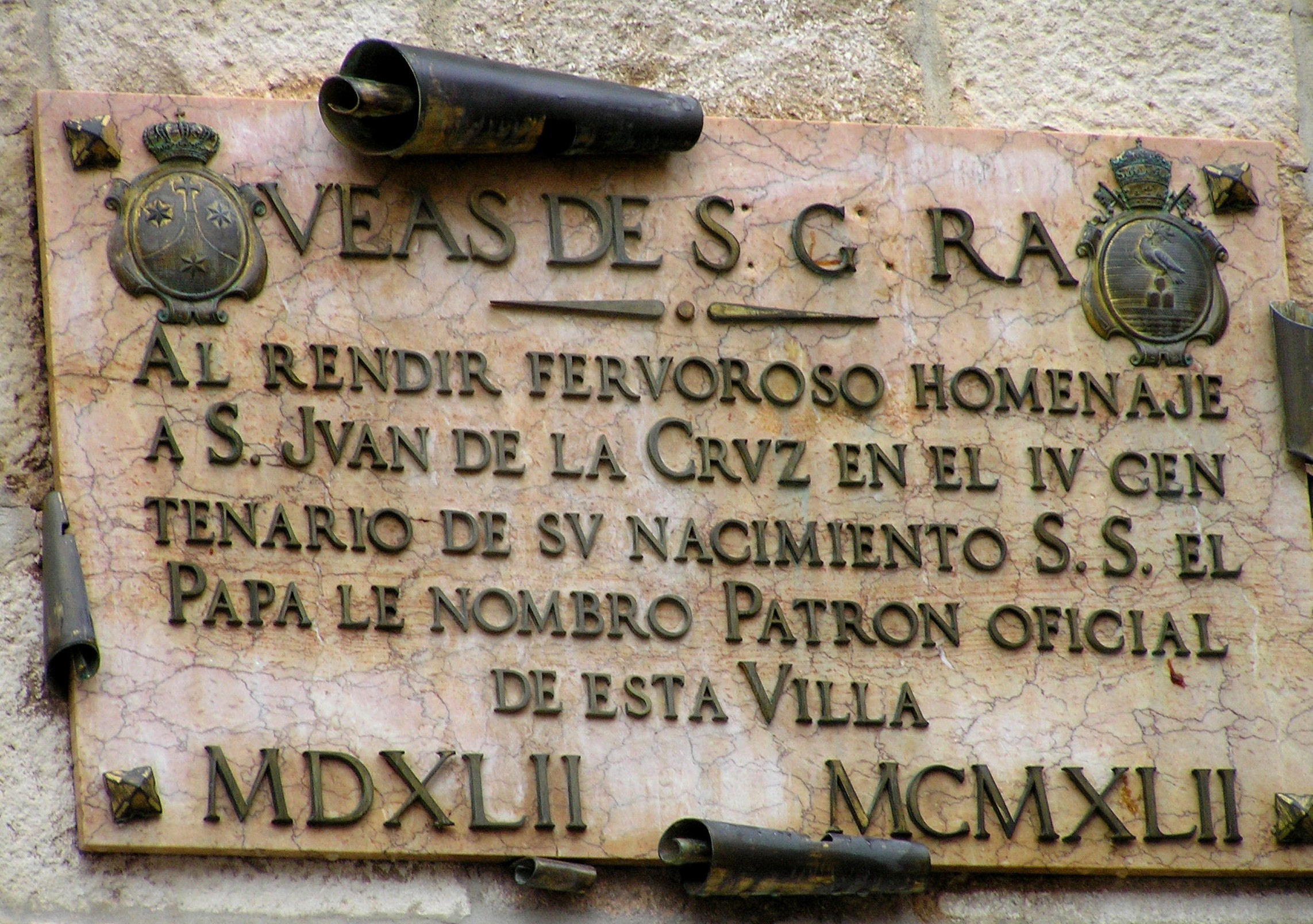
Placa conmemorativa de San Juan de la Cruz

A últimos del siglo XIX, se crearon dos Logias pertenecientes al Gran Oriente Español, una era la Regeneradora n.º 113 y la otra, Martí n.º 14, principalmente formadas por empleados, propietarios e industriales que decidieron fundarlas sin contar con un verdadero conocimiento sobre la masonería.
En 1899, comenzó a restaurarse el Convento de las M.M. Carmelitas, que quedó muy deteriorado cuando los franceses llevaron a cabo su incursión en el municipio.
siglo XX
Dictadura de Primo de Rivera
En 1927, se aprobó un plan para construir una canalización y dar riego a la Loma de Úbeda, iniciativa que fue tomada por el General Saro. Años más tarde, comenzaron las obras de construcción del pantano del Tranco, que tras los acontecimientos de la guerra quedaron paralizadas, siendo finalizadas durante la dictadura de Franco y llevándose él los méritos. Al ser inviable la canalización para riego, se construyó una Central eléctrica que jubiló a la antigua fábrica de luz en la parte del Ensanche Saliente y que le proporcionó a la villa años después suministro de energía eléctrica, entre otros servicios. Anterior a esto había una fábrica de luz, en la parte del Ensanche Saliente, que suministraba al municipio.
Otra de las obras de gran envergadura ideadas por este militar fue la construcción de un ferrocarril, la línea Baeza-Utiel, pasando a tres kilómetros de Beas, donde quedó prácticamente finalizada, incluso con una estación en la zona denominada «La Nava», pero en 1964 desestimaron el proyecto y quedó paralizado. Este hecho supuso una gran pérdida para las comunicaciones ferroviarias de Beas con el Levante español.
En estas fechas se idearon muchos proyectos y una ansiada Reforma Agraria, pero todo quedó en meras promesas que no llegaron a realizarse por la escasez de presupuestos.
Segunda República
En 1933 existían en Beas el Partido Republicano Radical Socialista y un comité local de juventudes socialistas, una Federación Local de Juventudes Libertarias y una Asociación de albañiles, afiliados a la UGT.
En las elecciones de 1936, cambió toda la plantilla municipal del ayuntamiento, exceptuando al secretario, que tenía plaza fija, y al Maestro de Música, que lo era por concurso; duró tres años, cuando volvió de nuevo a cambiar la plana municipal.
Guerra Civil (1936-1939)
Al iniciarse la guerra civil española, los municipios de Alcalá la Real, Porcuna y Lopera fueron tomados por las tropas franquistas, pero el resto de la provincia de Jaén se mantuvo bajo el control republicano hasta el último día.
En Beas como en el resto de la provincia se sucedieron toda clase de eventos dramáticos, consecuencia del enfrentamiento y la venganza que tuvo lugar entre los dos bandos. Durante los tres años de la guerra civil, la provincia de Jaén (salvo los municipios arriba indicados) permaneció bajo la autoridad republicana y sus pueblos fueron protagonistas de trágicas acciones difíciles de olvidar.
Dictadura franquista (1939-1976)
Entre 1939 y 1950, en lo que se denomina primer franquismo, se sucedieron la represión, las venganzas, los falsos suicidios, los fusilamientos masivos, la exposición de cadáveres, el hacinamiento penitenciario, la lucha guerrillera en las sierras o la aplicación de la «ley de fugas». Estos episodios tiñeron de sangre y dolor la historia de los jiennenses. En Beas de Segura se registró la muerte de dos ciudadanos, mientras que el historiador Santiago de Córdoba Ortega cifra en 56 ciudadanos nacidos en Beas y otros 48 residentes los que fueron víctimas de la represión franquista hasta 1952.
Por la década de 1950 tuvo lugar la edificación de lo que se conoce como el edificio de Falange, ya que en Beas hubo bastantes alistamientos a la Falange Española de las JONS.
Con la riada de 1955, aparte de acometerse las obras de los canales entre 1956 y 1959, también se colocó el alcantarillado, se instaló la depuradora y se cambió el cauce del río, construyéndose varios puentes. Obras que fueron dirigidas por Antonio Millán Sánchez, el mismo que realizó en 1953 el trazado de la carretera de Villanueva del Arzobispo hasta el pantano del Tranco. Por otra parte, estando de alcalde Manuel Ardoy Frías, se canalizó el agua potable a Beas desde Fuentepinilla, construyendo unos depósitos de agua en Vistalegre, -parte alta del municipio-.
En la etapa del franquismo no hubo ninguna mejora ostensible. La década de 1940 fue dura en todos los sentidos, una política restrictiva de posguerra junto a las malas cosechas acentuaron la precariedad con años de hambre. Ya por la década de 1950 y 1960, el pueblo empezó a experimentar un ligero progreso que continuó en décadas posteriores. A partir de los años de 1970, comenzó a producirse un éxodo masivo de familias, que por motivos de trabajo migraron principalmente a zonas del Levante español, a Cataluña y algunos de ellos a Francia y Alemania, produciéndose una importante merma en su población.
En 1975, siendo alcalde Manuel Ardoy Medina, se inició la adecuación del polígono industrial de El Cornicabral, y Beas de Segura obtuvo el Primer Premio de Embellecimiento de los Pueblos de España junto con el pueblo de Albarracín, quedando ambas poblaciones hermanadas, tras lo cual las dos corporaciones municipales dedicaron una calle en ambas poblaciones.
Democracia
La instauración de la Democracia, la promulgación de la Constitución española de 1978 y la celebración en 1979 de las primeras elecciones locales democráticas propiciaron cambios políticos, sociales y económicos que permitieron el desarrollo urbanístico a lo largo de esta etapa y la mejora en general de los servicios públicos que utilizan los ciudadanos. A partir de esa etapa se frenó el flujo migratorio de las décadas anteriores y la población se estabilizó, hasta que en 2001 se produjo una merma de población al segregarse del municipio el núcleo del Arroyo del Ojanco, cuya población era de unos 2300 habitantes en el momento de la segregación.
Del desarrollo urbanístico destaca la continuación de la construcción del polígono industrial en El Cornicabral iniciada en la década de 1970, la construcción de un puente en la parte baja de Beas para descongestionar el tráfico por el parque, la construcción de la urbanización Pablo Iglesias y la de sierra de Segura, y otra más con viviendas subvencionadas en la zona conocida como Las Malvinas. Asimismo se construyeron nuevas viviendas para el colectivo de etnia gitana de la zona. También se llevaron a cabo mejoras como la pavimentación y acerado de varias calles, la proyección de un jardín botánico en Valparaíso, la cimentación del río de Beas a su paso por el municipio, la reparación de los canales, un nuevo parque en la zona de la depuradora vieja y la instalación de una nueva red de agua potable, sustituyendo a la anterior que había quedado obsoleta.
Durante la etapa democrática se ha producido la alternancia con entera normalidad entre los partidos PSOE y PP, si bien el PSOE ha gobernado en seis legislaturas y el Partido Popular lo ha hecho en dos.

## Demografía
Beas de Segura cuenta con una población de 4968 habitantes (INE 2024).
| Gráfica de evolución demográfica de Beas de Segura entre 1842 y 2021 |
| |
| Población de derecho según los censos de población del INE Población de hecho según los censos de población del INEEn 1995 disminuye el término del municipio porque independiza a Arroyo del Ojanco |

La población de Beas de Segura ha registrado cambios cuantitativos en los últimos 100 años, periodos de decrecimiento cuando se produjo en los años de 1960 la emigración de las zonas rurales a las grandes ciudades: Madrid, Barcelona y Valencia fueron las provincias donde más beatenses emigraron. En 2001 se produjo una merma de población al segregarse del municipio el núcleo de Arroyo del Ojanco, cuya población era de 2348 h en el momento de la segregación.
Esta estructura de la población es típica en el régimen demográfico moderno, con una evolución hacia un envejecimiento de la población y una disminución de la natalidad anual.

### Población extranjera
En los últimos años se ha producido un aumento de la población extranjera, principalmente de marroquíes y rumanos, que viven durante todo el año en el municipio, llegando a estar censados 401 extranjeros, a 1 de enero de 2009. También en la época de invierno aumenta considerablemente la población, llegando a suponer una quinta parte del global, debiéndose este movimiento migratorio a buscar trabajo en la recolección de la aceituna.

### Urbanismo
La comisión de urbanismo del ayuntamiento de Beas de Segura tiene el cometido del informe de los asuntos que se sometan al pleno, que tengan que ver con el plan urbanístico, gestión urbanística, proyecto y ejecución de obras municipales, defensa del espacio natural y protección del Medio Ambiente, contaminación y calidad de vida.

### Transporte y comunicaciones
En Beas de Segura, se encuentra un Centro de Conservación de Carreteras, que abarca la zona norte de Jaén, desde Aldeaquemada, pasando por el Condado y toda la Sierra de Segura, hasta Santiago de la Espada. Es uno de los tres Centros que hay en la provincia, junto a Jamilena y el de Úbeda, que está en vías de construcción. Las áreas de trabajo del parque son la mejora de la calzada, el repintado de las líneas o la sustitución de las señales, el cuidado de la vegetación de las medianas y el de los terrenos de dominio público, situados junto a las carreteras. Este Centro está gestionado por la Consejería de Obras Públicas.
Regulación del tráfico urbano
El artículo 7 de la Ley sobre Tráfico, Circulación y Seguridad Vial (aprobada por RDL 339/1990) atribuye a los municipios unas competencias suficientes para permitir, entre otras, la inmovilización de los vehículos, la ordenación y el control del tráfico y la regulación de sus usos.
Parque de vehículos de motor
La localidad cuenta con un parque de 400 automóviles por cada 1000 h, siendo superior a la media provincial, que es de 379 automóviles por cada 1000 h. Una gran parte del parque automovilístico del municipio son vehículos todo terreno 4X4, apropiados para usos agrícolas, aunque también existe un parque numeroso de tractores no reflejados en la estadística adjunta. Por otra parte, hay matriculados 1591 vehículos entre camiones y furgonetas, cifra especialmente elevada debido a la importancia de la logística por carretera de la que depende la zona. En el polígono industrial de «El Cornicabral» hay un punto de ITV, de verificación industrial de vehículos (VEIA S. A.), dependiente de la Consejería de Economía, Innovación y Ciencia de la Junta de Andalucía.
| Tipo de vehículo      | Cantidad |
| --------------------- | -------- |
| Automóviles           | 2237     |
| Camiones y furgonetas | 1591     |
| Otros vehículos       | 499      |
| Total                 | 4327     |

Transporte por carretera

Mapa del municipio de Beas de Segura con las principales carreteras

La comarca carece de comunicaciones por ferrocarril y de aeropuertos, así que todo el tráfico de viajeros y mercancías se realiza por carretera, especialmente por la N-322, que en dirección norte conecta con Albacete, que dista 160 km con la autovía que recorre el Levante español. En dirección sur, conecta en Bailén, que dista 95 km con la A-4, conocida como Autovía del sur hacia la comunidad andaluza. En Úbeda se conecta con la carretera A-316, que comunica con la capital, Jaén. A la carretera N-322 se conecta a través de la carretera A-6301.
| Identificador | Denominación                   | Itinerario                             | Observaciones                |
| ------------- | ------------------------------ | -------------------------------------- | ---------------------------- |
| N-322         | Carretera nacional N-322       | Bailén Linares-Beas de Segura-Albacete | En proceso de desdoblamiento |
| A-312         | Linares-Beas de Segura         | Linares - Beas de Segura               | Red Intercomarcal            |
| A-6301        | Beas de Segura-Cortijos Nuevos | Beas de Segura - Cortijos Nuevos       | Red Complementaria           |

Autobuses y taxis
Existen cuatro empresas de autobuses que operan en Beas de Segura: Bacoma, filial de Alsa, que realiza trayectos pasando por Beas a las principales capitales andaluzas y sus ciudades y también a todo el Levante español, pasando por Albacete y Murcia. Transportes de viajeros Sierra de Segura S. L., realiza la ruta Santiago de la Espada, Beas de Segura, y el transporte escolar, así como viajes al Hospital de Alta Resolución Comarcal, Sierra de Segura. Alsina Graells, del grupo ALSA con trayectos a los municipios de la sierra de Segura y de la Loma de Úbeda, Baeza, Jaén, Granada, etc. La Sepulvedana realiza viajes regulares a Madrid.
También hay concedidas dos licencias de taxi en Beas de Segura.
Ferrocarril
Beas de Segura carece de este servicio, por lo que para usar el ferrocarril hay que desplazarse a la estación Linares-Baeza que es la más próxima o a otras como Mengíbar, Jaén o Albacete. Aunque en la época de la dictadura de Primo de Rivera se comenzó a construir la línea Baeza-Utiel, con túneles y con una estación local llamada «La Nava», no llegó a ponerse en funcionamiento a pesar de haber construido hasta un 78 % de instalaciones, por lo que finalmente quedó abandonada.

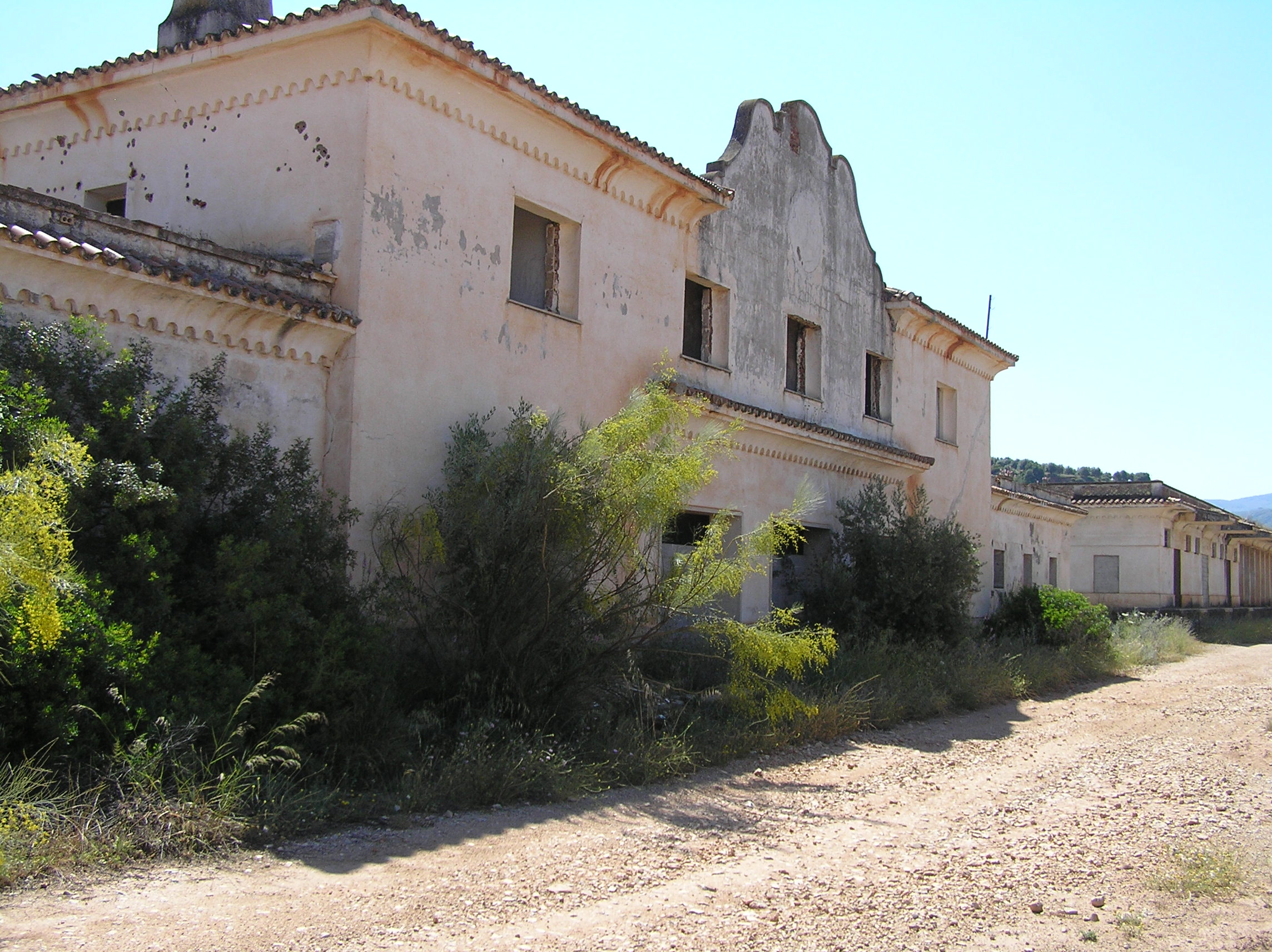
Estación de ferrocarril abandonada
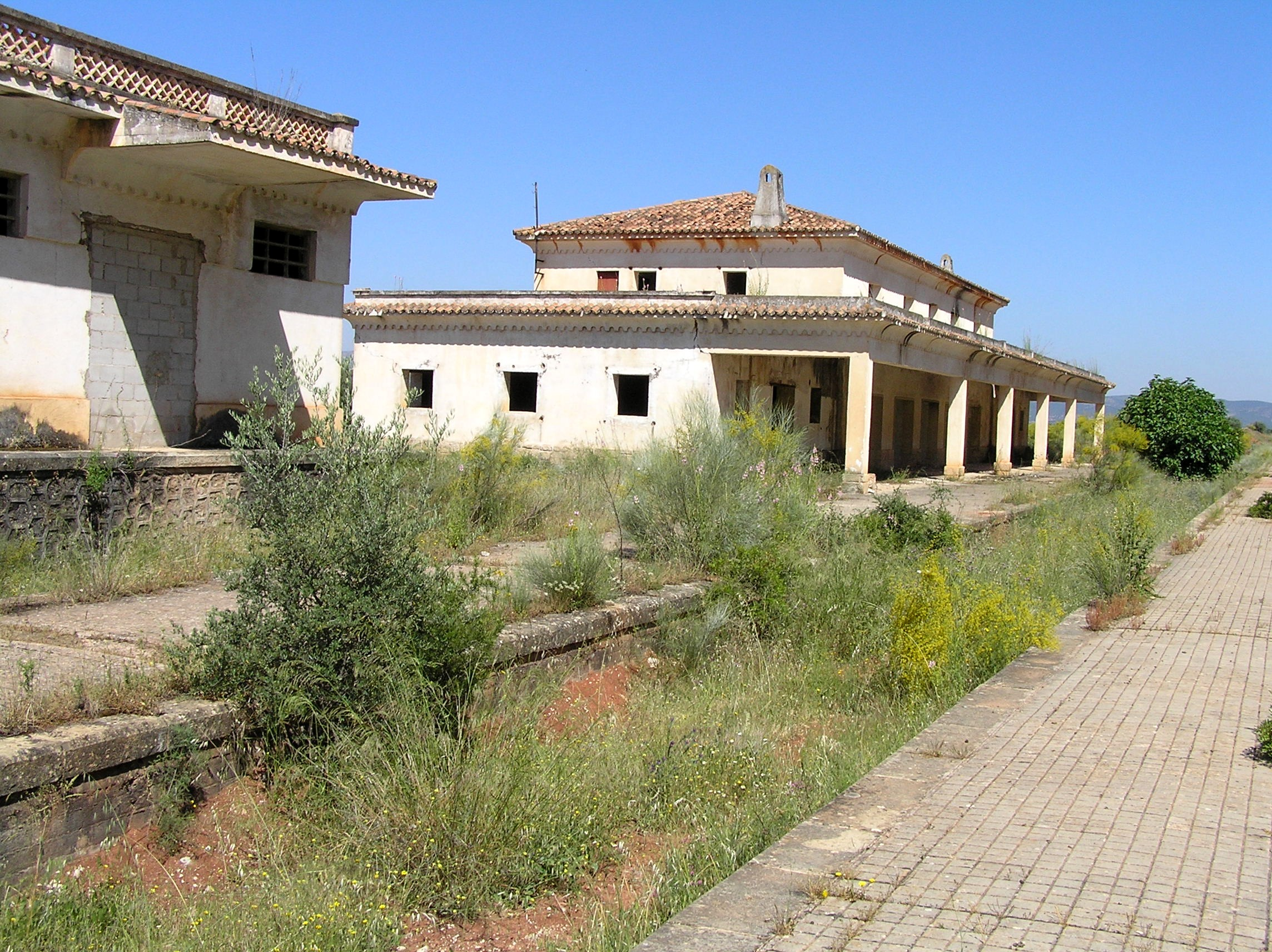
Andén de la estación de ferrocarril
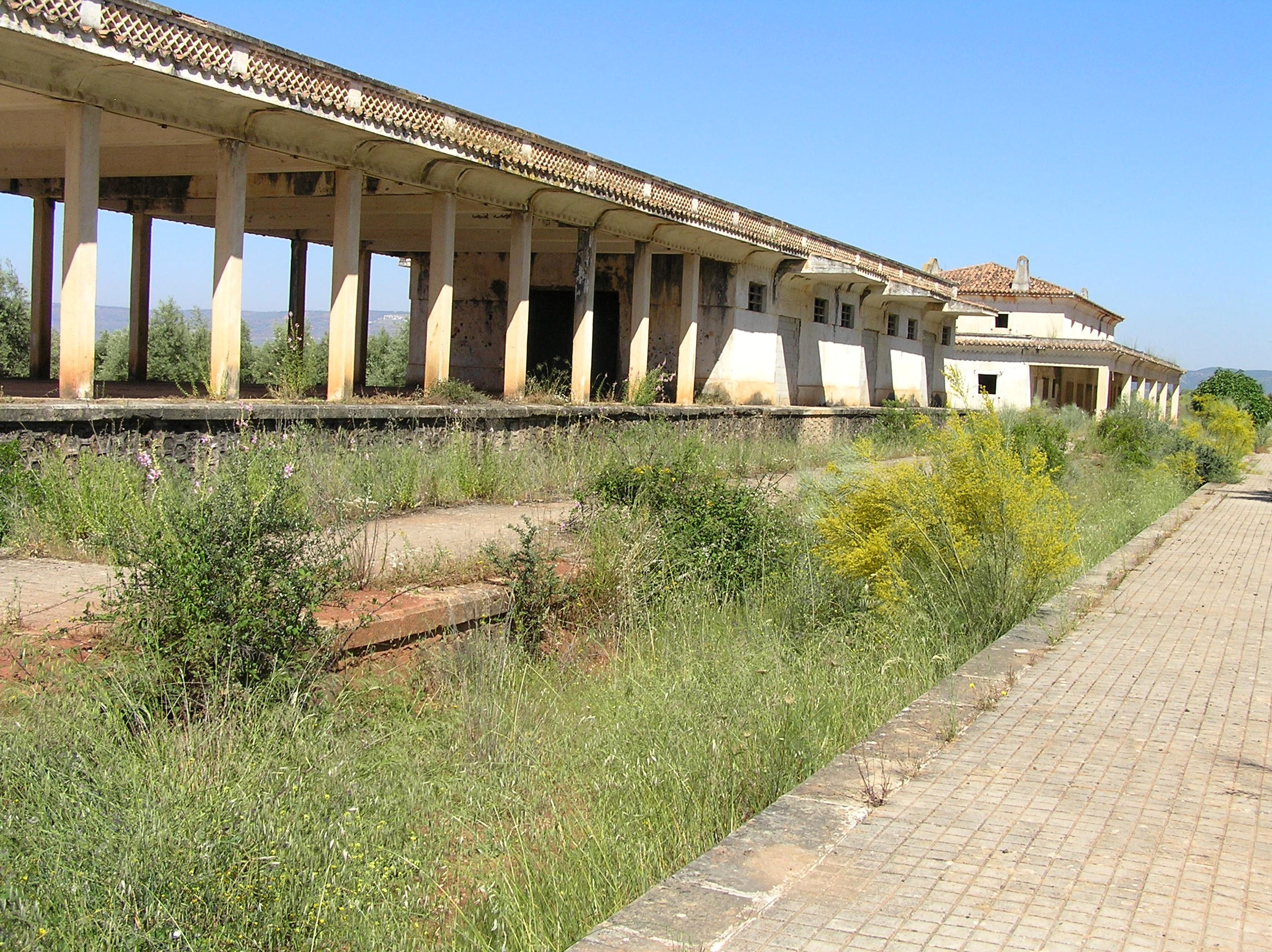
Andén y vía de la estación

Aeródromo
Los aeropuertos de pasajeros están muy alejados del municipio (los más cercanos, son los de Granada, Ciudad Real y el de Albacete, que se encuentran a unos 160 km), sin embargo cuenta con un aeródromo de propiedad municipal en la zona conocida como «El Cornicabral», que dispone de dos pistas asfaltadas y cruzadas, (una de 1500 m y la otra de 700 m), hangares y torre de control, al igual que de tanques de repostaje. El aeródromo está preparado para vuelo de veleros y motoveleros, avionetas y paramotores. Está catalogado como centro de alto rendimiento de deportes aeronáuticos. En 2001 se celebraron los Juegos Mundiales Aéreos. Alberga una escuela de pilotos, un centro de vuelo de ultraligeros, una compañía de trabajos aéreos y un centro deportivo de servicios aeronáuticos. Recientemente, dentro del Plan Activa Jaén, hará una inversión para la modernización de sus instalaciones.

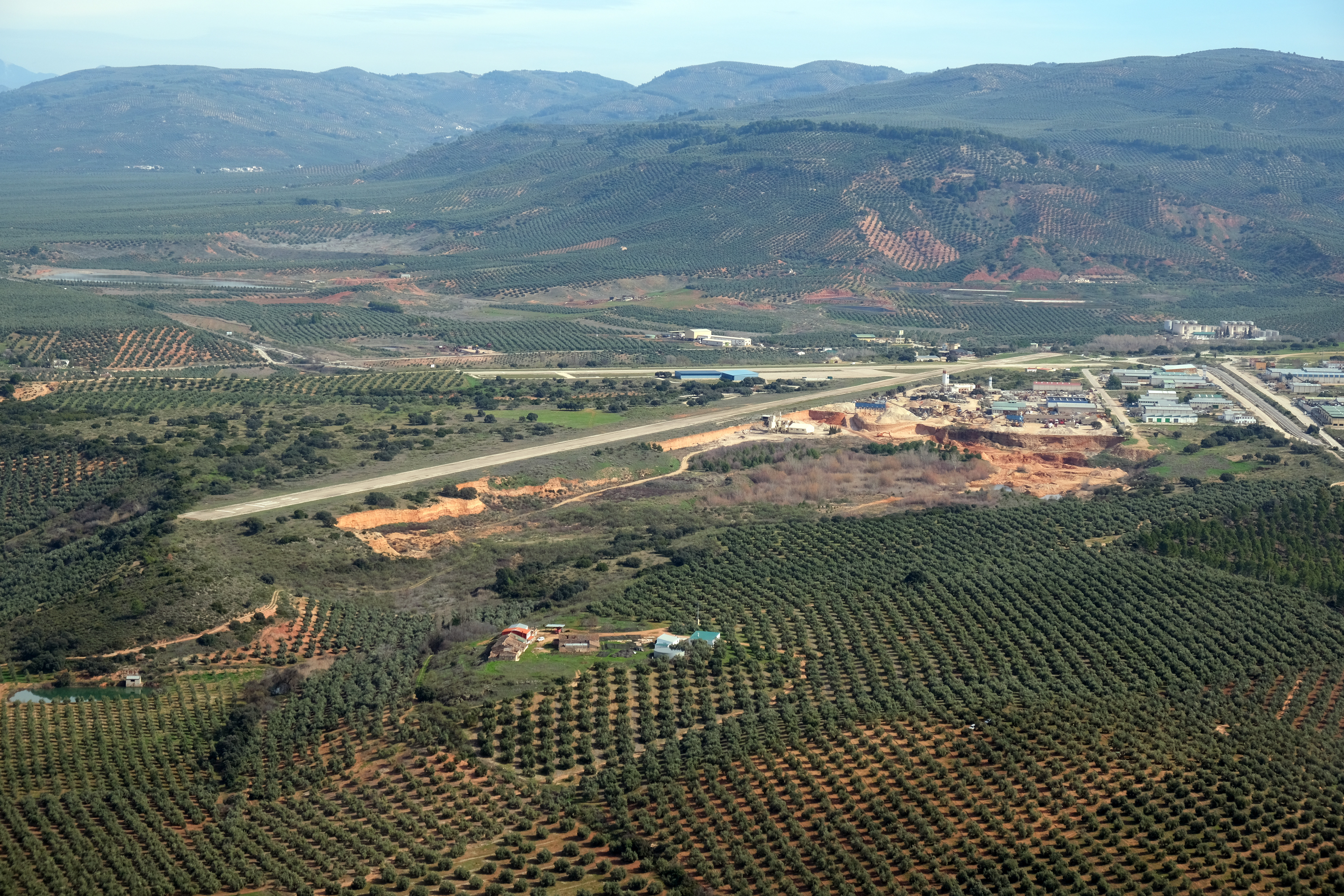
Aeródromo
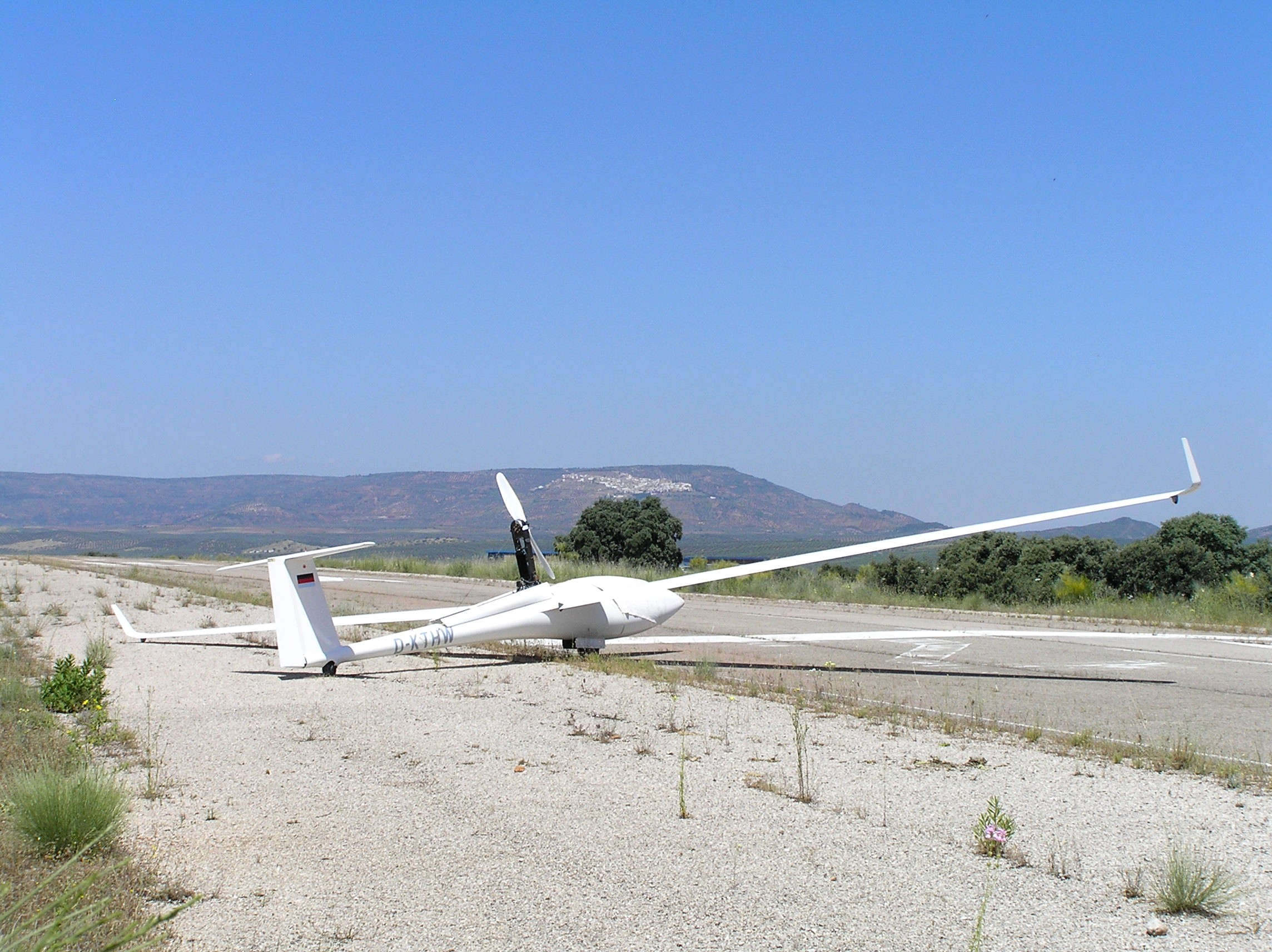
Planeador de vuelo sin motor en una de las pistas
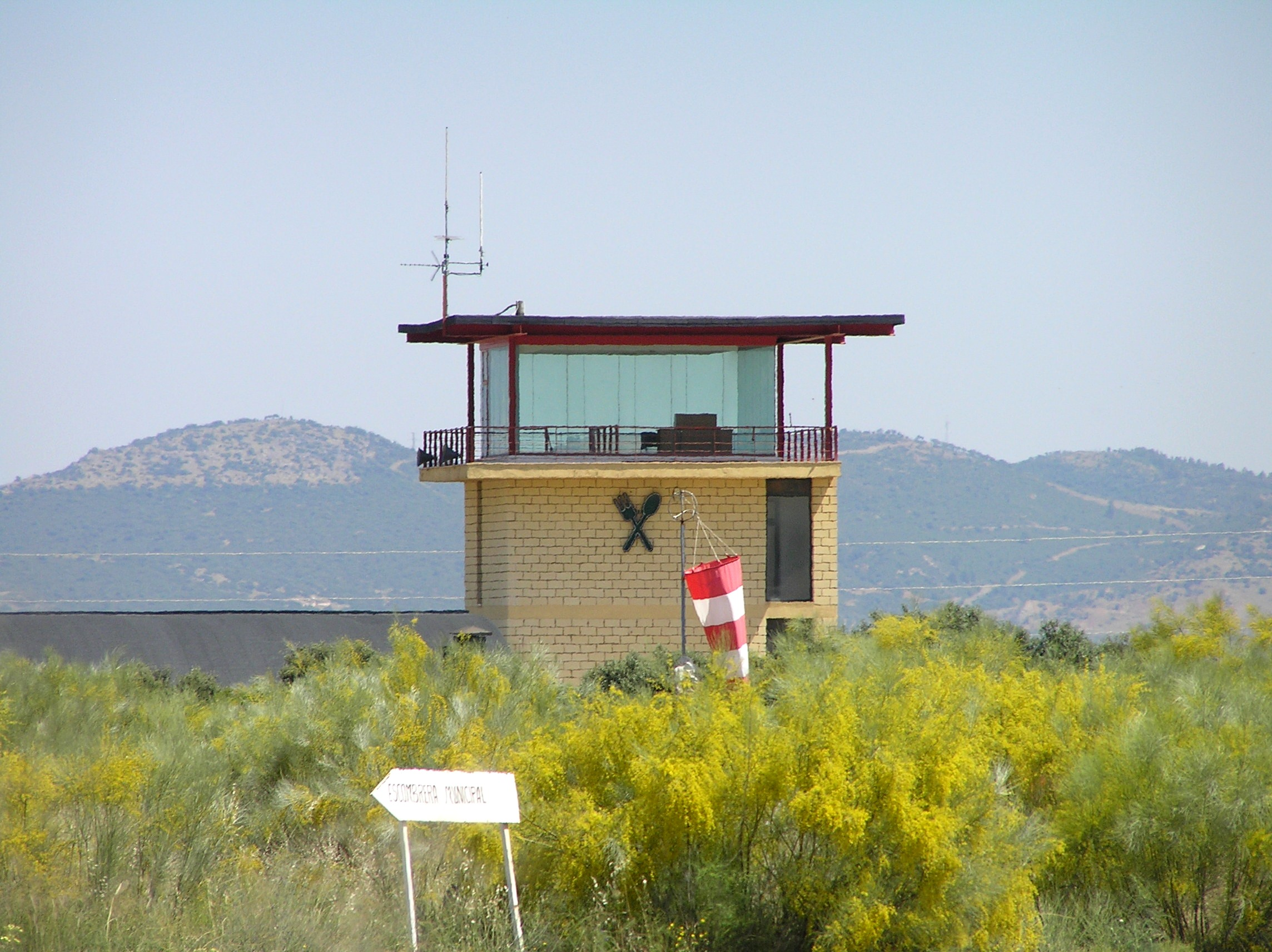
Torre de control del aeródromo El Cornicabral

## Economía
La economía de Beas de Segura tiene su base primaria en el olivar, y gran parte de la población vive de él de manera directa o indirecta.

### Actividad empresarial
En 2008 existían en el municipio un total de 348 empresas, de las que 325 tenían una plantilla de menos de 5 trabajadores, 15 empresas tenían una plantilla de entre 6 y 19 trabajadores y con una plantilla superior a 20 trabajadores había sólo 8 empresas. A raíz de la crisis económica de 2008-2009 fueron muchas las empresas que cesaron en su actividad.
Empleo

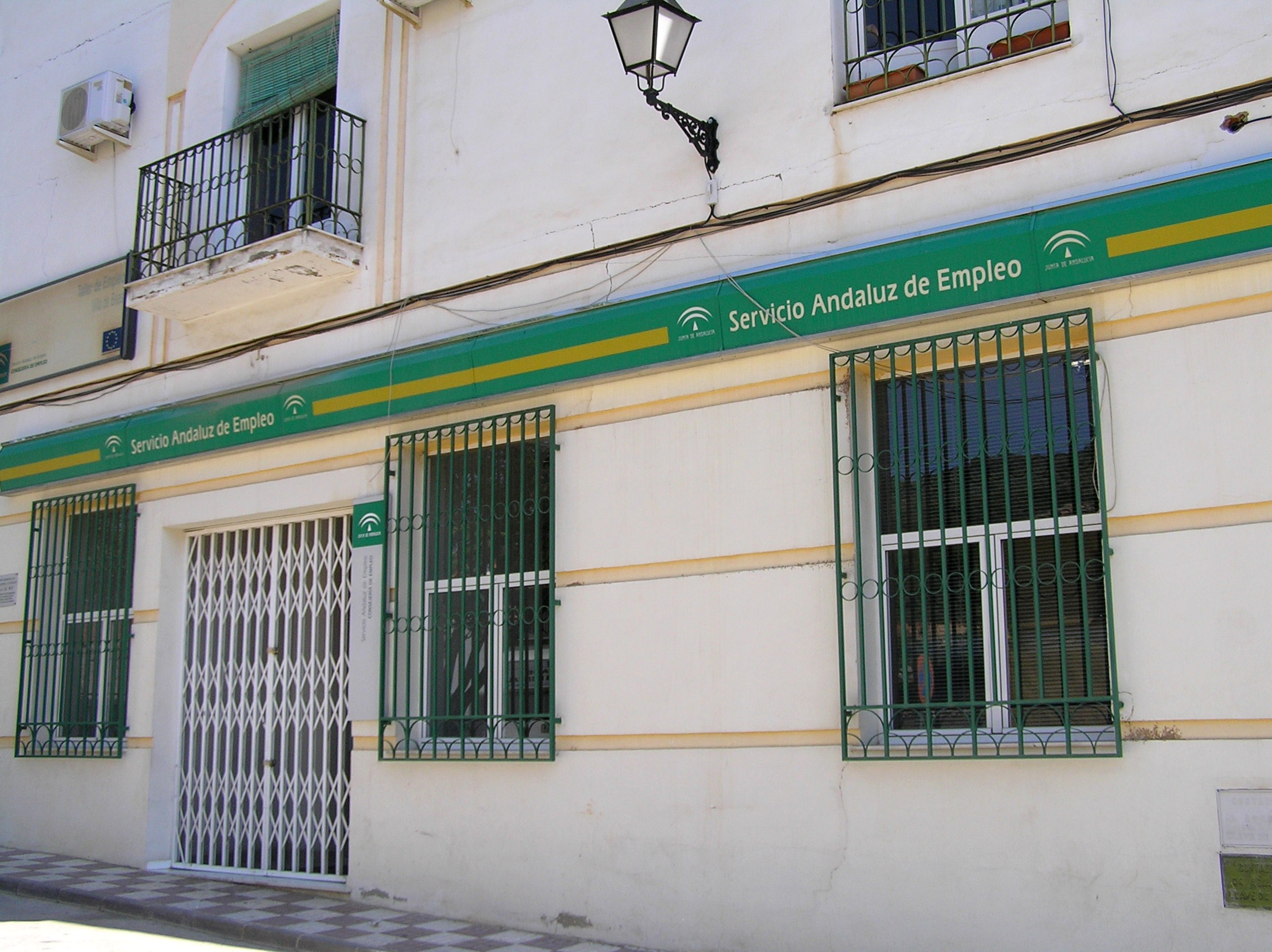
Servicio Andaluz de Empleo

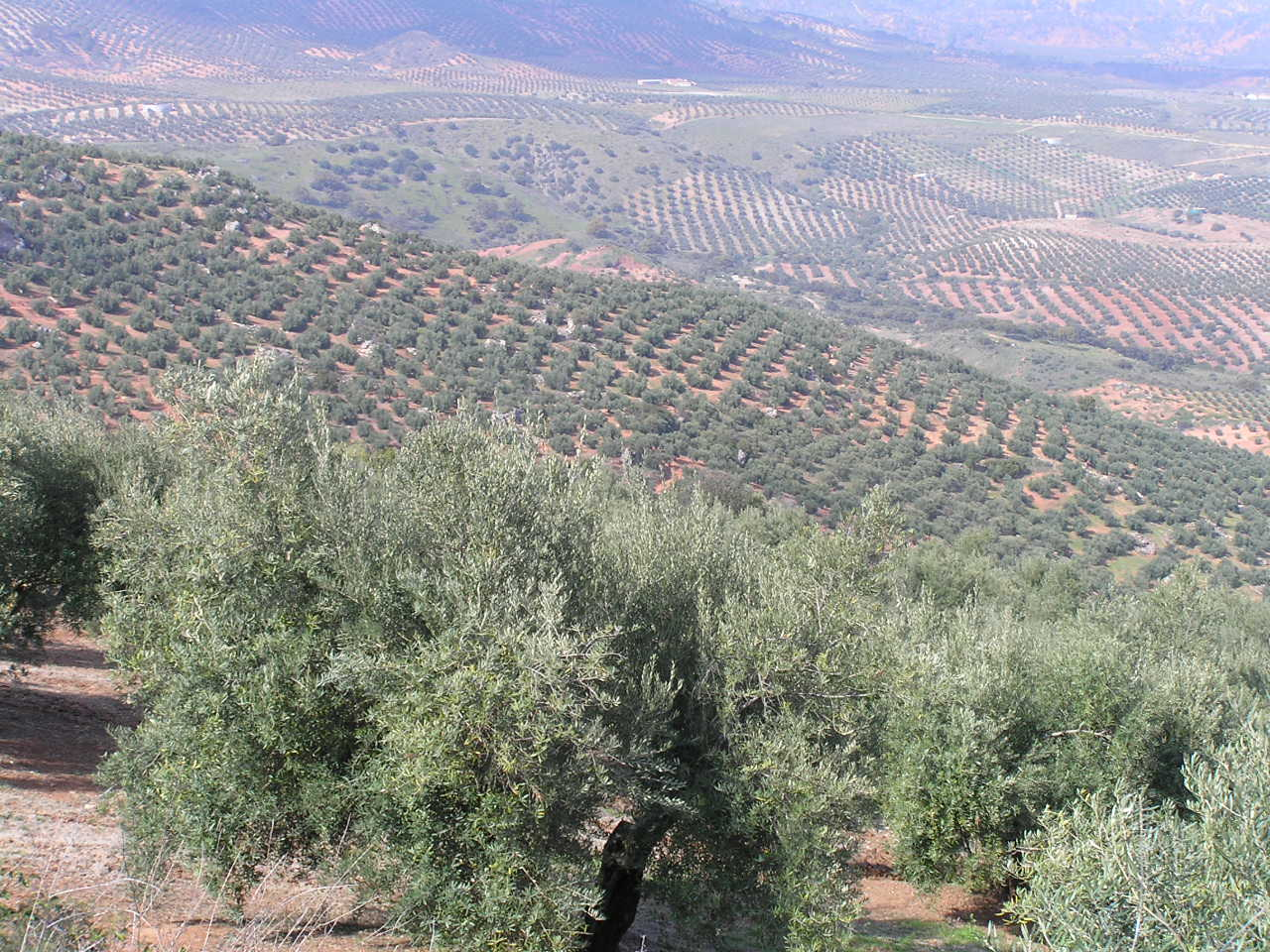
Mar de olivos

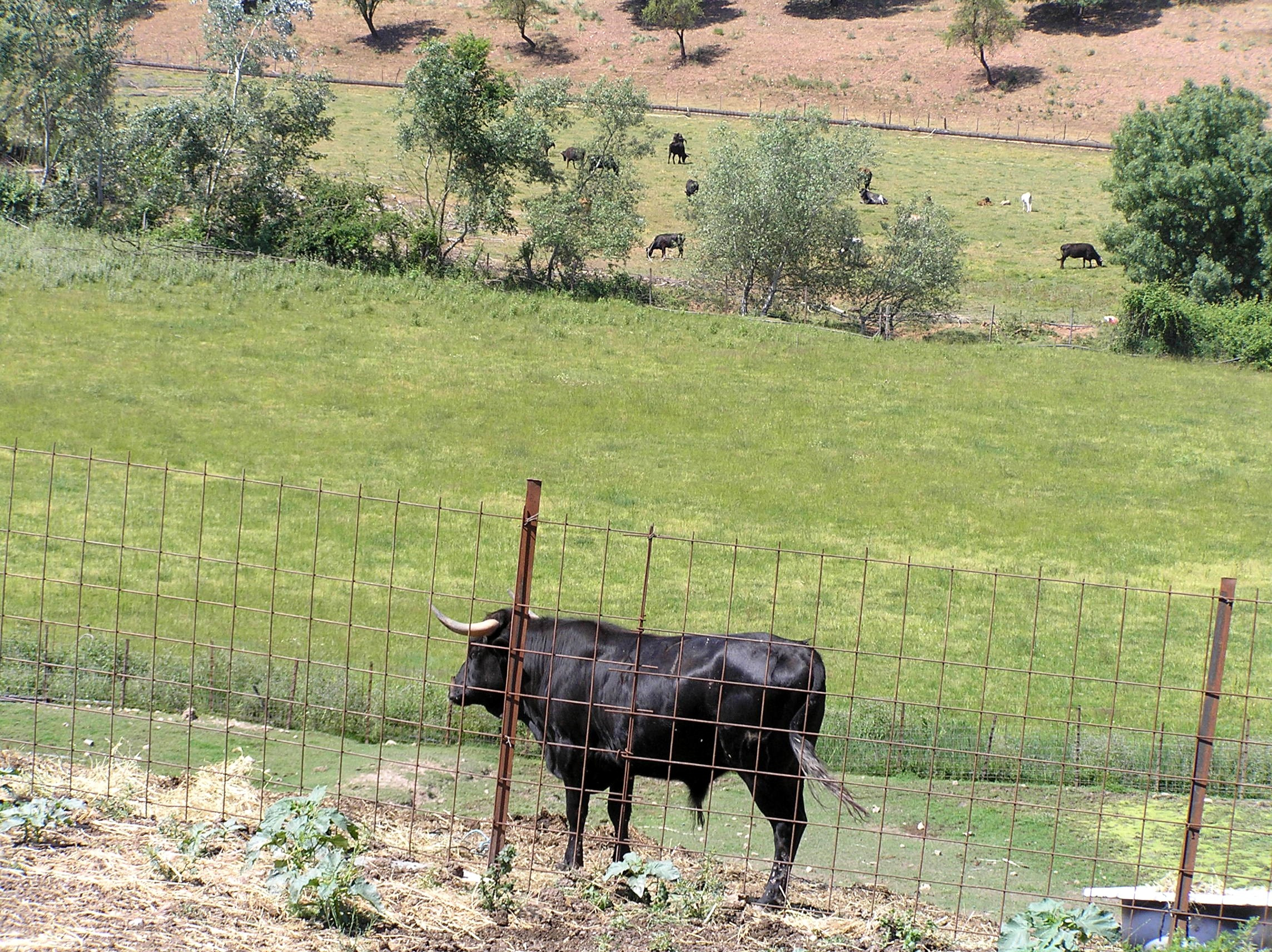
Ganadería de La Veguilla

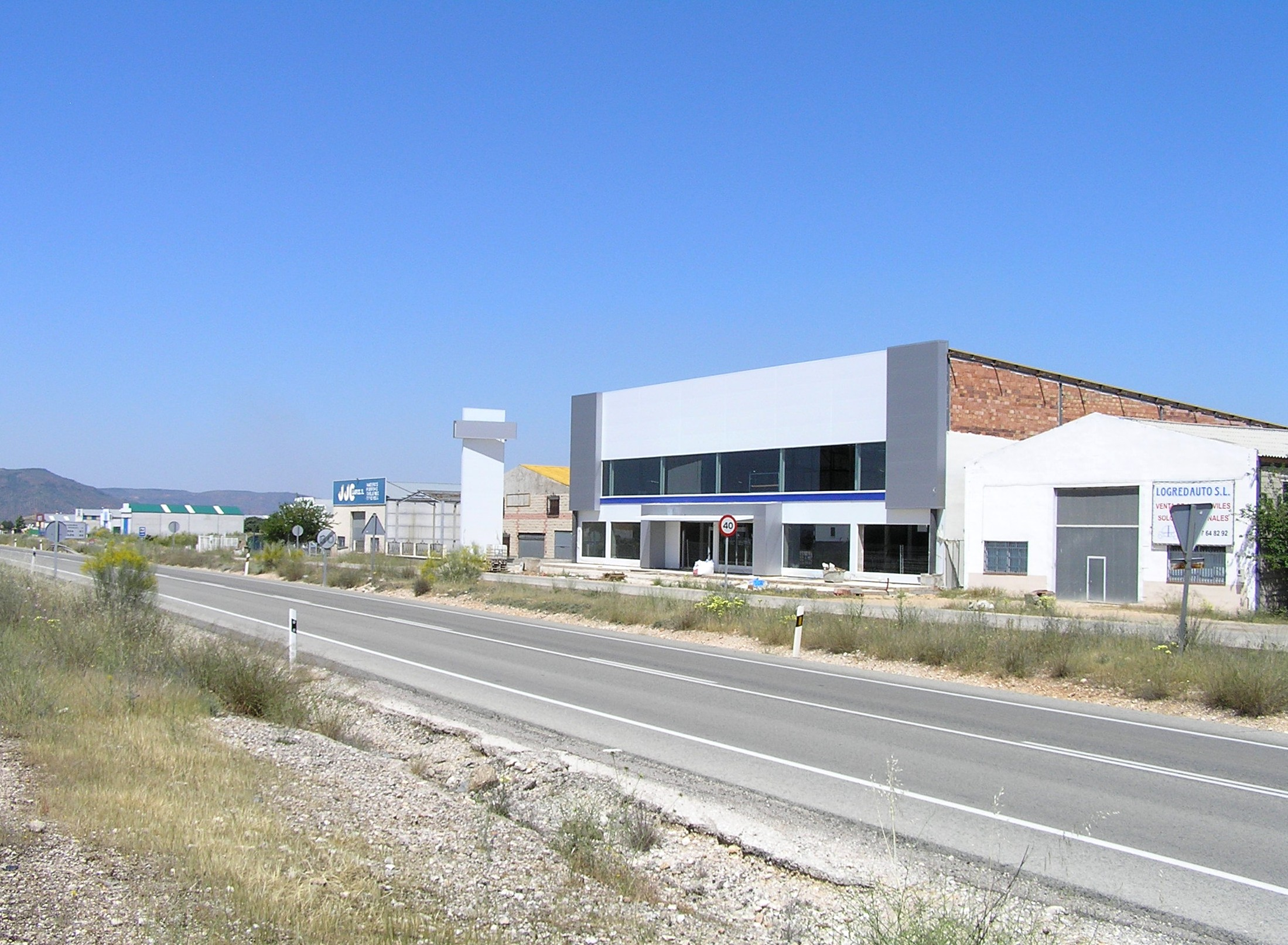
Polígono industrial El Cornicabral

Durante la década comprendida entre 1998-2008, la tasa de paro registrada en la localidad fue muy baja, rondando un promedio del 4 %, que podía considerarse como pleno empleo. Sin embargo, como consecuencia de la crisis económica que repercutió principalmente al sector de la construcción, el paro registrado en el mes de abril de 2010 afectó a 329 personas, un 16 % de la población activa.
Renta disponible
De acuerdo con la información que facilita el Instituto de Estadística de Andalucía (IEA), en el ejercicio de 2006 se produjeron un total de 1881 declaraciones de IRPF, con una renta neta media declarada de 9559 euros.

### Sector primario
Agricultura
El principal motor de la economía de Beas de Segura es el aceite de oliva. En los últimos decenios se ha ido perdiendo la diversidad de otros productos (cereales, forrajes y huertos) en sustitución del olivar de almazara, convirtiéndose así en monocultivo. Actividad que está representada por la variedad picual, exceptuando un mínimo de la variedad gordal o sevillana, cuyas aceitunas son más bien utilizadas en comidas o aperitivos.
Afines al olivar, existen también varios almacenes de productos fitosanitarios, talleres para venta y reparación de maquinaría y aperos agrícolas.
Ganadería
Con menor intensidad que la agricultura, la ganadería también está presente:
En Beas de Segura hay una ganadería de reses bravas que se fundó en 2002 por la compra del hierro y las reses de la ganadería «Los Vallejos» de procedencia Núñez.
El ganado equino, tiene un buen número de ejemplares, que suelen lucirse en fiestas, ferias o romerías, celebrándose en la feria concursos y premios. En la zona de El Cornicabral hay un picadero, que se dedica al cuidado y doma.

### Sector secundario
Industria
Para potenciar el desarrollo industrial de la zona, el ayuntamiento construyó en las afueras del casco urbano, un polígono industrial, denominado El Cornicabral, donde se están ubicando empresas de los sectores económicos de mayor desarrollo de la zona, especialmente las relacionadas con la agricultura, construcción, talleres, aperos agrícolas.

### Sector terciario
Actividades comerciales
La ausencia de grandes superficies comerciales en la zona convierte al comercio tradicional en el motor comercial de la localidad. La mayoría de las empresas son entidades minoristas, seguidas a considerable distancia de bares y restaurantes, así como de la industria mayorista. Las oficinas bancarias son siete: dos bancos, cuatro cajas de ahorros y una cooperativa de crédito.

## Símbolos

### Escudo

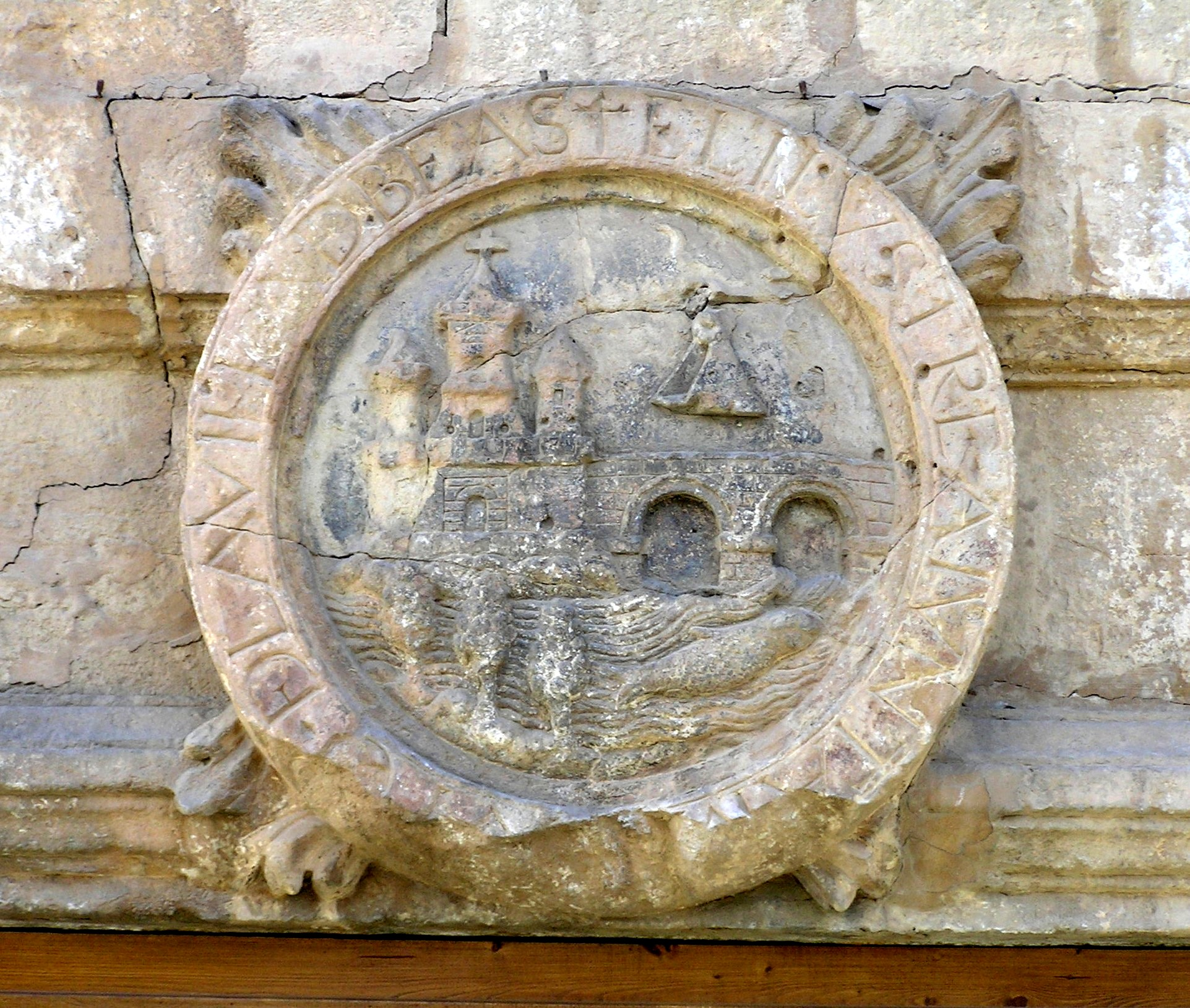
Escudo de Beas de Segura. Descripción: El Ilustre ayuntamiento de la villa de Beas

Las armas de la dicha villa de Beas son: Una torre sobre un puente e un río que pasa por debajo, e una trucha dentro de dicho río. Porque el concejo de la villa tiene sello que imprimen las dichas armas, de tanto tiempo a esta parte, que memoria de hombre no es en contrario. E la razón por que entienden tener la dicha villa dichas arma será porque no puede ser entrada la dicha villa por ningún camino real, sino es pasando río y puentes...
Relación de la Villa de Beas, año 1575.

En campo de sinople un puente romano de dos ojos, estribado, de plata y mazonado de sable, sobre ría hondada de cuatro órdenes de plata sobre azur, cargada de trucha en su color natural. Sobre el puente, un castillo de plata, almenado, con dos torres y homenaje, mazonado de sable. El castillo y el puente están cargados por una cruz de Santiago, de gules. Al timbre, corona real abierta. Cartela con las divisas en letra de sable: «MUY NOBLE E MUY LEAL VILLA DE VEAS»
BOJA n.º 185 de 21/09/2009.

### Bandera
Endrizada de forma rectangular con una proporción entre la anchura o vaina y la longitud o vuelo, de 2 a 3. Partida verticalmente a 1/6 del asta y jaquelada en tres órdenes de plata (blanco) y sinople (verde). El resto del campo o paño se divide horizontalmente hasta la pendiente en dos franjas iguales: La primera o superior de gules (rojo). La segunda o inferior partida a su vez en seis franjas alternadas de plata y azur (azul). La driza será un cordón terciado en oro (amarillo), gules (rojo) y plata (blanco)
BOJA n.º 185 de 21/09/2009.

### Sellos
Sello de la alcaldía

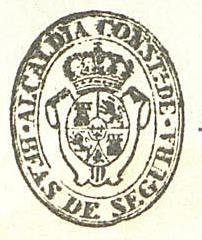
Sello de la alcaldía, instaurado en 1837

En 1833, durante la regencia de María Cristina se creó una división territorial de España formada por 49 provincias, en la cual se anexaron a la provincia de Jaén Beas y Chiclana, que pertenecían a La Mancha, así como los municipios de la sierra de Segura, que pertenecían al Reino de Murcia. Fue en este momento cuando ambas localidades pasaron a llamarse Beas de Segura y Chiclana de Segura.
Una Real Orden de 22 de septiembre de 1876 comunicó a los Gobernadores que advirtiesen a los ayuntamientos de sus provincias para remitir los sellos de sus respectivos gobiernos, y a su vez enviarlos al Archivo Histórico Nacional, con el fin de que sirviesen de colección. Estos fondos valen para dotar a los ayuntamientos de un verdadero sello y blasón concejiles, normalizados por la ley 6/2003 de 9 de octubre, publicada en el BOJA n.º 210 de 31 de octubre de 2003, derogando el Decreto 14/1995, de 31 de enero publicado en el BOJA n.º 38 de 9 de marzo de 1995.

Este sello se usa por la alcaldía, para los actos de su exclusiva competencia, trae su origen desde que se promulgó la Constitución española de 1837, habiéndose usado sin interrupción en los diferentes cambios políticos, sin que se tenga noticia de que se haya variado en ninguna época. En él se marcan las armas de Castilla y la Corona de España.
Beas de Segura 18 de marzo de 1878
El Alcalde: Fdo.: Miguel Llavero
AHN. Colección de sellos en tinta.

En la actualidad está en desuso.
Sello de la Vicaría de Veas

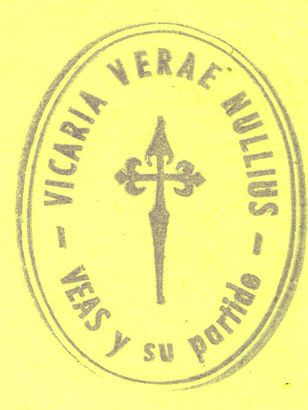
Sello de la antigua Vicaría de Veas Verae Nullius

Al hacerse la Orden de Santiago poseedora de la villa de Beas después de haber sido permutada en 1239 al obispo Juan de Osma, el Consejo de Órdenes estableció una vicaría que gozaba de jurisdicción “Verae Nullius”, lo que representaba que la villa no estuviese sujeta a ninguna potestad eclesiástica. Este hecho fue posible debido a una bula papal concedida a dicha orden por el papa Alejandro III, la cual les otorgaba derechos sobre las tierras conquistadas. Por este método, el consejo nombraba a un vicario residente en Beas, el cual tenía la obligación de visitar periódicamente las villas que se encontraban bajo su jurisdicción y cuyo superior era el prior del Convento de Uclés.
En 1242, Fernando III trasladó la diócesis de Baeza a Jaén y los límites los pasaron por Beas y Chiclana, quedando ambas excluidas, y al mismo tiempo colindantes al obispado de Cartagena, y así adscritas a dicha diócesis, llegando a existir litigios entre la Orden y el Obispado. Posteriormente le agregaron a la Vicaría de Beas la de Villarrodrigo y la de Bedmar, que les fueron enajenadas al perder sus privilegios por no realizar el vicario las visitas periódicas que le fueron encomendadas. Al final la Vicaría de Beas pasó a la diócesis de Jaén por una carta apostólica de fecha 14 de julio de 1873, mandada por el papa Pío IX, aunque el sello no ha dejado de utilizarse.

## Administración y política

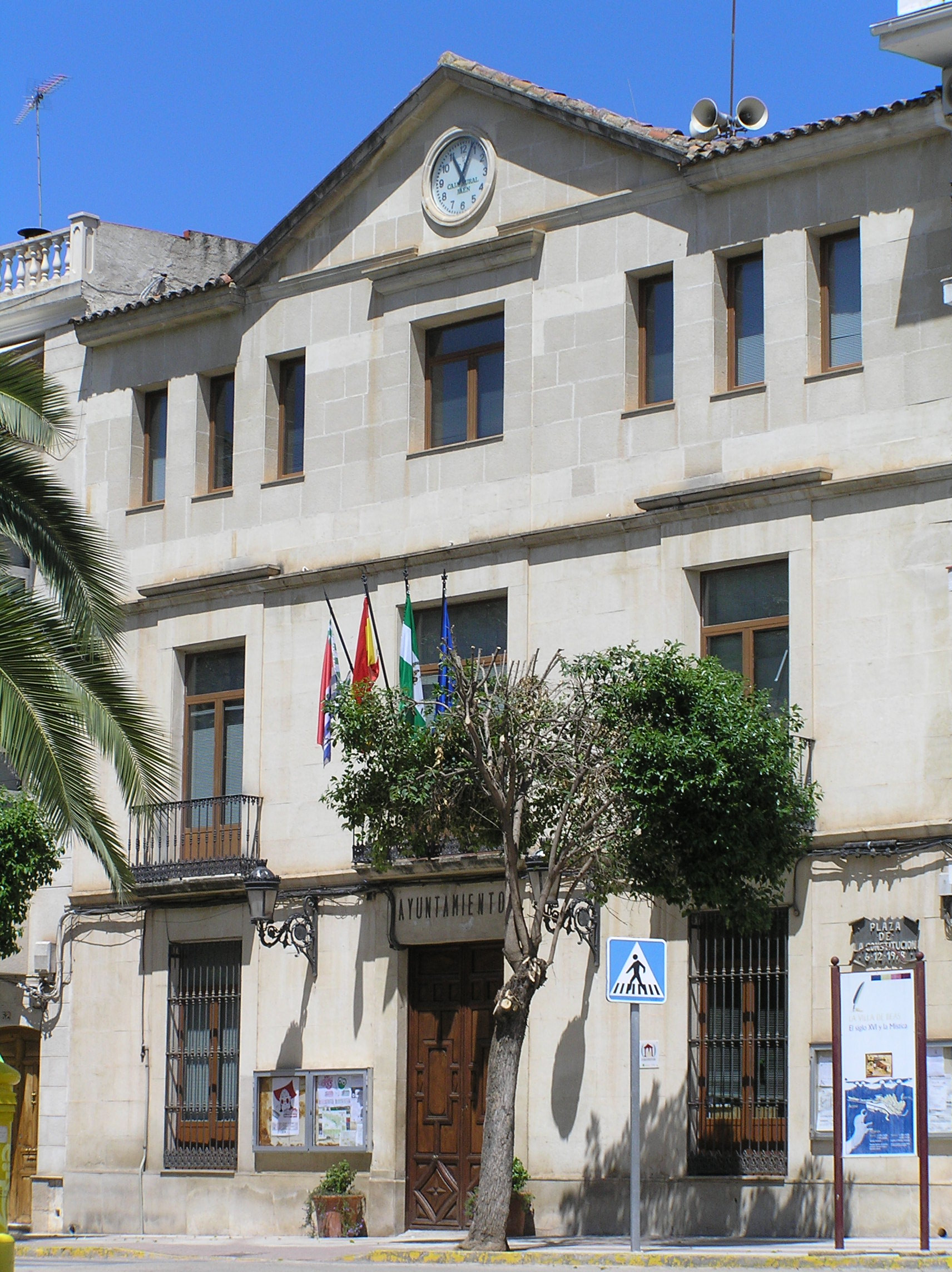
La casa consistorial, sede del Ayuntamiento de Beas de Segura

### Gobierno municipal
Tras la vuelta de la democracia, en 1979 obtuvo mayoría UCD, pero con el pacto del PSOE y PCE el candidato socialista Cristóbal Cantero Gomera fue nombrado alcalde. En 1983, el socialista Antonio Pelayo Barón ganó las elecciones a las que AP presentaba como número uno al abogado José Campillo Montoya. En 1986, se presentó de nuevo, Cristóbal Cantero Gomera, que volvió a ganar en las elecciones. Los tres mandatos socialistas acabaron cuando en 1991 el candidato del PP, César Ceres Frías, obtuvo el sillón de alcalde. En 1995 el PSOE recuperó la alcaldía con José Munera Rodríguez, que repetiría mandato hasta 2003, año en que ganó el PP, está vez con Lope Morales Arias. Ya en 2007 le arrebataría la alcaldía el socialista y actual alcalde, Sebastián Molina Herrera.
La administración local de la ciudad se realiza a través de un ayuntamiento de gestión democrática cuyos componentes se eligen cada cuatro años por sufragio universal. El censo electoral está compuesto por todos los residentes empadronados en Beas de Segura mayores de 18 años, nacionales de España y de los otros países miembros de la Unión Europea. Según lo dispuesto en la Ley del Régimen Electoral General, que establece el número de concejales elegibles en función de la población del municipio. La corporación municipal de Beas de Segura está formada por 13 concejales. En las últimas Elecciones Municipales celebradas en 2007, el Partido Socialista (PSOE) obtuvo 7 concejales, el Partido Popular (PP), obtuvo 6 concejales.
| Periodo   | Nombre                      | Partido | Partido                                  |
| --------- | --------------------------- | ------- | ---------------------------------------- |
| 1979-1983 | Cristóbal Cantero Gomera    |         | Partido Socialista Obrero Español (PSOE) |
| 1983-1987 | Antonio Pelayo Barón        |         | Partido Socialista Obrero Español (PSOE) |
| 1987-1991 | Cristóbal Cantero Gomera    |         | Partido Socialista Obrero Español (PSOE) |
| 1991-1995 | César Ceres Frías           |         | Partido Popular (PP)                     |
| 1995-2003 | José Munuera Rodríguez      |         | Partido Socialista Obrero Español (PSOE) |
| 2003-2007 | Lope Morales Arias          |         | Partido Popular (PP)                     |
| 2007-2019 | Sebastián Molina Herrera    |         | Partido Socialista Obrero Español (PSOE) |
| 2019-act. | José Alberto Rodríguez Cano |         | Partido Socialista Obrero Español (PSOE) |

| Partido político                         | 2023  | 2023  | 2023       | 2019  | 2019  | 2019       | 2015  | 2015  | 2015       | 2011  | 2011  | 2011       | 2007  | 2007  | 2007       | 2003  | 2003  | 2003       |
| Partido político                         | %     | Votos | Concejales | %     | Votos | Concejales | %     | Votos | Concejales | %     | Votos | Concejales | %     | Votos | Concejales | %     | Votos | Concejales |
| Partido Socialista Obrero Español (PSOE) | 65,55 | 1873  | 9          | 74,70 | 1964  | 10         | 59,97 | 1780  | 8          | 55,07 | 1845  | 8          | 53,01 | 1780  | 7          | 36,61 | 1234  | 5          |
| Partido Popular (PP)                     | 18,06 | 516   | 2          | 15,78 | 415   | 2          | 37,74 | 1120  | 5          | 40,81 | 1367  | 5          | 40,65 | 1365  | 6          | 54,49 | 1837  | 7          |
| Vox                                      | 15,78 | 451   | 2          | 7,68  | 202   | 1          | –     | –     | –          | –     | –     | –          | –     | –     | –          | –     | –     | –          |
| Izquierda Unida (IU)                     | –     | –     | –          | –     | –     | –          | –     | –     | –          | 3,43  | 115   | 0          | 5,84  | 196   | 0          | 8,13  | 274   | 1          |

Dentro de la localidad hay un parque de obras públicas, dependiente antiguamente del Ministerio de Obras Públicas y Urbanismo, cuyas competencias han pasado a formar parte del Ministerio de Fomento.
Recientemente se ha abierto un punto de información catastral, cuya oficina se encuentra en el ayuntamiento, para facilitar a los vecinos este servicio y gestionar sus asuntos dentro del municipio y no tener que desplazarse a la localidad de Villacarrillo o al mismo Jaén.

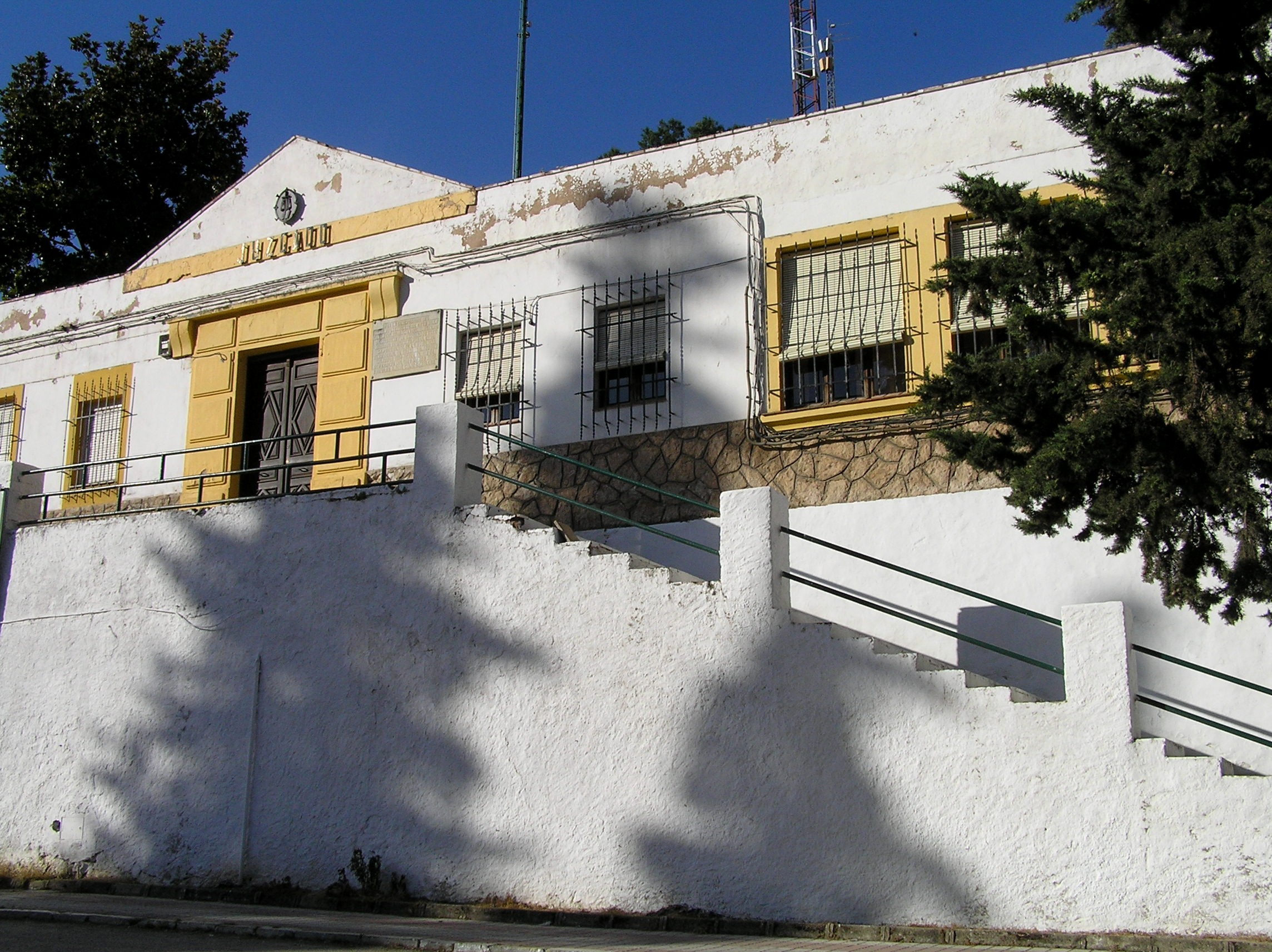
Antiguo Juzgado de Paz de Beas de Segura

### Organización territorial
Beas de Segura tiene distribuidos varios núcleos urbanos diseminados por su territorio, estos son Cañada Catena, Las Cuevas de Ambrosio, Los Prados de Armijo (de la Solana y de la Umbría), El Cortijo de las Piedras, los Santiagos y Cazona. También hay gran número de cortijos y chalets, principalmente en la zona de la Morea y Fuentepinilla, que suelen estar habitados en el verano, destacando la zona de Fuentepinilla.
| Beas de Segura Cañada Catena Cuevas de Ambrosio Prados de Armijo |

Ya a principios del siglo XVI, existían en Beas cuatro núcleos pequeños de población: Natao, El Allozar, Losanco y Santa Justa, que a finales de dicho siglo estaban abandonados, según las relaciones de la villa de Beas de 1575. En las mismas, citan a los cortijos como casas de labor y señalan una en la Cañada de Pedro Mateos, varias en Ardechel, en el Encinarejo, Guadahornillos, varias en Galindo y la Morera, entre otras.
Algunos de estos cortijos aún siguen en pie; es el caso de Galindo, el cortijo de la Monjas, Guadahornillos. Otros cortijos actuales son los Cortijillos, el Cortijo de las Piedras en Fuentepinilla, la Ensancha, el Cerezuelo, la Veguilla, la Gurulla, el Cortijo de la Señora, la Juanlabrada y un largo etc.

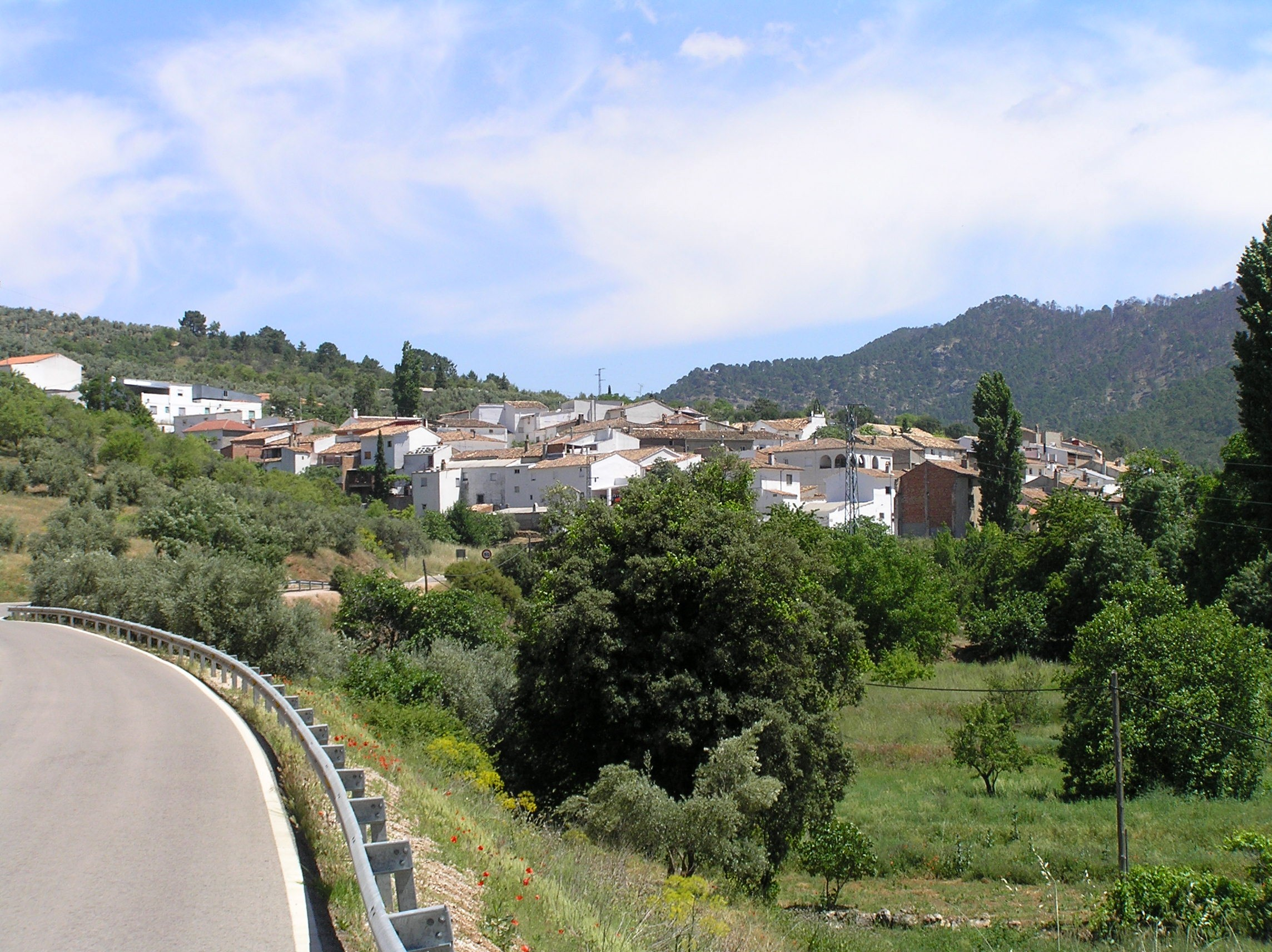
Vista parcial de Cañada Catena
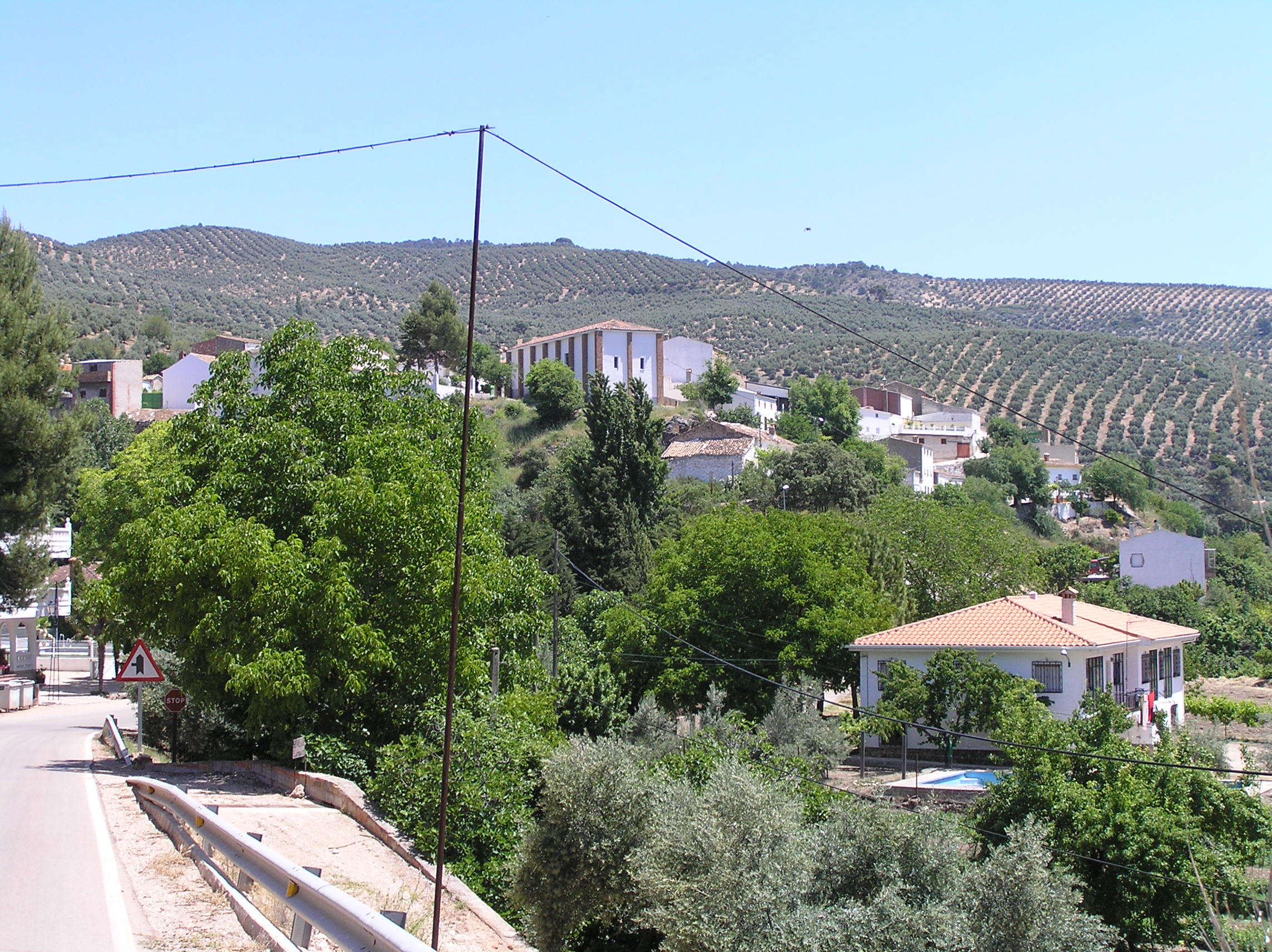
Vista parcial de las Cuevas de Ambrosio
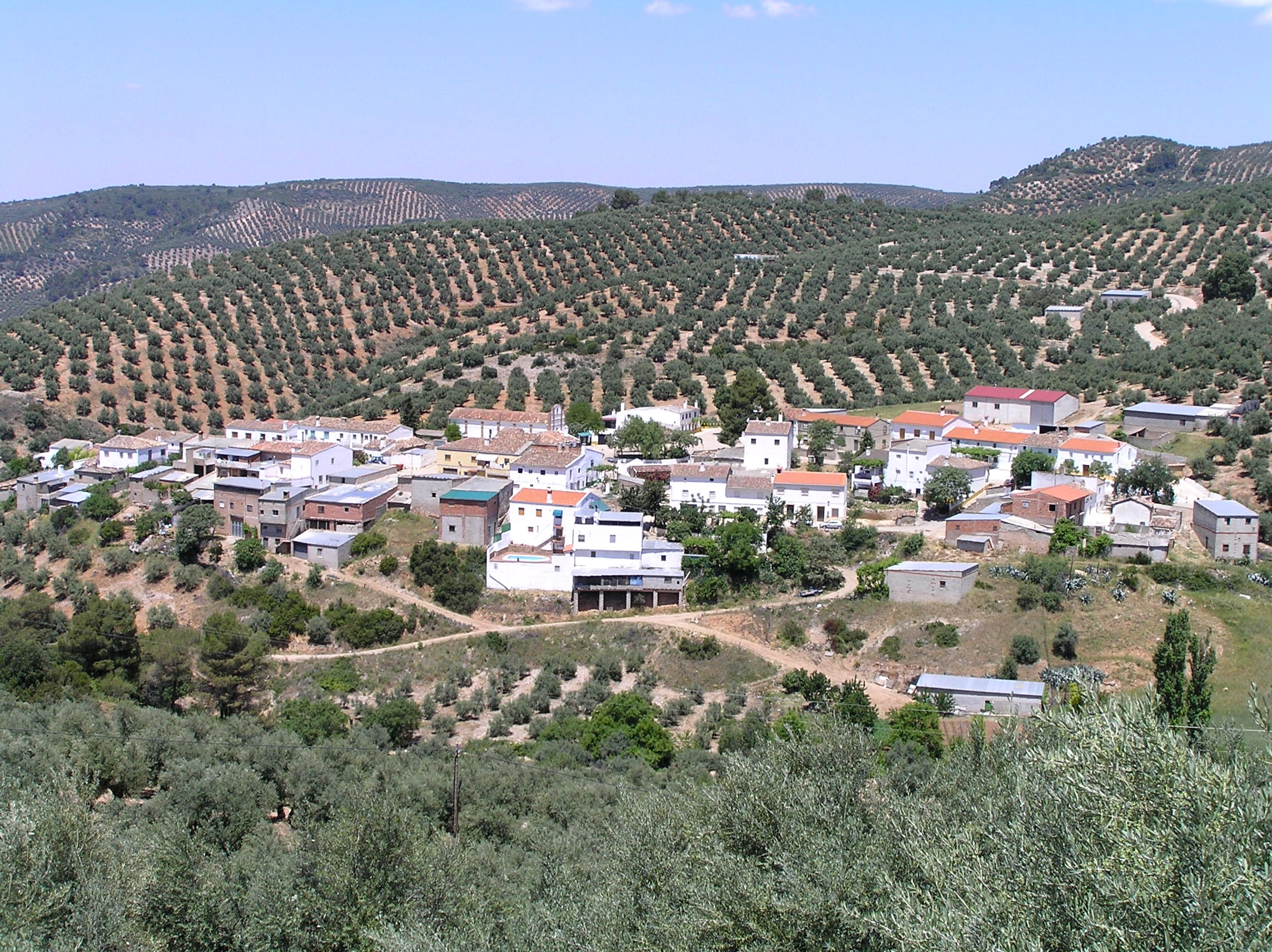
Vista de los Prados de Armijo de la Solana
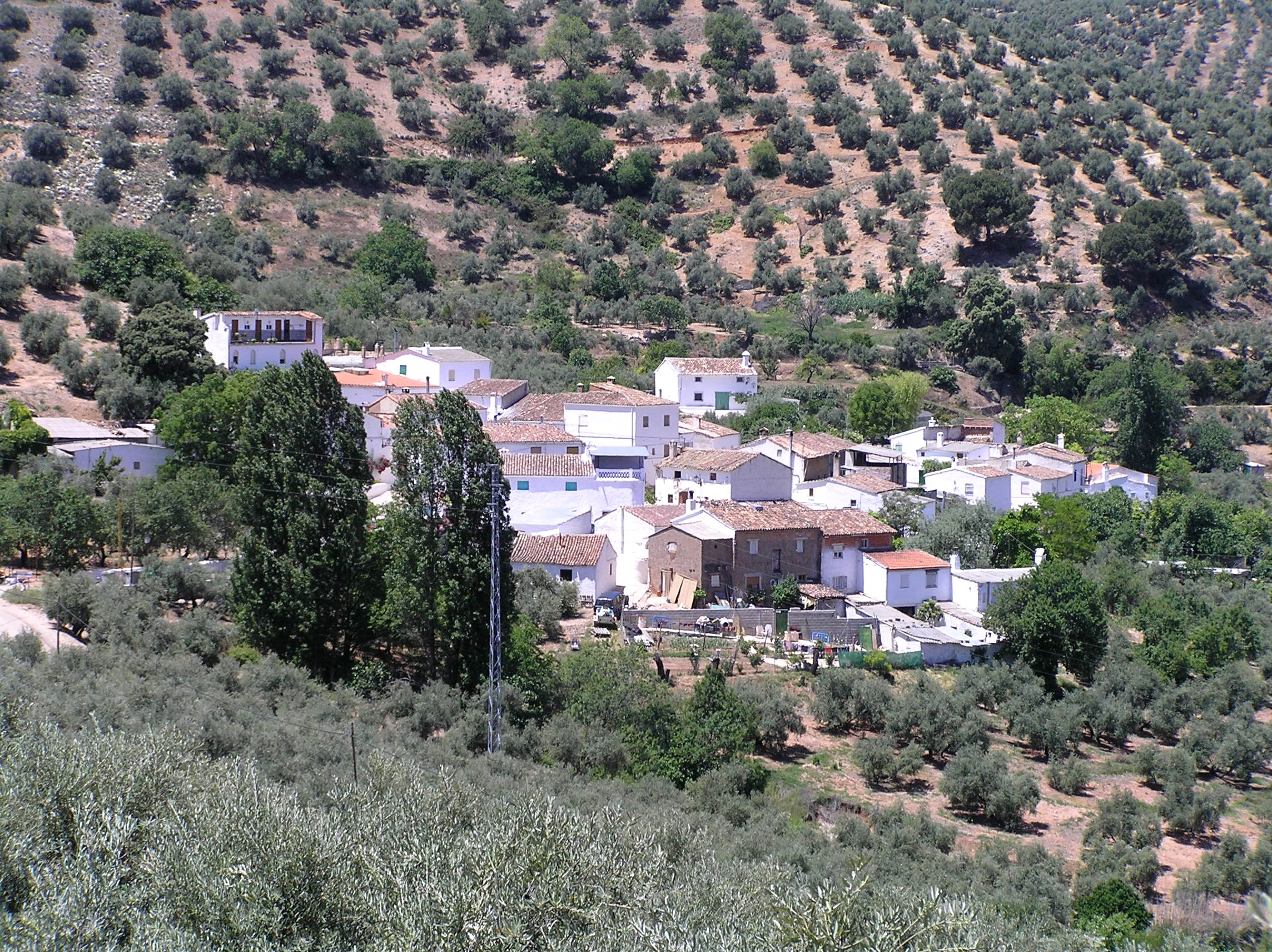
Vista de los Prados de Armijo de la Umbría

| Núcleos de población    | Habitantes | Coordenadas                               | Distancia (km) |
| ----------------------- | ---------- | ----------------------------------------- | -------------- |
| Beas (Núcleo principal) | 5591       | 38°15′07″N 2°53′30″O / 38.25194, -2.89167 | 0              |
| Cañada Catena           | 164        | 38°16′30″N 2°46′37″O / 38.27500, -2.77694 | 13             |
| Cuevas de Ambrosio      | 126        | 38°15′26″N 2°50′04″O / 38.25722, -2.83444 | 6              |
| Prados de Armijo        | 84         | 38°17′38″N 2°50′07″O / 38.29389, -2.83528 | 13             |

Antiguamente estos cortijos citados y otros muchos más estaban habitados durante todo el año, dedicándose sus moradores al olivar, aparejado a otras faenas agrícolas, como la siembra de cereal, de forrajes o la huerta, alternando con la ganadería para dichas labores del campo -bueyes, toros y ganado equino- y el resto de animales -cerdos, gallinas, conejos, ovejas, cabras, etc. para su consumo. Poco a poco estos cortijos se van desocupando y algunos están en ruina y otros han sido reformados y utilizados por sus dueños, bien para uso propio o para turismo rural u otros fines.

### Justicia
Había sido Juzgado de Distrito perteneciente a Villacarrillo (Jaén) y al promulgar la Ley Orgánica del Poder Judicial 6/1985, de 1 de julio, estableció las reglas para efectuar la conversión de los Juzgados de Distrito en Juzgados de Primera Instancia, de Instrucción o en Juzgados de Paz. Esta conversión qué, en definitiva, ha supuesto la desaparición de los Juzgados de Distrito, se llevó a efecto por la Ley de Demarcación y Planta Judicial 38/1988, de 28 de diciembre.
También Beas de Segura cuenta con una notaría.

## Servicios

### Educación
La oferta educativa de carácter público que existe en la localidad se concreta en un centro de educación infantil, un colegio de un instituto de educación secundaria y un centro de educación de adultos. Estos centros escolares están gestionados por la Consejería de Educación de la Junta de Andalucía a través de la Delegación Provincial de Educación de Jaén. Los centros educativos de la localidad están asignados al Centro del Profesorado de Orcera.

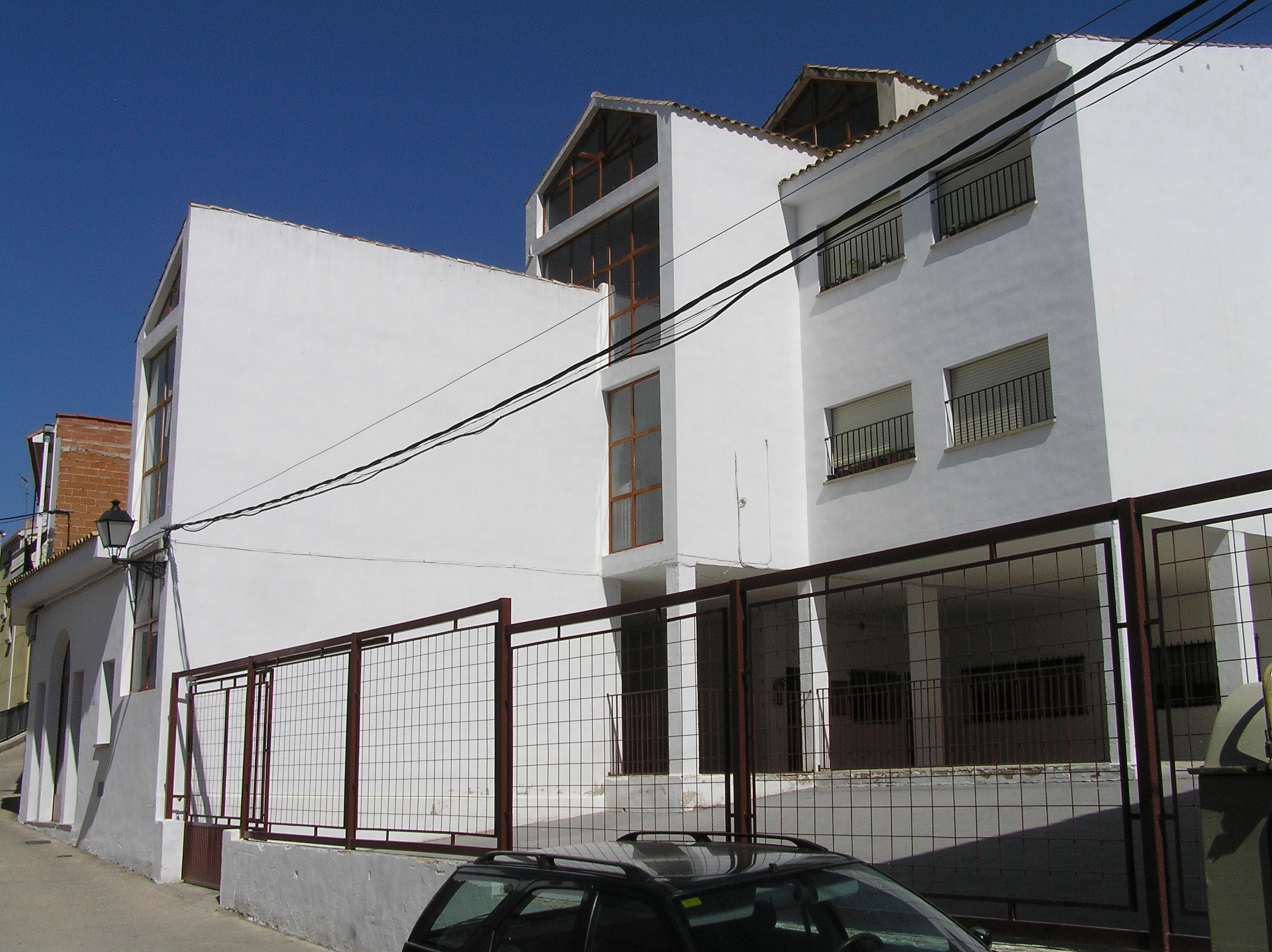
Escuela de Educación Infantil San Fernando
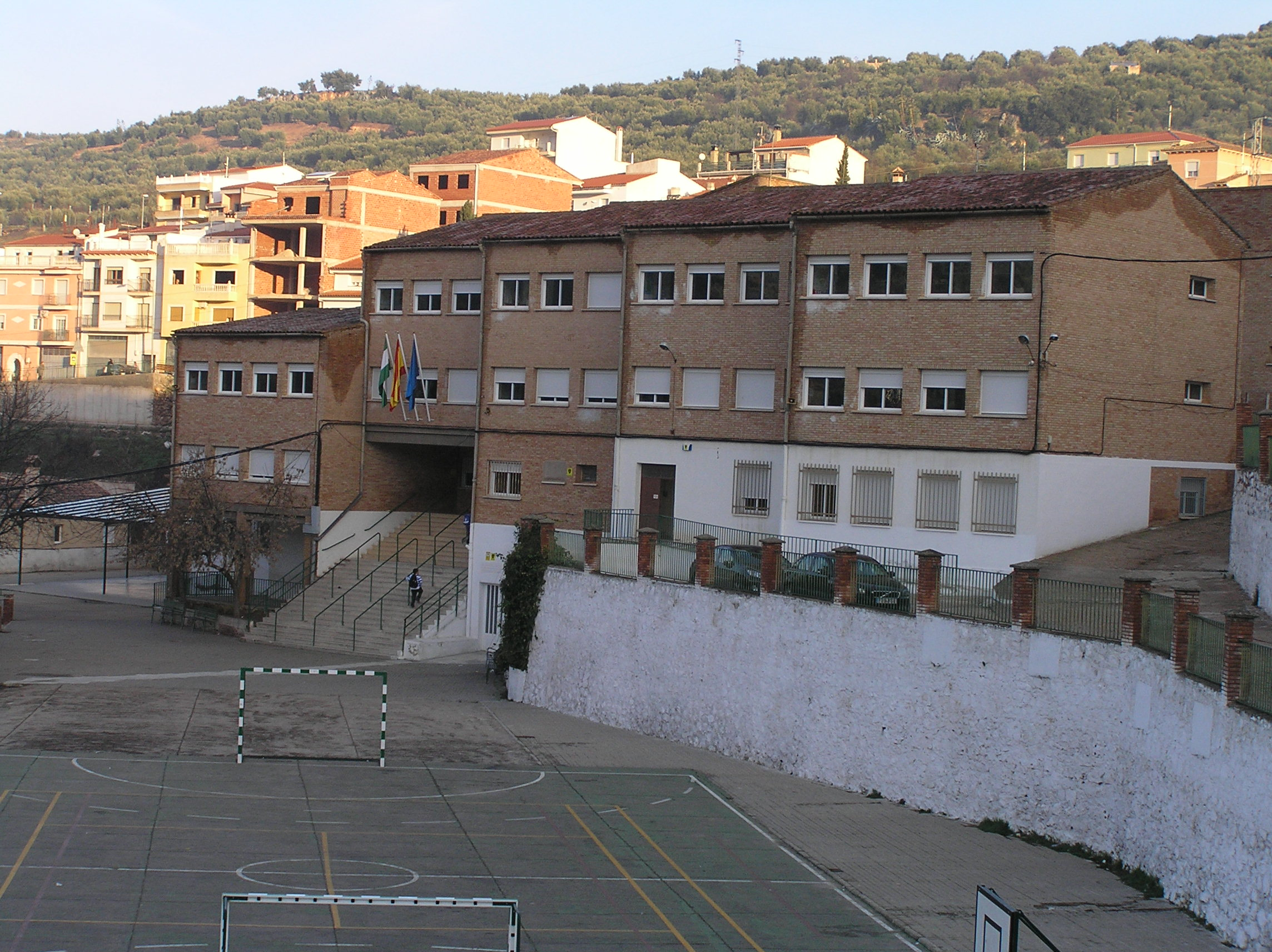
Colegio Público de Educación Primaria Víctor García Hoz
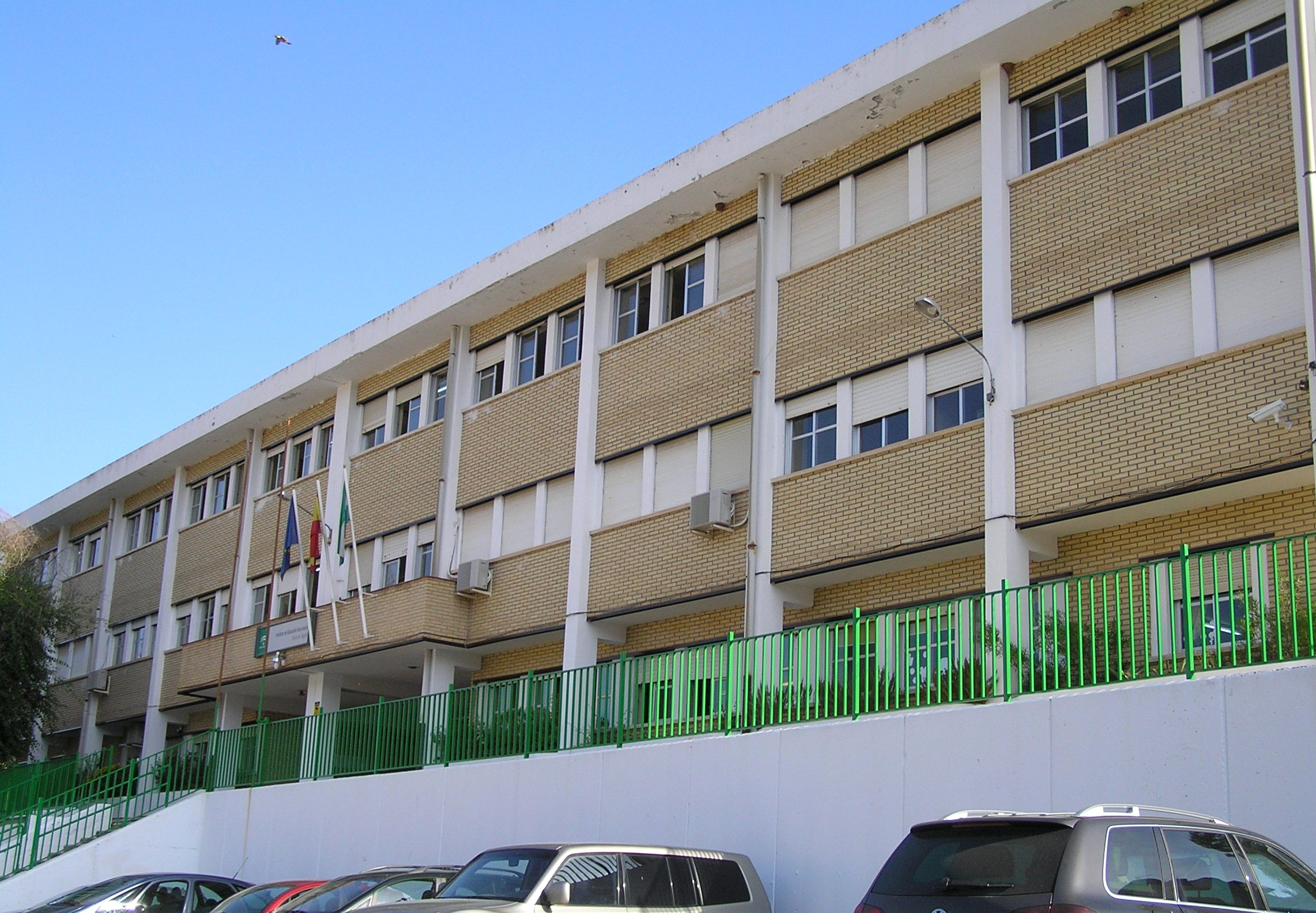
IES Sierra de Segura. Barrio de San Isidro
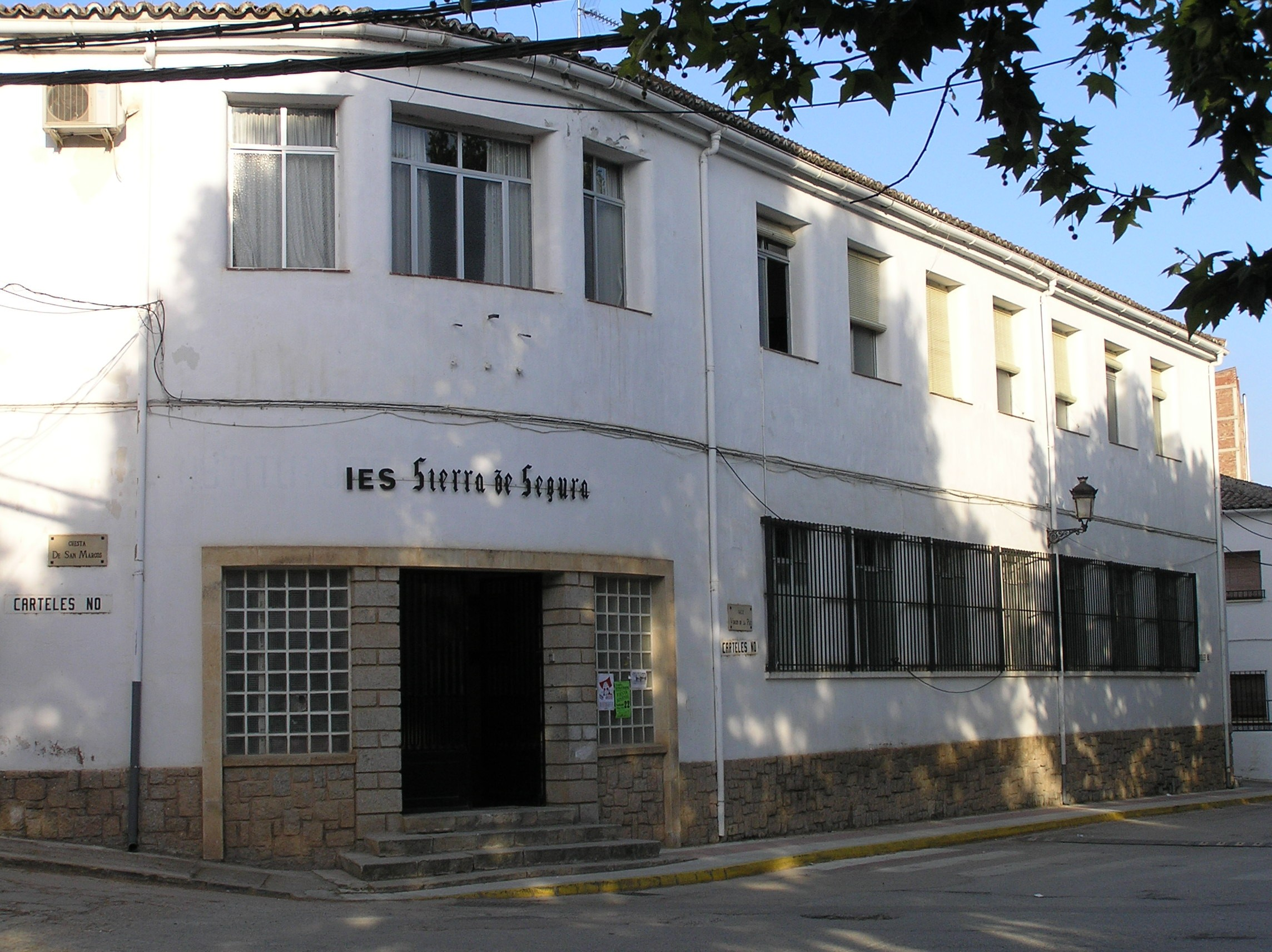
IES Sierra de Segura. Antiguo edificio de FP

| Tipo de centro                                                     | Enseñanza            |
| ------------------------------------------------------------------ | -------------------- |
| Escuela de educación infantil San Fernando                         | Infantil             |
| Colegio público de educación primaria CEIP Víctor García de la Hoz | Primaria             |
| Instituto de educación secundaria IES Sierra de Segura             | Secundaria           |
| Centro de educación personas adultas                               | Educación de adultos |

### Sanidad
El servicio público de atención sanitaria está gestionado por la Consejería de Salud de la Junta de Andalucía, a través del organismo público Servicio Andaluz de Salud (SAS). La localidad de Beas de Segura está encuadrada en el distrito sanitario Jaén Nordeste con sede en la calle Explanada de la ciudad de Úbeda. Además tiene hecho un convenio rural S. A. S. con Adeslas, para los asegurados con esta compañía, ya que los puntos más cercanos son Linares y Úbeda. La localidad conforma una zona básica de salud y la estructura sanitaria pública que utilizan los habitantes de la localidad es la siguiente:
| Tipo de centro                               | Niveles asistenciales  | Coordenadas                               |
| -------------------------------------------- | ---------------------- | ----------------------------------------- |
| Centro de salud Virgen de la Paz             | Atención primaria      | 38°15′10″N 2°53′35″O / 38.25278, -2.89306 |
| Consultorio auxiliar Cañada Catena           | Consultorio            | 38°16′30″N 2°46′37″O / 38.27500, -2.77694 |
| Consultorio auxiliar Cuevas de Ambrosio      | Consultorio            | 38°15′26″N 2°50′04″O / 38.25722, -2.83444 |
| Hospital de Alta Resolución Sierra de Segura | Atención especializada | 38°21′36″N 2°47′13″O / 38.36000, -2.78694 |
| Hospital comarcal San Juan de la Cruz        | Atención especializada | 38°01′11″N 3°23′04″O / 38.01972, -3.38444 |

Competencias municipales
En la organización del ayuntamiento figura la Concejalía de Sanidad, Servicios Sociales y Concejalía de la mujer para gestionar las competencias que establece, el artículo 42 de la Ley General de Sanidad donde dispone que, los ayuntamientos, sin perjuicio de las competencias de las demás Administraciones Públicas, tendrán las siguientes responsabilidades mínimas en asuntos relacionados con la Sanidad.
- Control sanitario del medio ambiente: Contaminación atmosférica, abastecimiento de aguas, saneamiento de aguas residuales, residuos urbanos e industriales.
- Control sanitario de industrias, actividades y servicios, transportes, ruidos y vibraciones.
- Control sanitario de edificios y lugares de vivienda y convivencia humana, especialmente de los centros de alimentación, peluquerías, saunas y centros de higiene personal, hoteles y centros residenciales, escuelas, campamentos turísticos y áreas de actividad físico deportivas y de recreo.
- Control sanitario de la distribución y suministro de alimentos perecederos, bebidas y demás productos, directa o indirectamente relacionados con el uso o consumo humanos, así como los medios de su transporte.
- Control sanitario de los cementerios y policía sanitaria mortuoria.

En la localidad hay tres farmacias, situadas en la calle Feria, calle Las Tiendas y avenida del Mercado,.

### Servicios sociales
La Oficina de Bienestar Social del ayuntamiento de Beas de Segura y el centro de servicios sociales, se gestionan las actuaciones y servicios que tratan de dar solución a las necesidades y demandas de los ciudadanos, sobre todo a los sectores de población más desfavorecidos.
Junto con las actuaciones del Plan de Acción del Fondo de apoyo a la acogida y la integración de inmigrantes, es la colaboración con los colegios de la localidad, referente a fomentar actividades de interculturalidad, al igual que la integración de los alumnos inmigrantes, por medio de charlas y clases de lengua extranjera.
El hogar del jubilado o residencia municipal de mayores Los Olivos, acoge gran número de personas mayores, donde disfrutan de la tranquilidad en sus instalaciones y al mismo tiempo se realizan diversos actos y actividades recreativas.

### Seguridad ciudadana
Las dotaciones de policía local y de Guardia Civil con que cuenta Beas de Segura son las encargadas de velar por la seguridad ciudadana, tanto en lo relativo a la persecución de la delincuencia como al mantenimiento del orden en las aglomeraciones de personas que se producen en las festividades más señaladas.

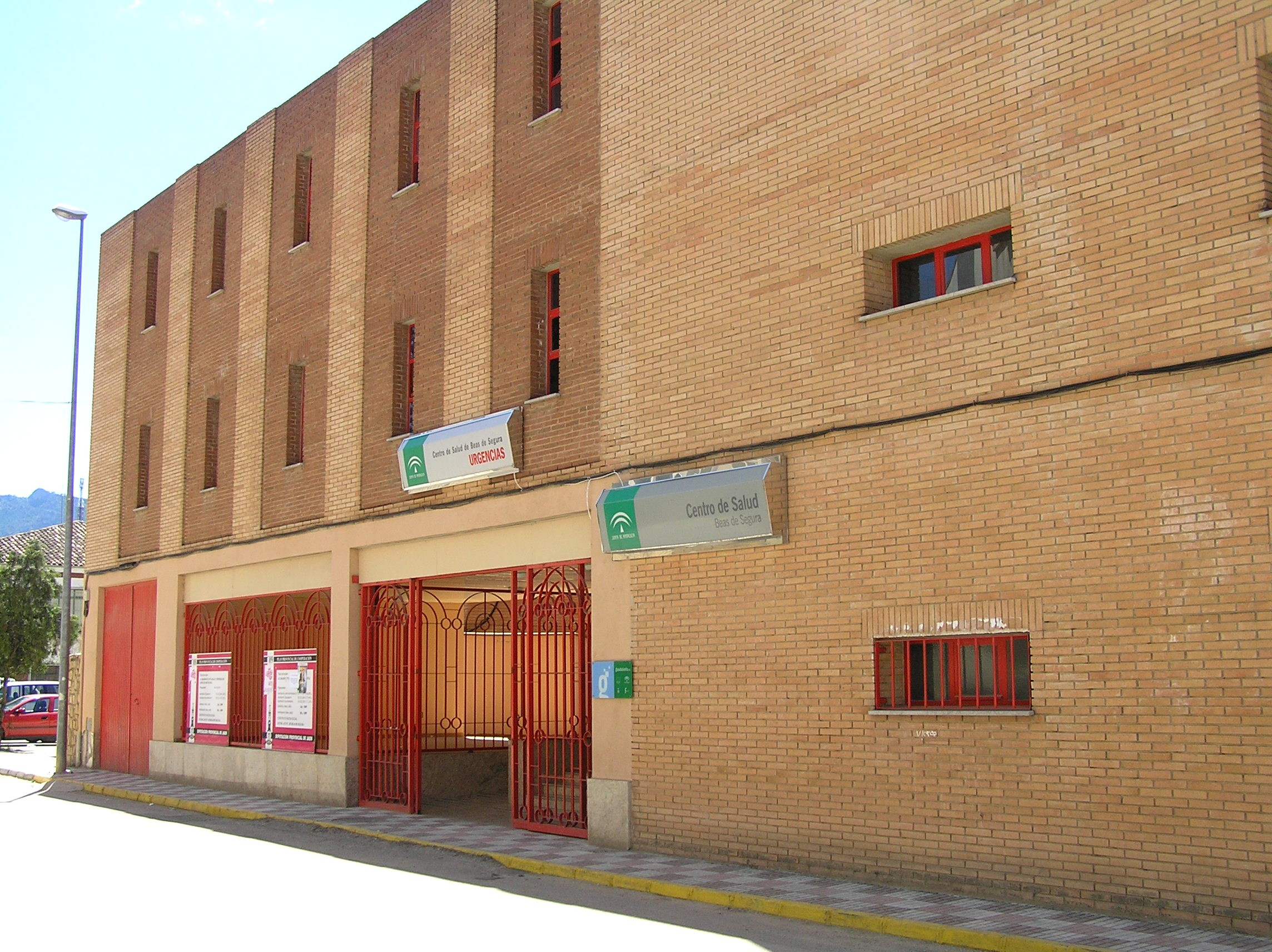
Centro de Salud provisional de Beas de Segura
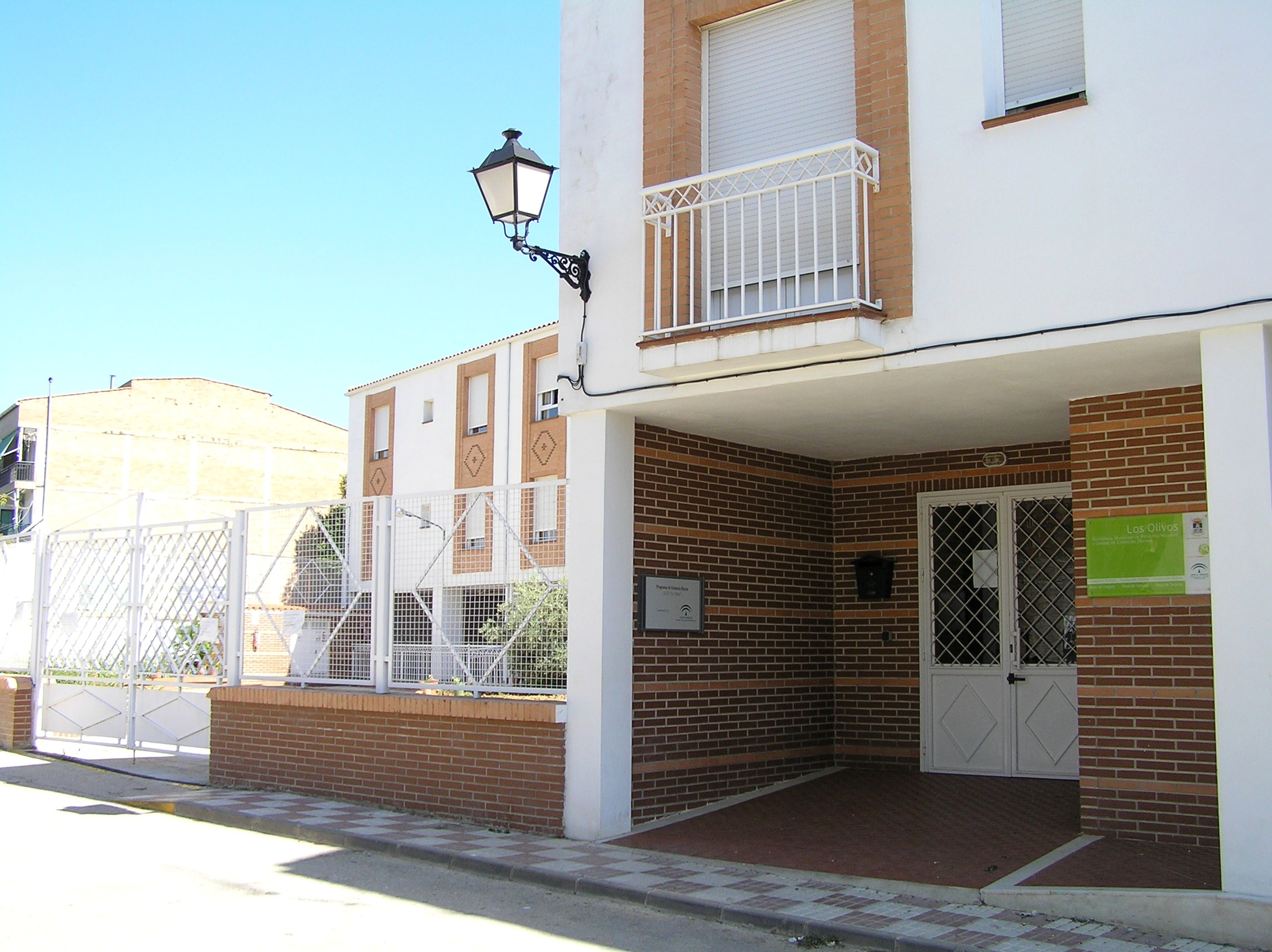
Residencia municipal de mayores Los Olivos
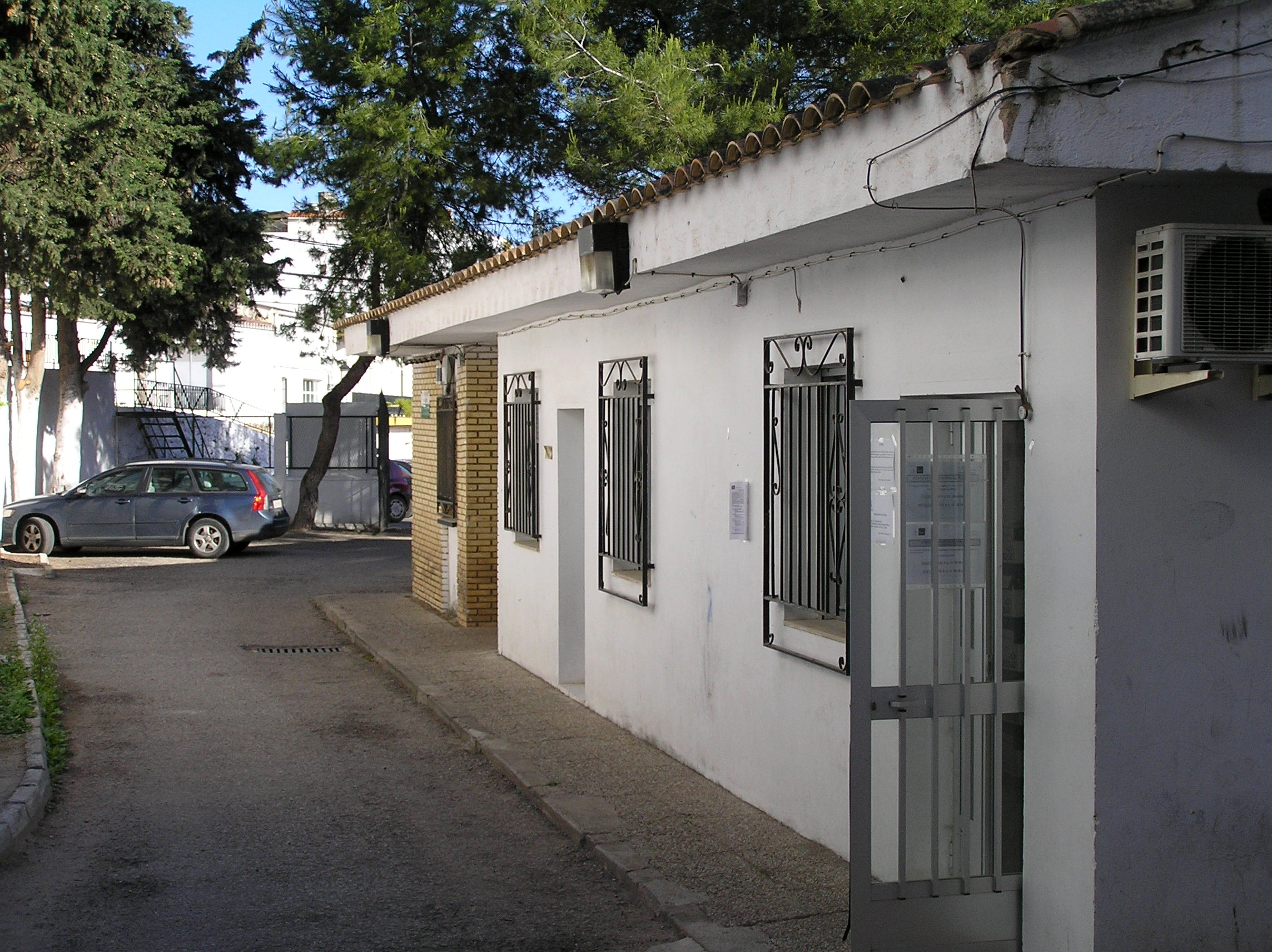
Centro ocupacional Valparaíso
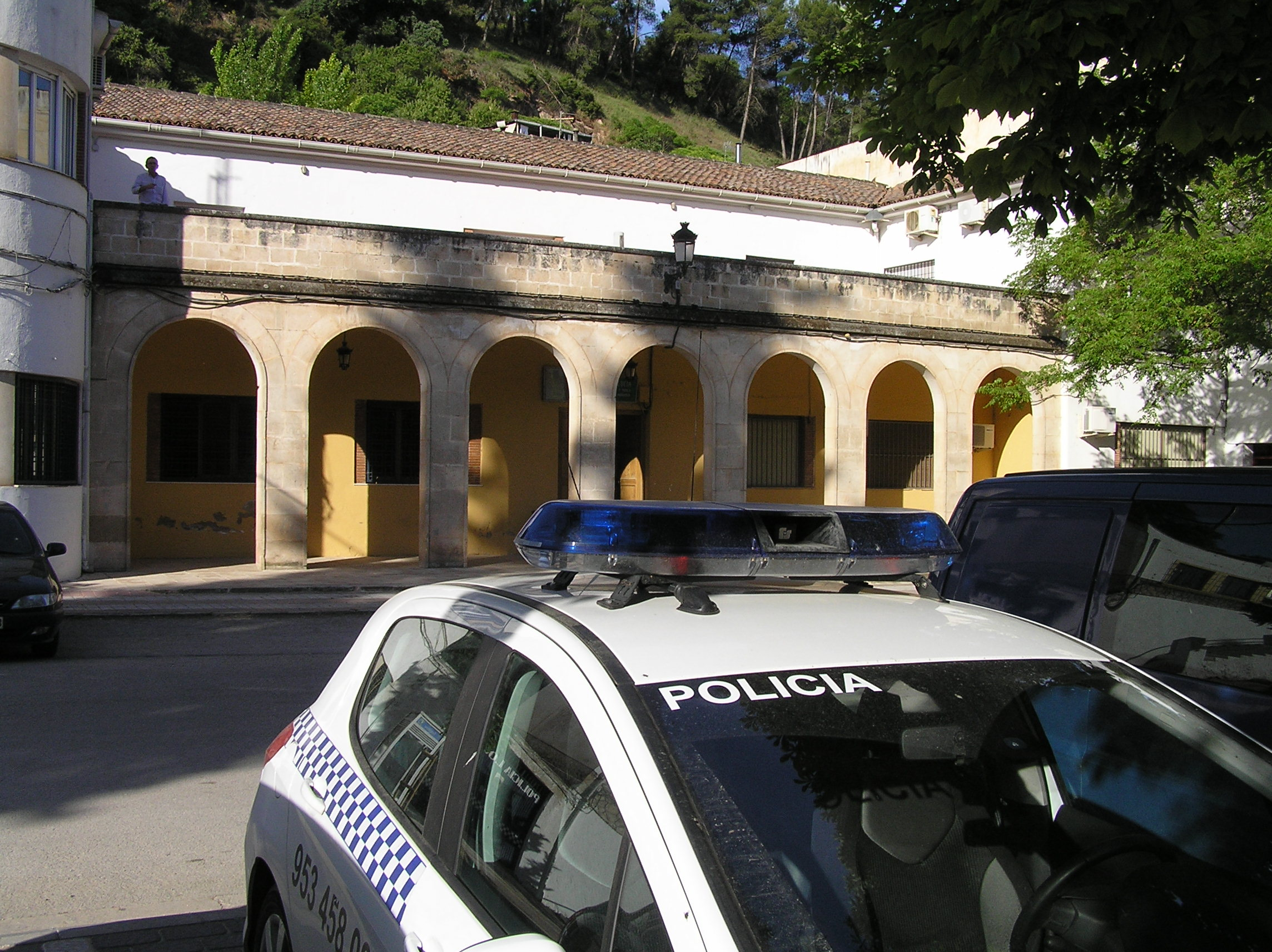
Dependencias de la Policía Local

### Abastecimiento
Electricidad
La electricidad en Beas de Segura proviene de la Central hidroeléctrica de El Tranco, que genera 39 800 kWh, y da suministro a toda la comarca, estando gestionada por la Compañía Endesa. El consumo de energía eléctrica en 2008 fue de 18 937 MWh, de los que 9168 MWh corresponden al consumo de energía eléctrica residencial.
Agua potable
Aqualia es la empresa concesionaria para la gestión integral del agua en Beas de Segura. Realiza más de 4000 controles de agua anualmente para estricto control de calidad del agua. Últimamente, el 6 de abril de 2010, ha realizado en Beas una renovación de 425 m de red, siendo una de las mayores obras que se han realizado dentro del municipio, con una inversión de más de 86 000 €.
Por otra parte, el ayuntamiento en 2009 cambió la red de abastecimiento que suministra a Beas de Segura de agua potable desde Fuentepinilla hasta Vistalegre, que es donde se encuentran los depósitos de almacenamiento de agua potable.
Aguas residuales
Beas de Segura cuenta con una estación depuradora de aguas residuales, inaugurada por el ayuntamiento en mayo de 1995; fue construida por la empresa Sogesur S. A., y la instaló Dinotec S. A.
Residuos urbanos
Beas de Segura está integrada desde 1996 en el Consorcio de Residuos Sólidos y Urbanos de El Condado, Segura y Las Villas (Resur Jaén S. A.), que incluyen 22 municipios de la zona y son los encargados de recoger la basura depositada en los contenedores de reciclaje colocados en el casco urbano. Tienen una planta de transferencia ubicada en el término municipal de Chiclana de Segura.
Además Beas de Segura cuenta con un vertedero controlado en la zona de «El Cornicabral» y un punto verde en «Las Albercas».
Combustible

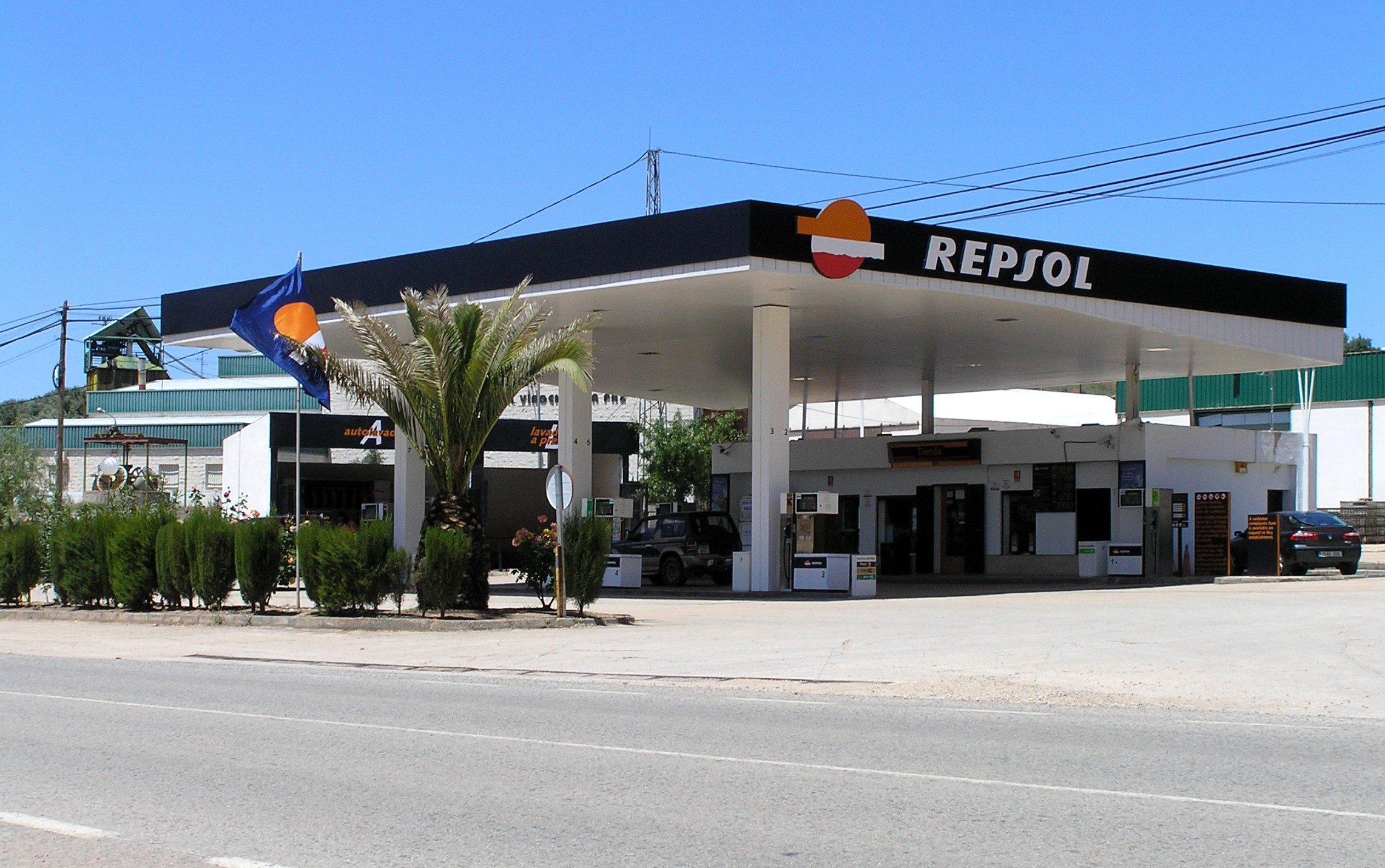
Gasolinera de Beas de Segura

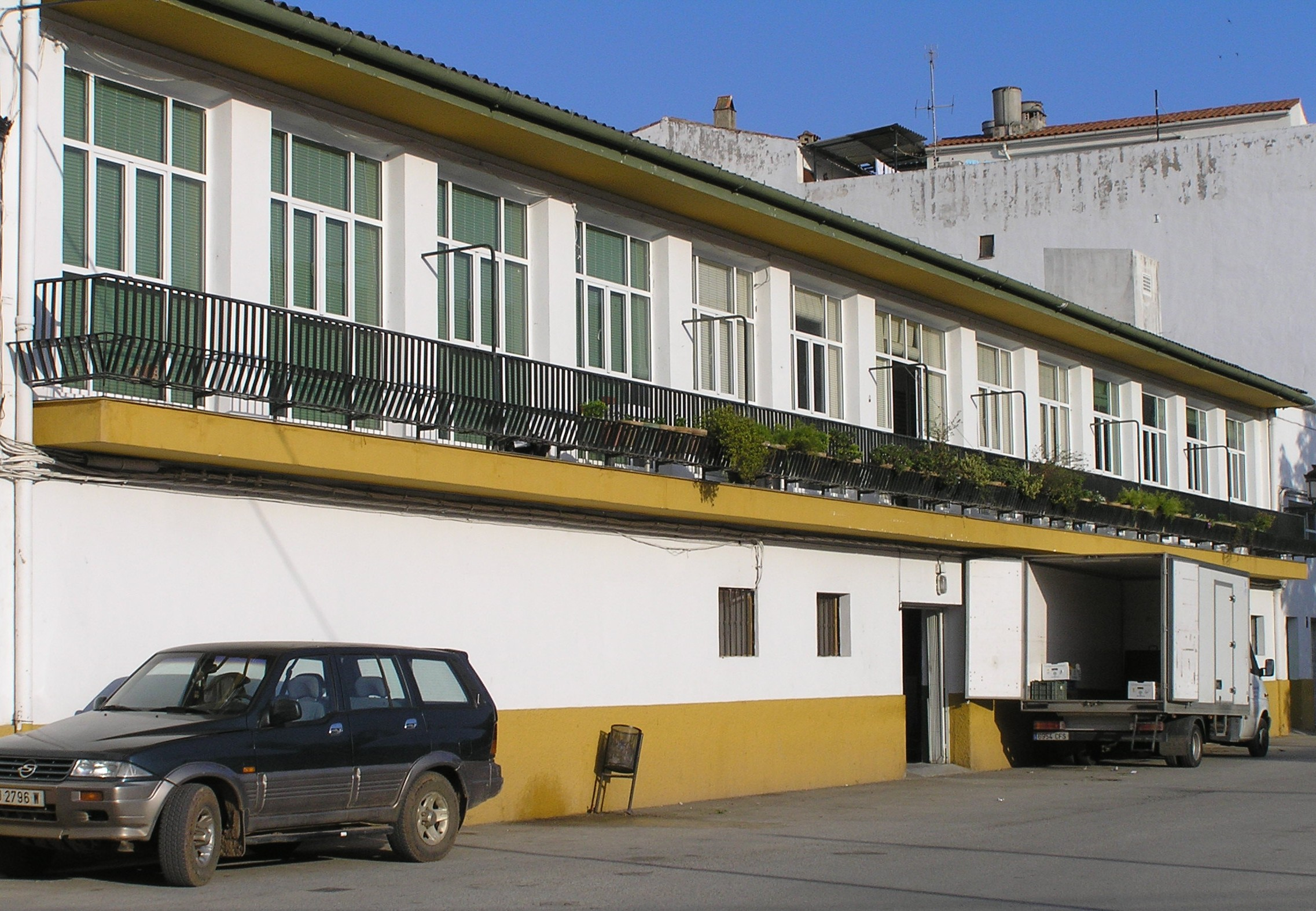
Mercado de abastos

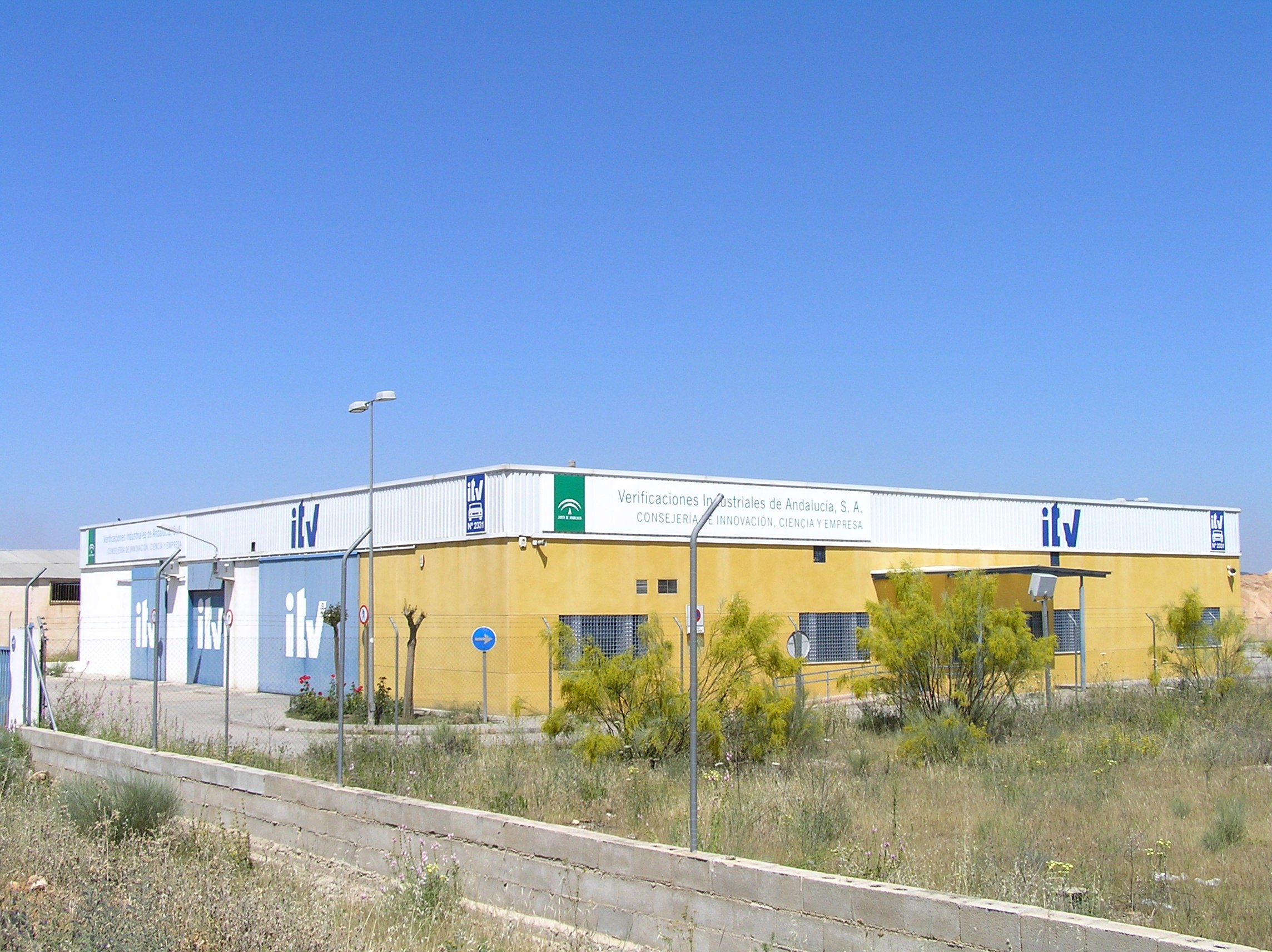
Instalaciones de la ITV en el polígono industrial El Cornicabral

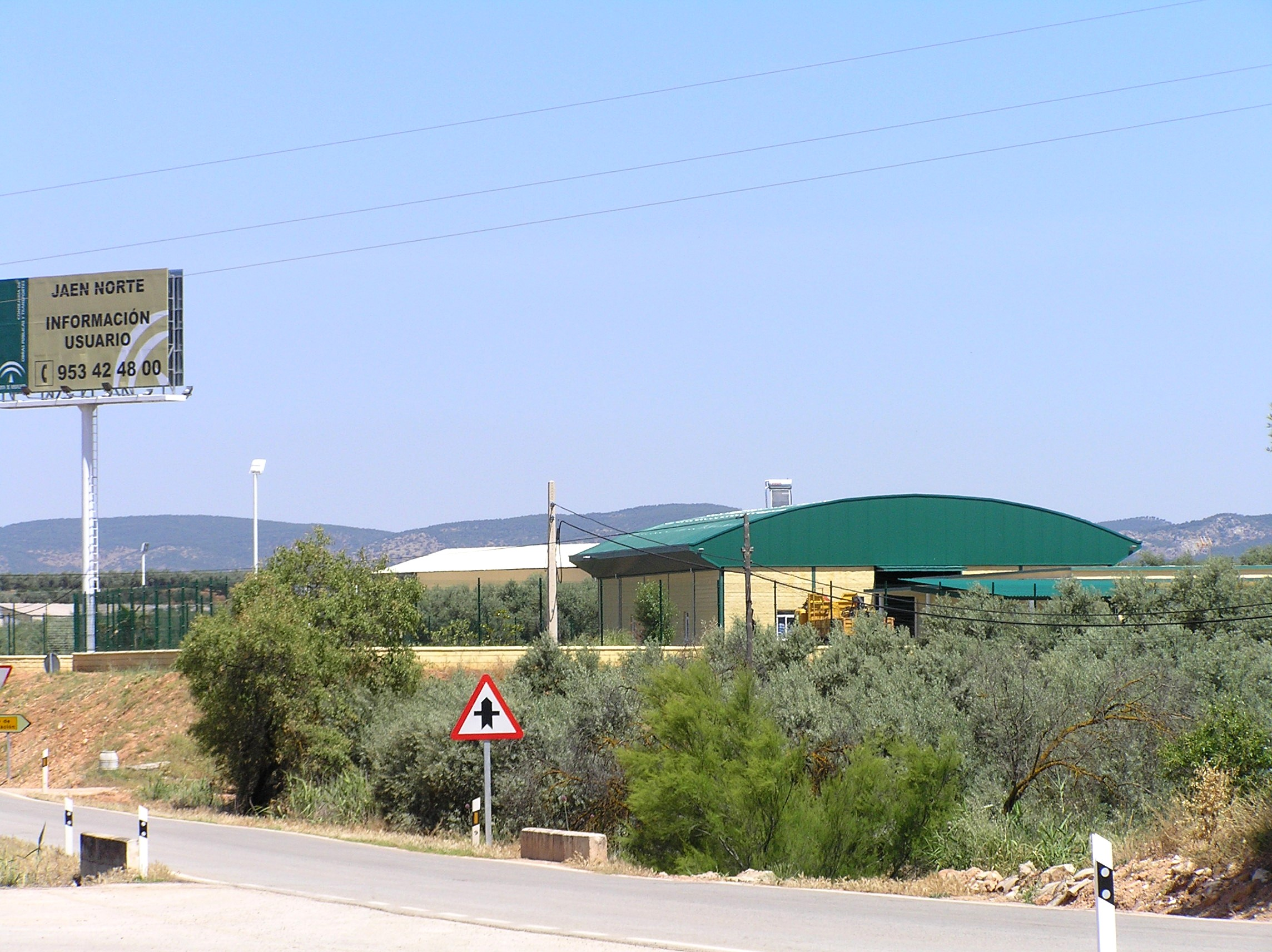
Centro de conservación de carreteras en Beas de Segura

Para suministrar combustible a los vehículos de la zona, y a los que transitan por la carretera A-6301, Beas de Segura-Cortijos Nuevos, existen a la salida de la localidad dos estaciones de servicio; una de ellas es del grupo Repsol YPF y abastece al municipio. Esta gasolinera se nutre de combustible mediante camiones cisternas procedentes de los depósitos que la Compañía Logística de Hidrocarburos (CLH). La otra es de carácter privado, abasteciéndose solo los socios de la Cooperativa San Juan de la Cruz. También está en el Polígono de «El Cornicabral», la empresa SEGUROIL, que es la encargada del reparto de combustible a domicilio.
Hay también un punto de gas butano, que abastece a Beas de Segura y sus pedanías, así como a otras localidades cercanas. Tiene su almacenaje en la carretera A-6301, Beas de Segura-Cortijos Nuevos, en el cruce de la carretera de Los Prados de Armijo.
Abastecimiento de alimentos perecederos
Para el abastecimiento de alimentos perecederos, tales como frutas, verduras, carne y pescado, existen en la localidad varios supermercados, algunos de ellos de cadenas nacionales tales como Masymas, Alsara, Covirán o Día, además de un buen número de pequeños establecimientos tradicionales de alimentación y un mercado de abastos municipal, donde hay instalados varios puestos de venta de alimentos especializados por productos (frutería, pescadería, carnicería, etc.).

## Cultura

### Patrimonio

#### Patrimonio arqueológico
Yacimiento ArqueológicoTerrazas del Guadalimar, en el Puente Mocho
La ocupación humana del entorno de lo que hoy es Beas de Segura es muy antigua. Los primeros testimonios humanos de la sierra de Segura aparecen en este yacimiento, en el paraje de Puente Mocho, nombre que se designa a un extenso hábitat al aire libre junto a las terrazas del río Guadalimar. Se hallan materiales del Paleolítico Inferior y Medio de los albores de la última glaciación (entre 600 000-40 000 a. C.).
Yacimiento arqueológico El Castellón
Queda encuadrado entre el Camino de las Huertas, uno de los más antiguos e importantes que conducían a Beas de Segura y la cañada ganadera trashumante, llamada El Paso, coincidente con una antigua Vía Romana. Se han encontrado cerámica hecha a torno ibérica y terra sigillata romana.

#### Patrimonio desaparecido
Antigua Fortaleza y Villa Vieja

...la dicha villa tiene una Fortaleza a la parte alta de ella hacia el nacimiento del sol. Tiene circuito doscientos cincuenta pasos, poco más o menos. Su fundamento es sobre una peña, que dicen toba, que es de su natural alta, y es una manera de piedra a manera de esponja. Tiene una barbacana sin foso, de muro de la misma piedra toba, que principia a donde sale el sol e se continua e remata a la parte del mediodía. E la muralla de dicho Castillo es de los mismos materiales de cal y toba; y tiene a la parte del norte dos torres, poco trecho apartado una de la otra. Tiene dos puertas y entradas el dicho Castillo: la una que es la principal, está a la parte del mediodía, e la otra puerta y entrada del dicho Castillo está a la parte de poniente. Y esta dicha puerta tiene foso y barbacana con dos casamatas que defienden el dicho foso. Esta a la parte de afuera, de anchura tres pasos, antes más que menos; e sobre el dicho foso hay un puente que atraviesa y da paso al dicho Castillo.
 Relación de la Villa de Beas, año 1575.

Iglesia parroquial con advocación a Nuestra Señora de Gracia

Dentro del cuerpo de la iglesia hay seis capillas cuyas advocaciones son: una san Pedro y san Pablo, otra de santa Ana, por donde tiene paso a la sacristía, otra de la Quinta Angustia, otra de la Encarnación, otra de santa Catalina, otra de san Jorge. Y las dichas capillas son enterramientos de algunos vecinos de la dicha villa.

... En la Capilla Mayor, están fundadas dos capellanías. Su advocación, santa María de Gracia.
Relación de la Villa de Beas, año 1575.

Convento de las Clarisas
El monasterio de las Clarisas, también llamado monasterio de la Limpia Concepción, militaba en la Orden de Santa Clara. La fundación data de 1508. Está se encontraba en la calle de San Francisco, n.º 14 (casa de Santa Ana). Está situado donde hoy se encuentra el colegio de San Fernando y aún existe la fachada de la antigua iglesia de las Clarisas.
También desaparecidos, son el convento de los Franciscanos, la ermita de san Miguel, san Sebastián, san Juan, san Agustín y la de santa Justa y Rufina.

#### Arquitectura religiosa
Convento de las Carmelitas Descalzas
Fundación hecha por Santa Teresa de Jesús el 24 de febrero de 1575, a petición de las hermanas Catalina de Godínez y María de Sandoval.
Iglesia parroquial Nuestra Señora de la Asunción
Sobre la antigua iglesia parroquial, asolada por los franceses en 1810, se volvió a edificar la actual, siendo bendecida el día 1 de noviembre de 1955 por el obispo de Jaén, Félix Romero Menjíbar. El gran promotor de esta majestuosa obra fue el entonces párroco Lorenzo Estero López. Con el paso de los años, los diferentes párrocos han ejecutado pequeñas modificaciones, principalmente en el interior, salvo el arreglo del tejado de la torre, que lo promovió el actual párroco, Luis Juan Gallardo Anguita, al igual que la construcción del salón parroquial, situado en la misma plaza de la iglesia. En su interior destacan la gran mayoría de imágenes procesionales que son Titulares de las Hermandades de la Semana Santa beatense de gran devoción en la localidad.
Ermita de la Villa
Se encuentra donde estaba la antigua fortaleza; fue rehabilitada en septiembre de 1873, con limosnas y donativos del pueblo, y se bendijo el 16 de septiembre de ese mismo año. En esa misma fecha se proclamó patrona a Nuestra Señora de la Paz, cuya imagen alberga la ermita. En 1917 se construyeron en los patios de la ermita un colegio y vivienda para la Congregación de la Divina Pastora, la cual se hizo cargo del colegio hasta 1962, cuando tuvieron que abandonarlo por su estado ruinoso. Igual suerte corrió la ermita, ya que en 1971 fue trasladada la virgen a la parroquia por los mismos motivos. No fue hasta 1987 cuando se realizaron nuevas obras y se rehabilitó de nuevo la ermita, así como el colegio adyacente, que actualmente sirve de exposición de un museo, parte del V Elemento, proyecto patrocinado por el Patronato Cultural de la Sierra de Segura.

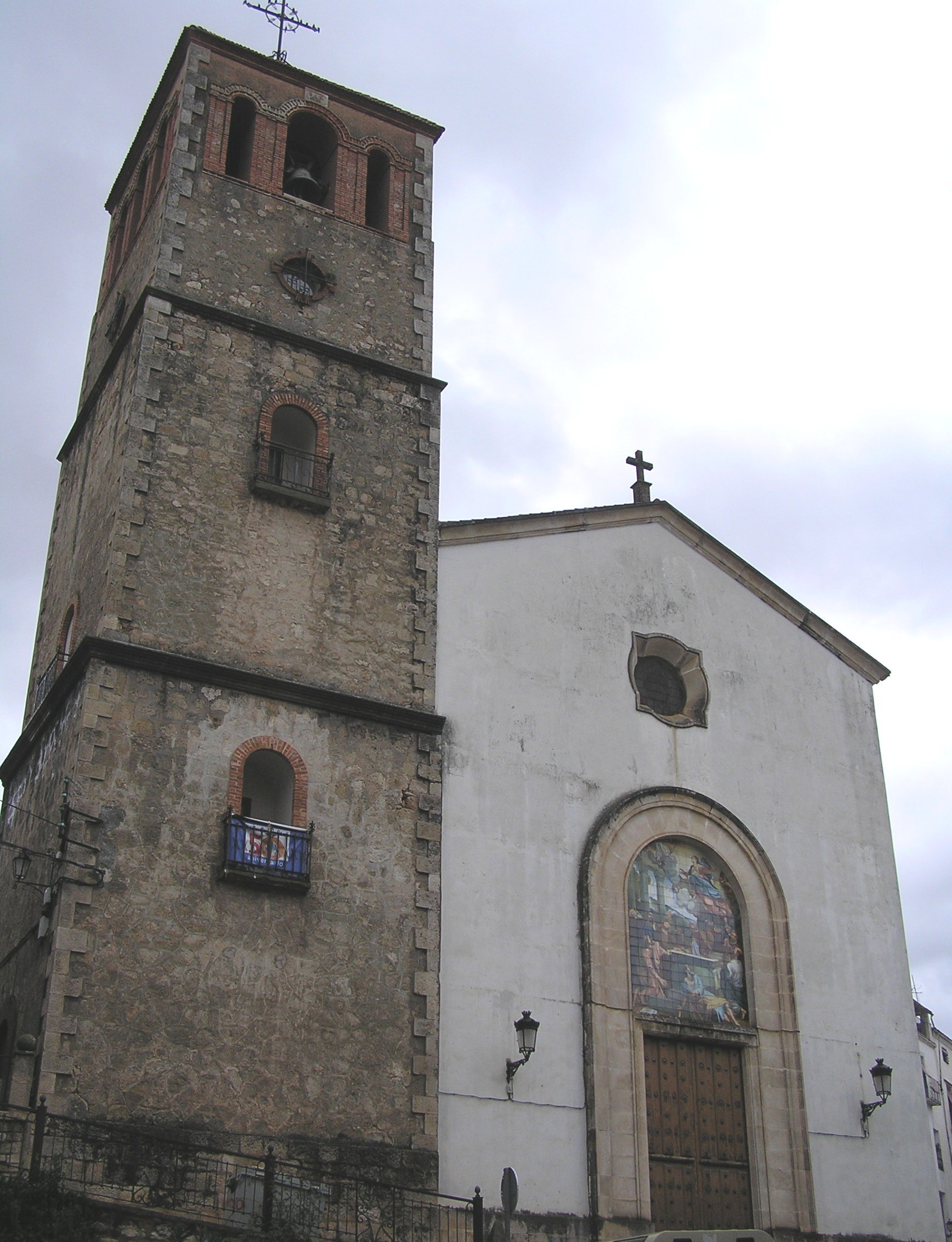
Iglesia parroquial
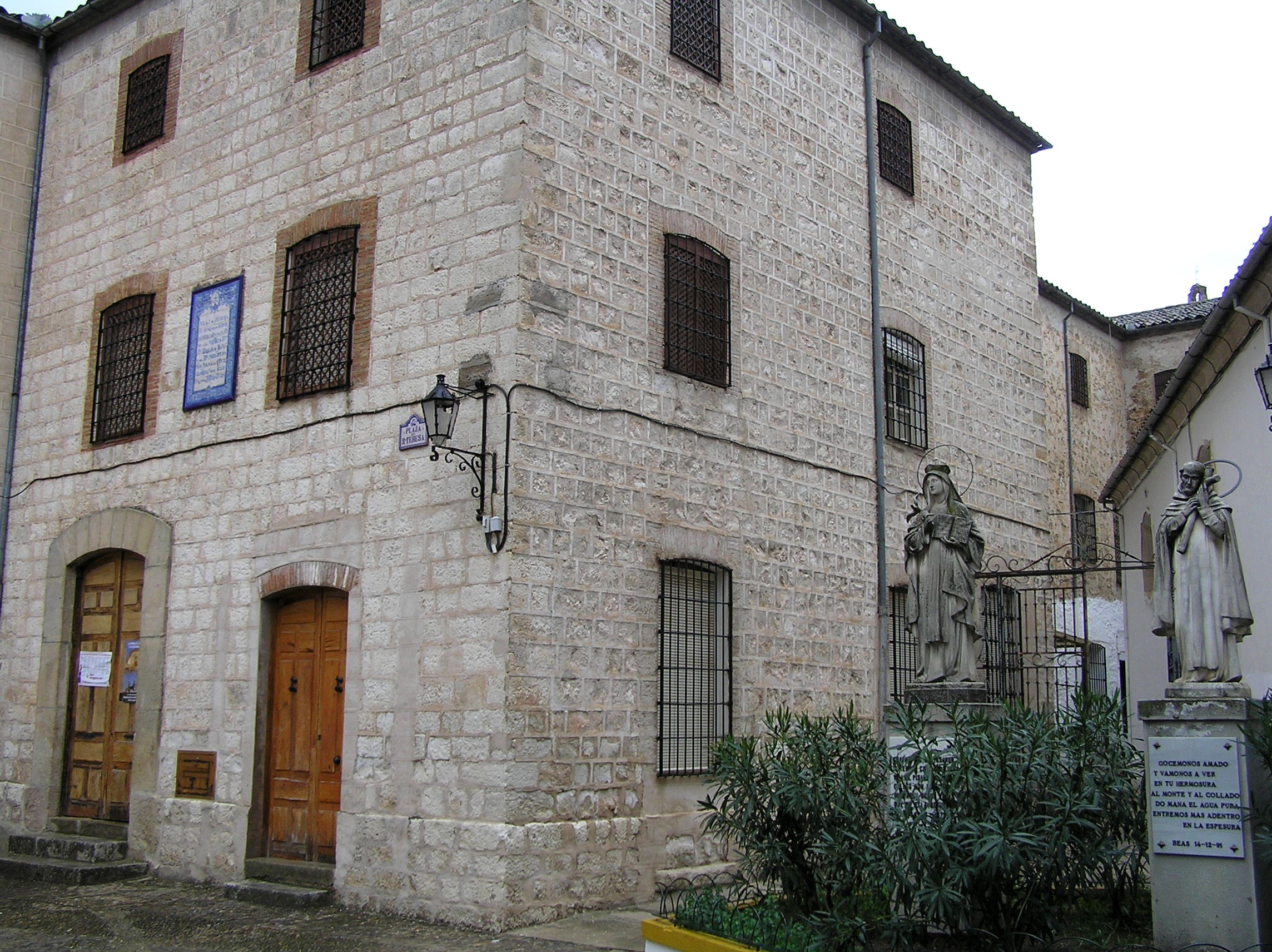
Convento de las Carmelitas Descalzas
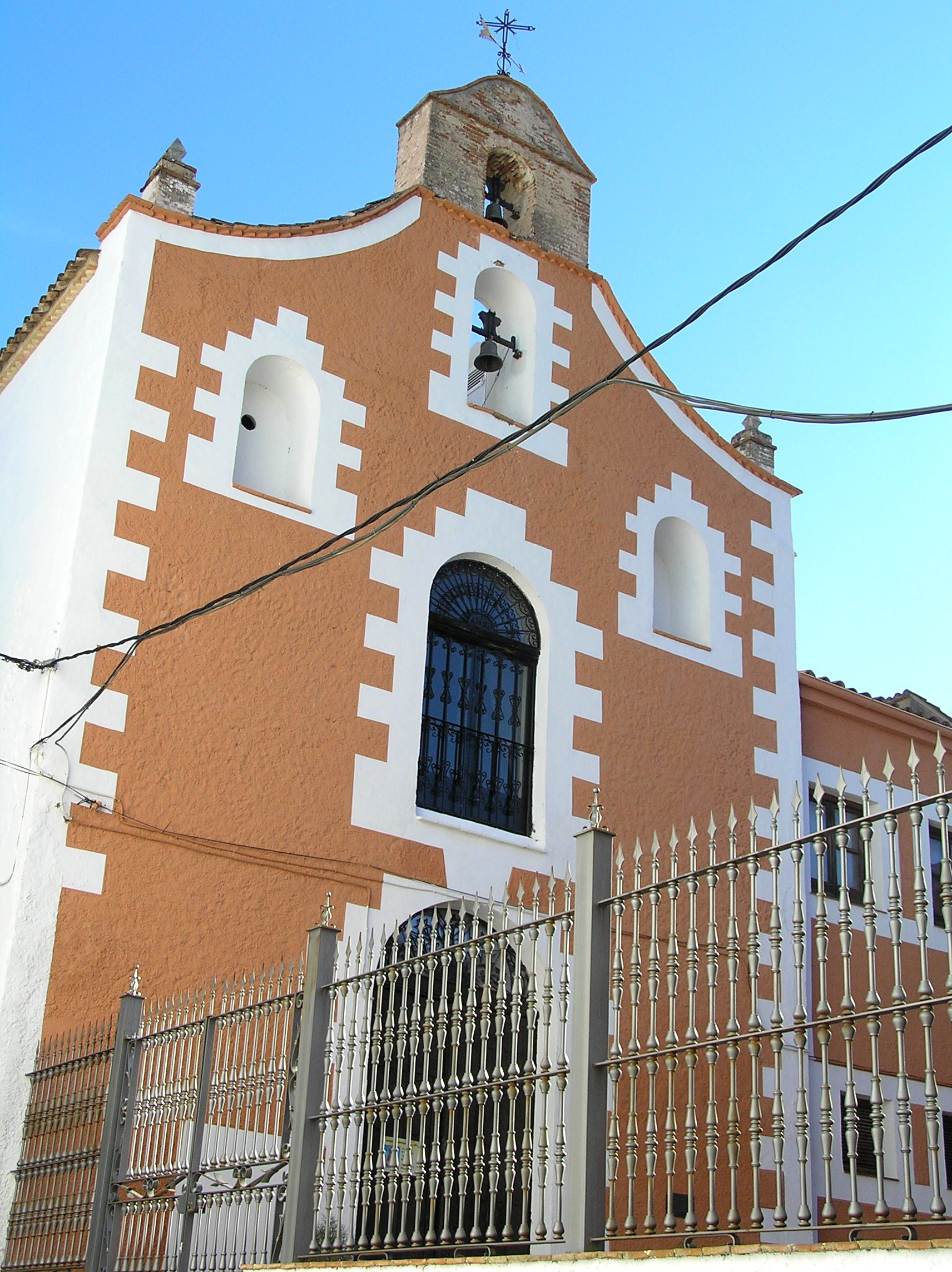
Ermita de La Villa
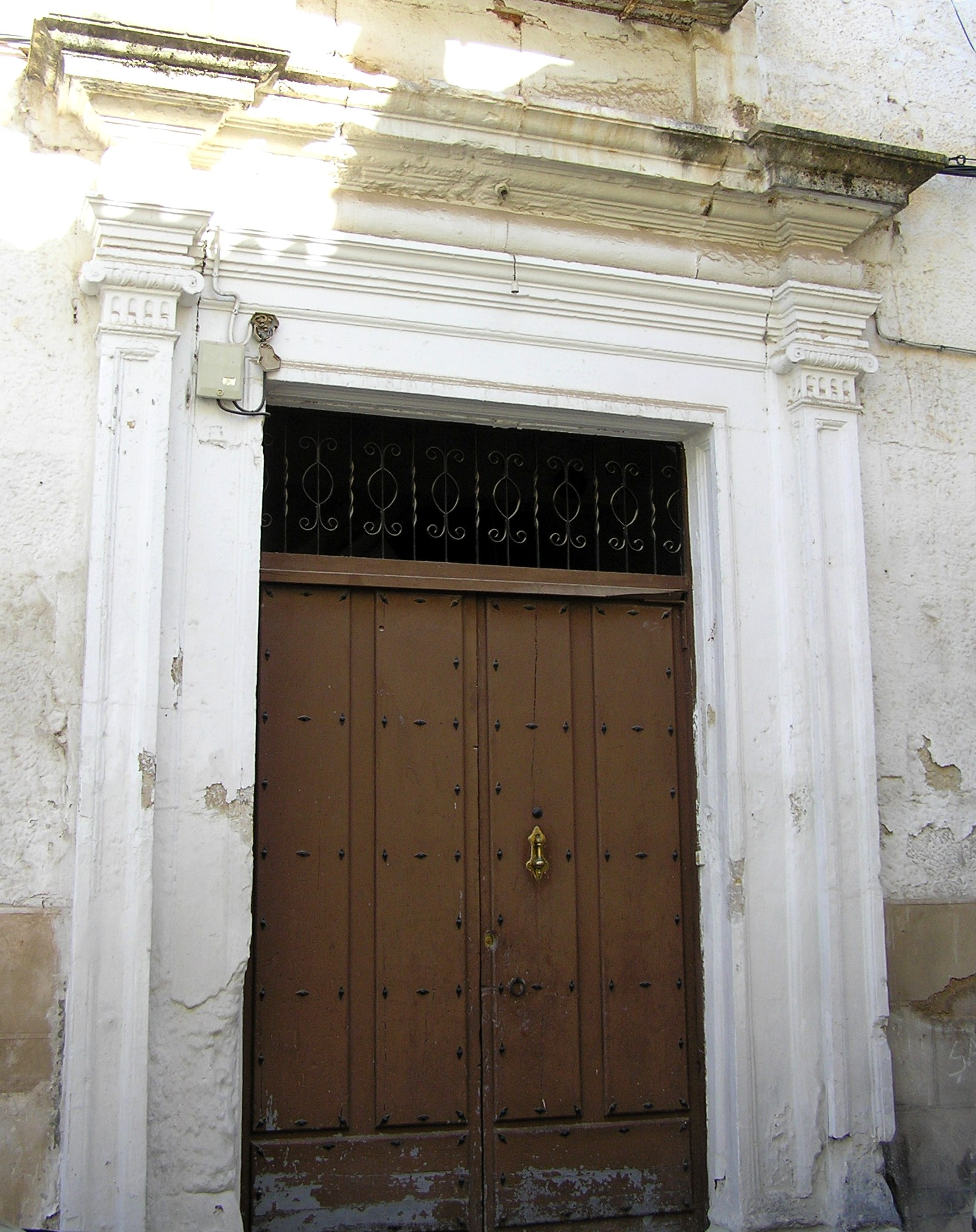
Puerta del antiguo Convento de las Clarisas

Además existe distribuida por muchas calles de la localidad un simbolismo cristiano, representado con diversas manifestaciones.

#### Arquitectura civil
Puente Mocho

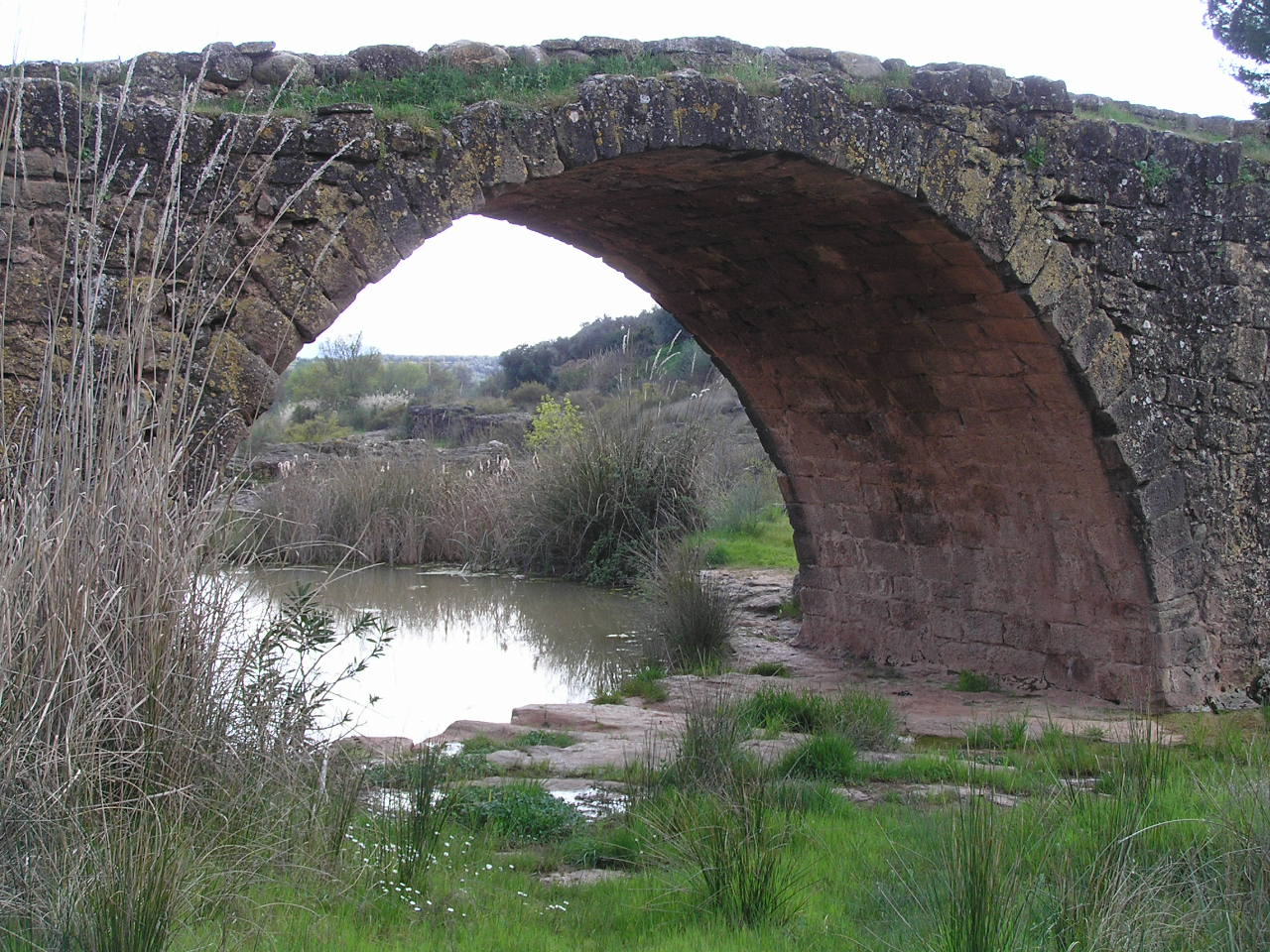
Puente Mocho, sobre el río Guadalimar

Se trata de un gran puente (de cien metros de longitud) con seis arcos de medio punto realizado con cantería de sillares alternando con mampostería de piedra caliza como paramento externo. La caja está rellena de hormigón de cal y piedras, los sillares, más resistentes, han sido empleados en la construcción de los arcos y las boquillas, mientras que la mampostería, más débil, se emplea en las paredes laterales que conforman los tímpanos. Para su construcción se han aprovechado los recursos naturales que ofrece el cauce del río, las formaciones rocosas que afloran han sido utilizadas en algunos casos como cimientos y el hecho de que salve un cauce principal y otro secundario, con un islote de piedra en medio, le confiere a este puente un aspecto heterogéneo. La sensación visual que da, es la de ser dos puentes distintos unidos por una pasarela en la zona no inundable, es más, no sigue un eje lineal sino que tiene una inflexión en la zona central.
Documentalmente no se tiene constancia de que pase ninguna vía principal por el Puente Mocho. Pero sí de una vía secundaria llamada Camino de los Cartagineses que venía aproximadamente de la sierra de Segura, pasando por Camporredondo y el Campillo, y juntándose casi en Santisteban con la vereda real. Se utilizaba y se sigue usando como paso para la trashumancia.
Casa de la Audiencia
Del siglo XVII, el edificio acogía la Casa de la Audiencia y el Pósito del Concejo. Se conserva la fachada a base de sillares. Portada con columnas estriadas y una cornisa superior sobre el que hay un vano adornado. En el dintel tiene un escudo en piedra con la leyenta «EL ILUSTRE AIUNTAMIENTO D LA VILLA D BEAS». El edificio ha tenido varios usos.
Casa del Conde de las Infantas o Casa de los Arcos
Sobre el edificio de la Casa de la Audiencia asoma un mirador hecho con cerámica vidriada verde, que pertenece a la Casa de los Arcos, la cual perteneció al conde de las Infantas. En su fachada tiene un blasón con las armas del linaje que la construyó: Godínez, Sandoval y Bedoya.

### Actividades culturales
Las actividades culturales que se desarrollan en la ciudad son promovidas y organizadas en gran parte por las diferentes y variadas asociaciones culturales existentes. Muchas de estas actividades reciben subvenciones de la Delegación de Cultura del ayuntamiento, Diputación Provincial, Junta de Andalucía y de empresas públicas o privadas. Desde el ayuntamiento se ponen a disposición de las asociaciones los equipamientos y recursos técnicos que tiene para que se puedan llevar a cabo las actividades propuestas, entre las actividades programadas destacan las siguientes:
- Certamen literario Carmen de Michelena[106]
- Biosegura[107]
- Ciclos Culturales Taurinos de San Marcos (Ayuntamiento junto a Hermandad de San Marcos)[108]
- Festival de Teatro[109]
- Festival Sierra Rock[110]
- Jornadas de literatura Mística
- Acto poético cultural homenaje a Juan José Cuadros Pérez[111]

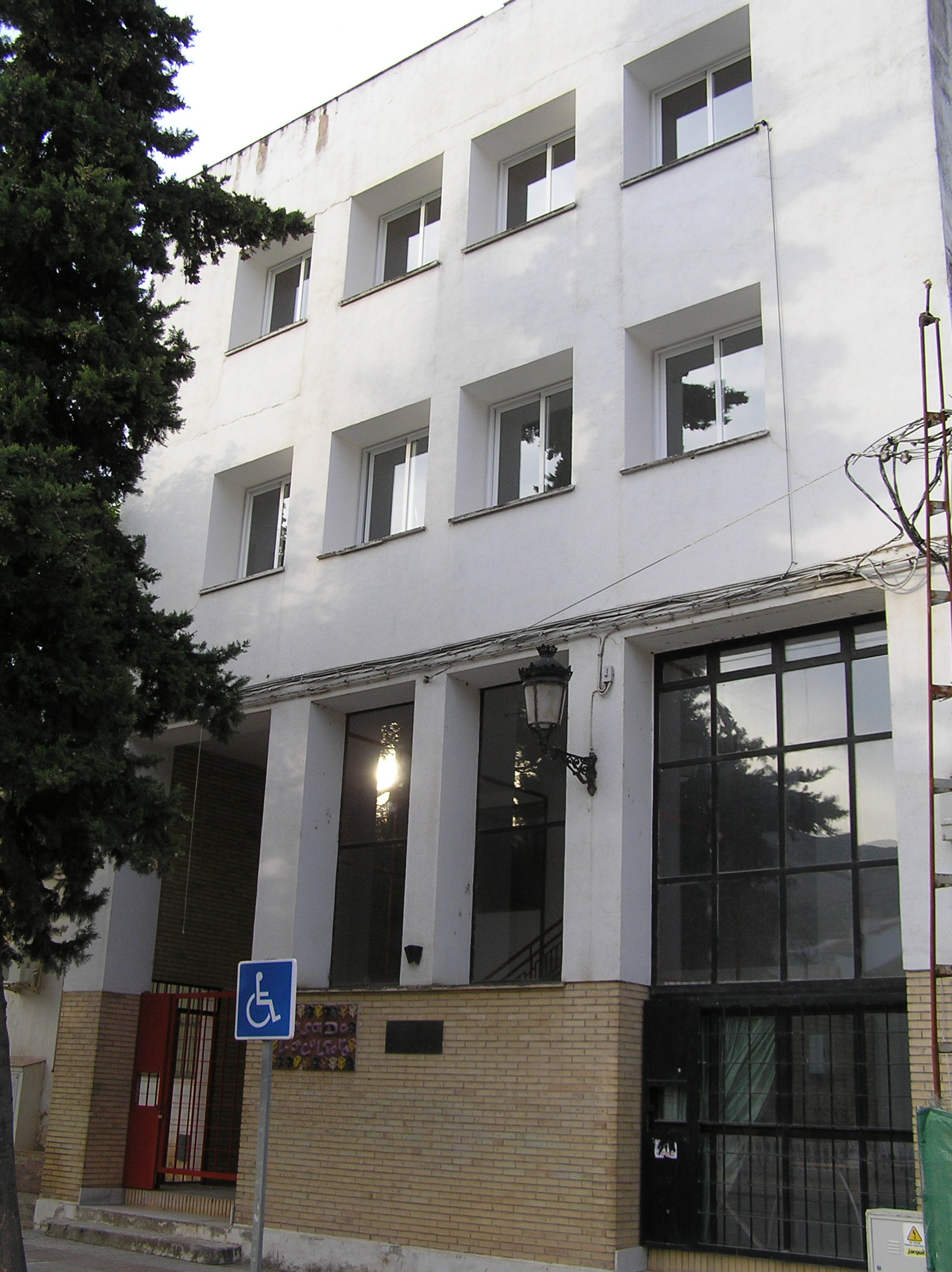
Casa de la Cultura y biblioteca
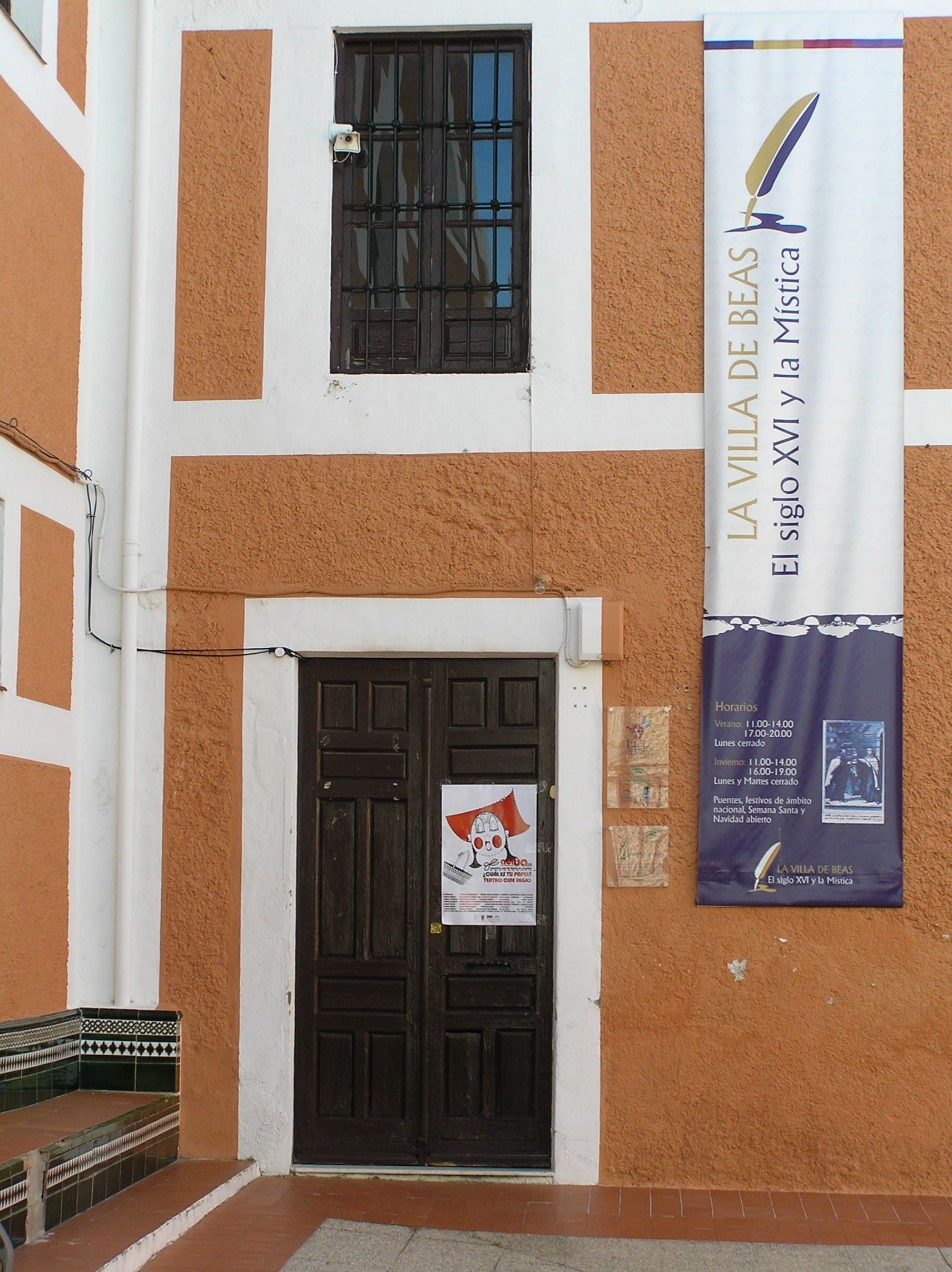
Exposición permanente. V elemento en La Villa
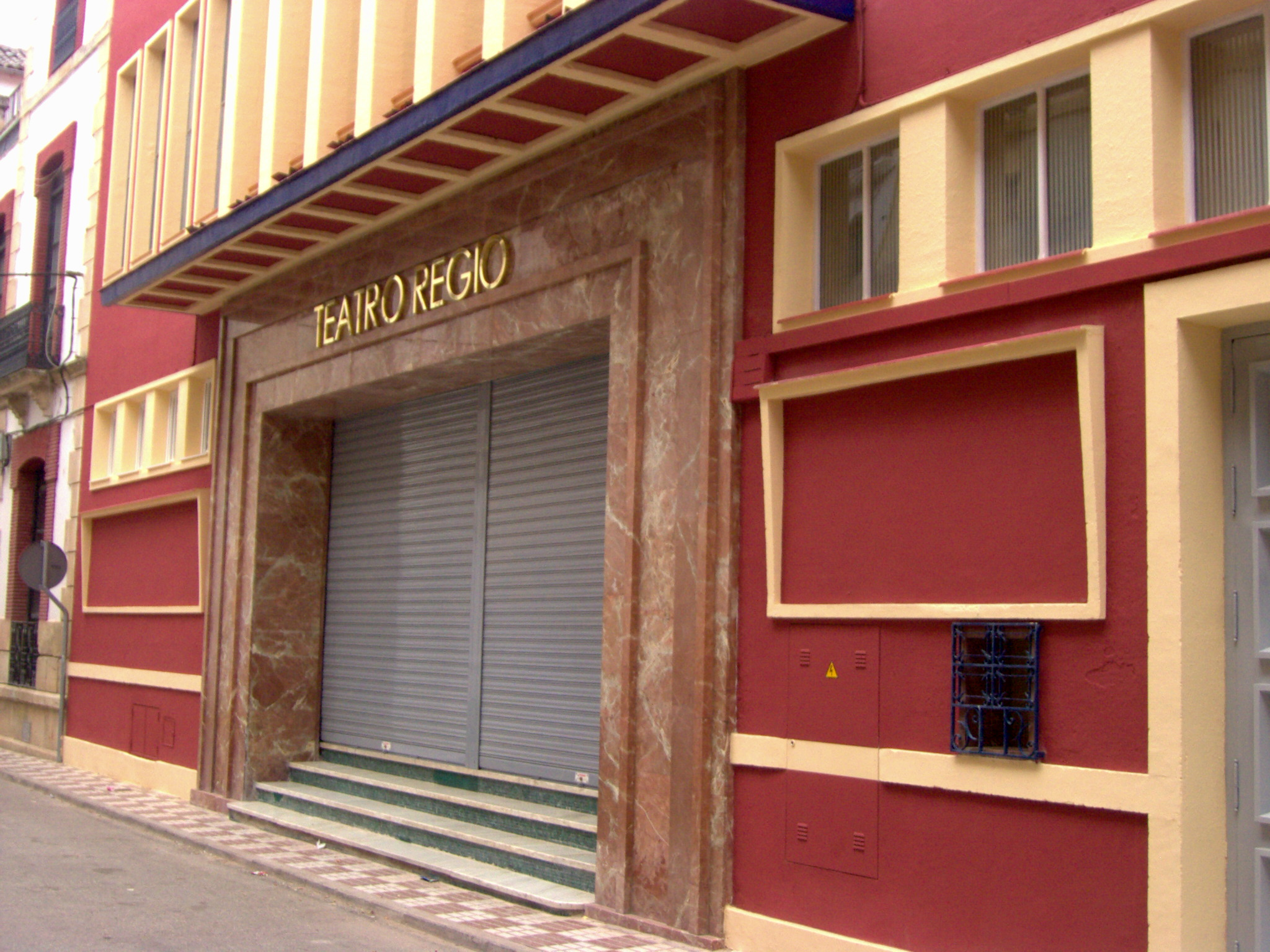
Fachada del Teatro Cine Regio
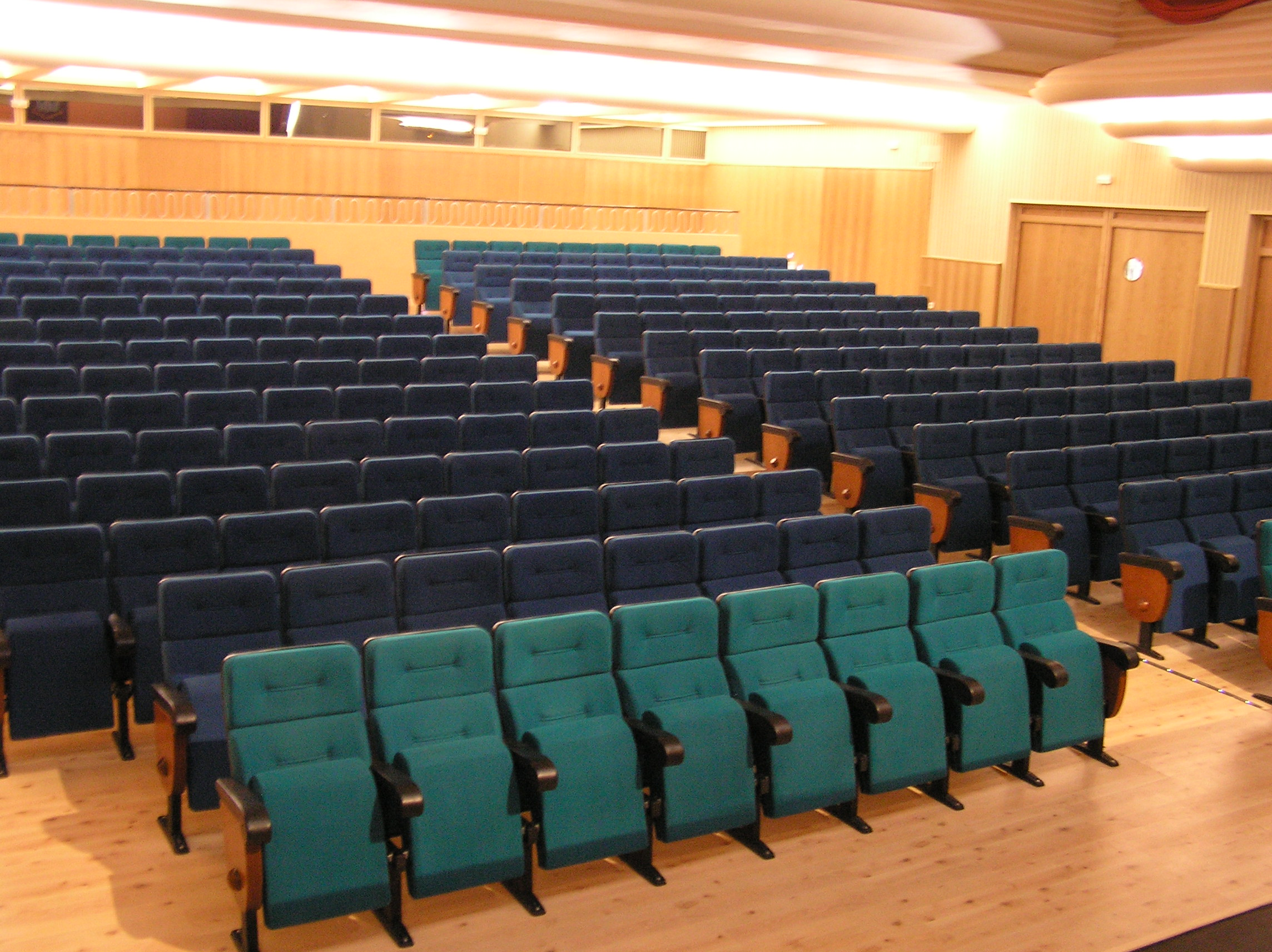
Patio de butacas del Teatro Cine Regio

Centros culturales
- Casa de la Cultura (biblioteca municipal)
- Museo de la Villa Vieja
- Teatro Cine Regio

### Asociaciones culturales
En Beas de Segura existen numerosas asociaciones culturales, tanto a nivel local como comarcal, que representan variados campos: folklóricas, vecinales, deportivas, taurinas, entre otras.

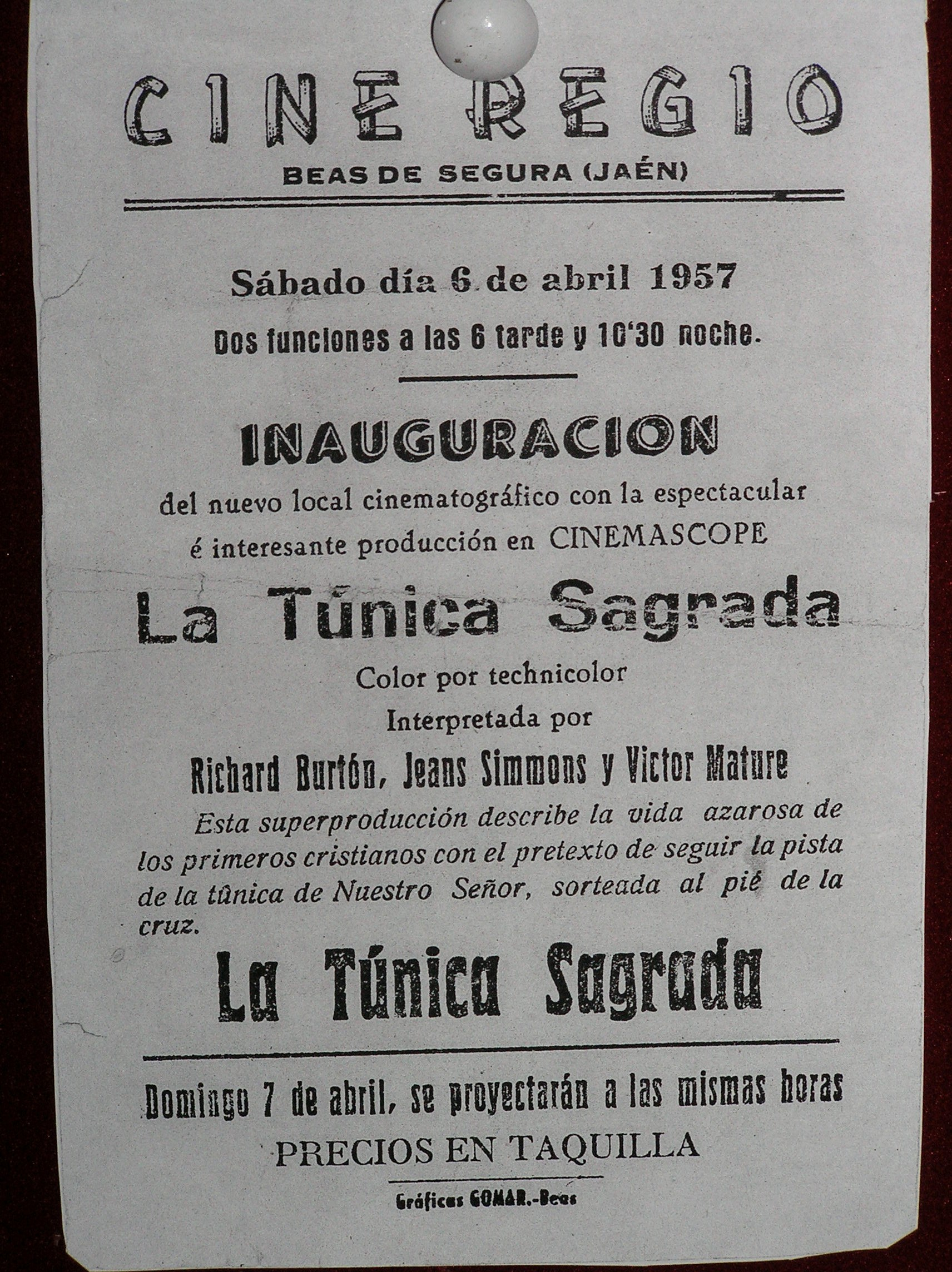
Cartel anunciando la inauguración del Cine Regio

### Cine y teatro
El edificio de San Fernando, antes de ser colegio, se utilizaba como hospital y teatro. En los patios del antiguo claustro de las Clarisas se representaban algunas obras teatrales. Posteriormente se construyó el antiguo colegio, que a su vez fue demolido para hacer el actual colegio de educación infantil.
Tras la pérdida del teatro de San Fernando, se edificaron dos cines por un particular. Uno de ellos era el de verano y estaba situado aledaño al mercado de abastos, mientras que el otro, en la calle de la Feria, además de como cine servía también para realizar obras de teatro. El de verano fue demolido y vendido en solares y el de invierno alquilado, improvisándose en él una discoteca que por los ruidos tuvo que ser cerrada. Años más tarde el cine lo adquirió el ayuntamiento, el cual lo restauró para su actual función: la realización de eventos culturales, representaciones de teatro y otros eventos diversos.

### Pintura

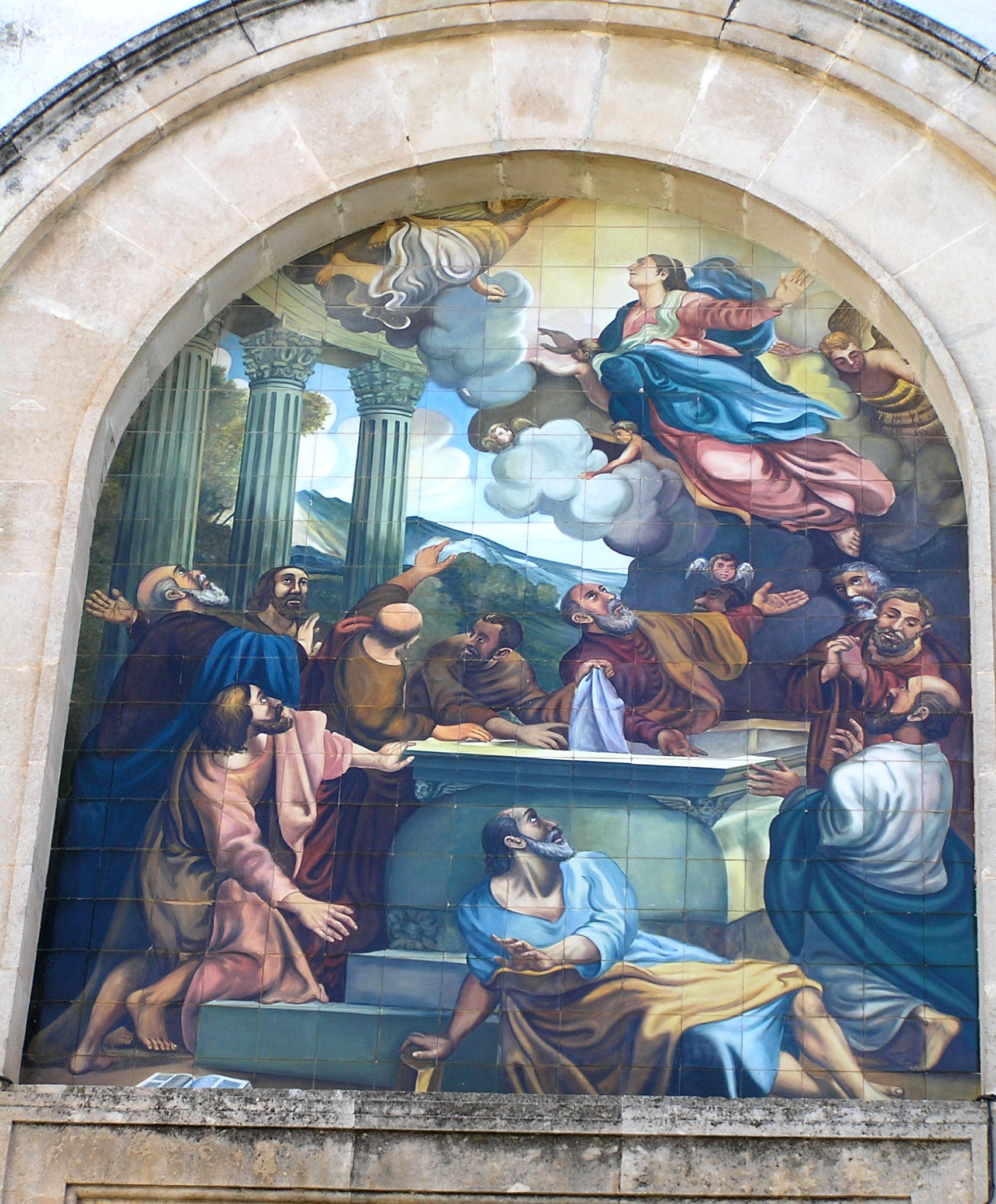
Mural sobre la puerta principal de la iglesia parroquial

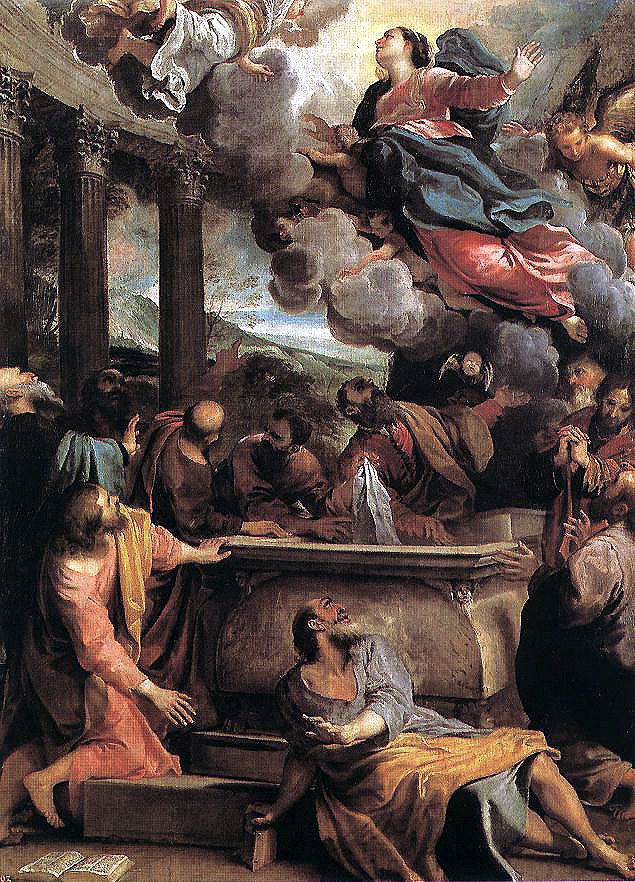
Obra de Carracci

Los primeros grabados que se hicieron de la villa datan de 1863, de la mano de J. F. Hye Hoys, natural de Gante (Flandes), en ellos representa los edificios eclesiásticos y emblemáticos de la localidad, así como la torre mudéjar de la iglesia de Nuestra Señora de Gracia, (desaparecida). En su periplo español, anduvo todos los lugares que habían tenido relación con Santa Teresa de Jesús, sacando más de 500 imágenes, todas con trazo lineal y muy representativas.
La relación de la Villa de 1575, dice que había una imagen de Nuestra Señora de la Encarnación, pintada en la pared del claustro de convento franciscano de Beas. Ya a principios del siglo XX, se habla de un tríptico, con la imagen en el centro de la Virgen, Nuestra Señora, llevando en brazos al Niño Jesús, a la derecha un Arzobispo, -San Anselmo de Canterbury- y a la izquierda, San Juan Evangelista, obra datada del siglo XVI.
También Francisco Palma Burgos, dejó en Beas su arte en la pintura, con tres tablas que corresponden a San José con el niño, Santa Teresa de Jesús y San Juan de la Cruz, firmadas en 1958, y dedicadas a Lorenzo Estero López, párroco que fue de Beas de Segura y artífice de la restauración de la actual iglesia parroquial de Nuestra Señora de la Asunción. Sobre la puerta principal de entrada a la iglesia, hay una cerámica con temas piadosos, que representa a la Asunción de Carracci, de la Unión Cerámica de Valencia, tiene 300 azulejos y miden 3,94 m de alto por 3,17 m de ancho. Ya en el interior, en el Altar mayor, hay un gran mural, que recoge tres temas principales: en el centro la Coronación de la Virgen, en la parte izquierda la Ascensión de Jesús y a la derecha la Visitación, obra de Jesús Villar, al igual que la del camarín de la iglesia de la villa.
Ya en pleno siglo XXI, hay que destacar la presencia de varios pintores reconocidos y naturales de Beas de Segura, cabe citar a Isabel Uceda, pintora que cultiva diferentes géneros relativos al marco pictórico provincial, en especial la acuarela. Otro es Julio Juste, tiene en su poder varios premios y distinciones y figura en muchas colecciones y museos tanto nacionales como internacionales. Pedro Ramírez Galarzo, Retama, también nacido en Beas de Segura, es un pintor realista que pasa a constructivista, que se nutre de varias técnicas, profundizando en los círculos, como marca personal, y ha realizado multitud de exposiciones dentro y fuera de España.

### Escultura
Una joven promesa en la imaginería es Antonio José Martínez Rodríguez, nació en Beas de Segura y se trasladó a Madrid, donde reside y tiene su propio taller, ha realizado infinidad de tallas, tanto para cofradías, como para belenes y otras, por toda la geografía española.
Hay cuatro monumentos, ubicados en diferentes lugares, obras del famoso escultor de Castellar, Constantino Unghetti.
- Fuente Monumental de Beas de Segura, en memoria de las inundaciones de 1955, con tres figuras alegóricas esculpidas en piedra de la canteras del Mercadillo., (la mujer como una víctima presencial, el hombre encauzando las aguas y la fuerza de la naturaleza encadenada). Estas tres figuras están en el paseo, bajo una arcada. Las dimensiones son de 2,30 m de altura. Inaugurada en 1962.[122]

- Monumento a Los toritos de San Marcos. Situado en el parque municipal de Beas de Segura. Sobre una columna antigua con capitel, un grupo de cabezas de toros en tropel, entre la polvareda embisten contra los toreadores envueltos en una nube de polvo. Material bronce, fundido en los talleres antes nombrados. Las dimensiones de la obra es de unos 70 cm. Fecha de realización 3 de mayo de 1977. Esos toritos fueron cambiados por un toro a tamaño natural que hay ahora, estos se depositaron en el matadero municipal y fueron robados, actualmente hay una réplica de ellos sobre una columna un poco más abajo, donde se cascan a los toros para San Marcos.
- Monumento al Trabajo. Instalado en la plaza del Ayuntamiento de Beas de Segura (Jaén). Se trata de una composición simbólica de la Industria, la agricultura y el estudio. Realizado en hierro y de una altura aproximada de 1,50 m.
- Escudo de la localidad de Beas de Segura. Ubicado en el parque junto a una fuente. Tallado en piedra de las canteras del Mercadillo. En bajo relieve. De dimensiones aproximadas de 80 cm por 50 cm.[123]

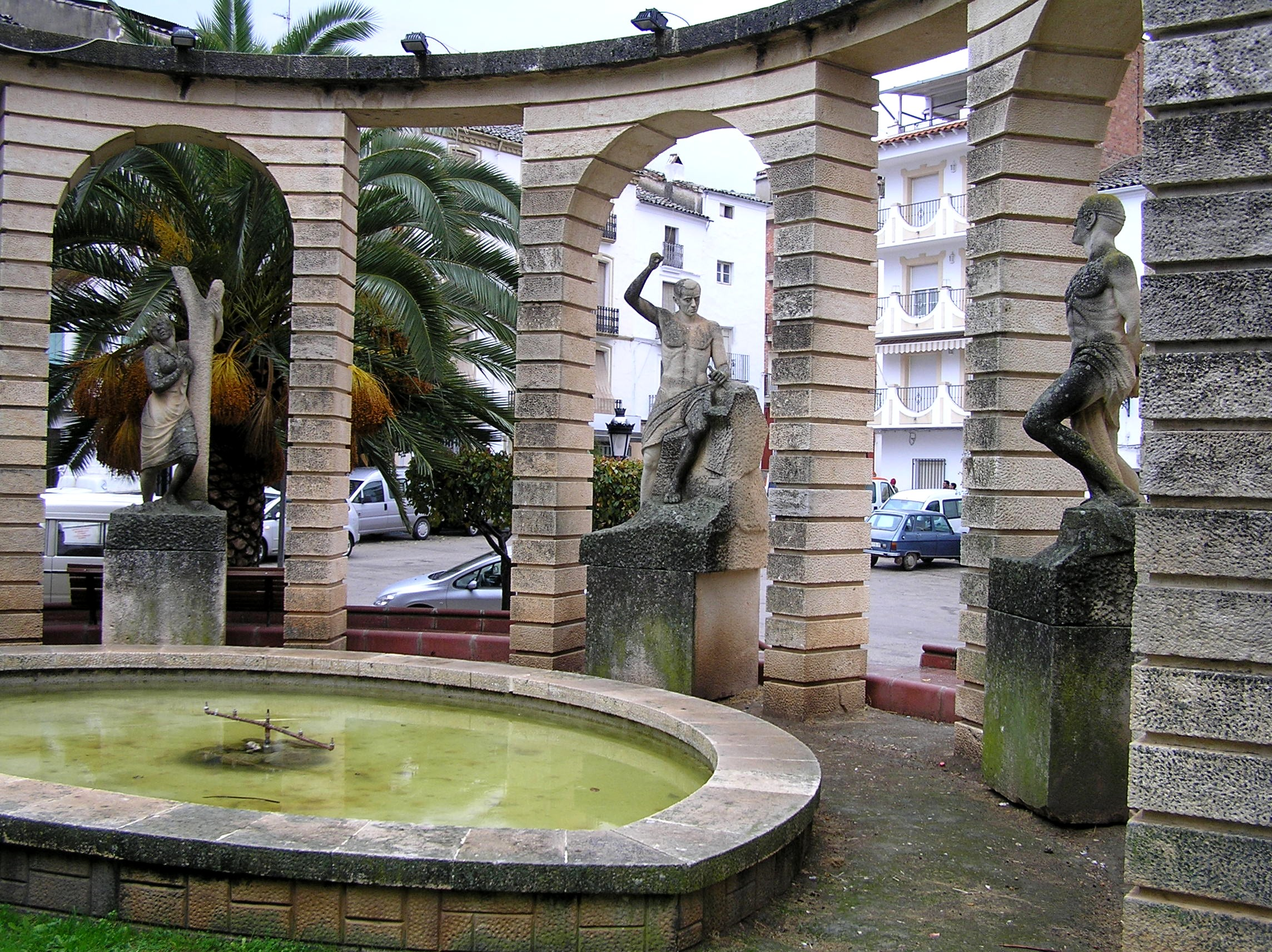
Estatuas, con la fuente monumental
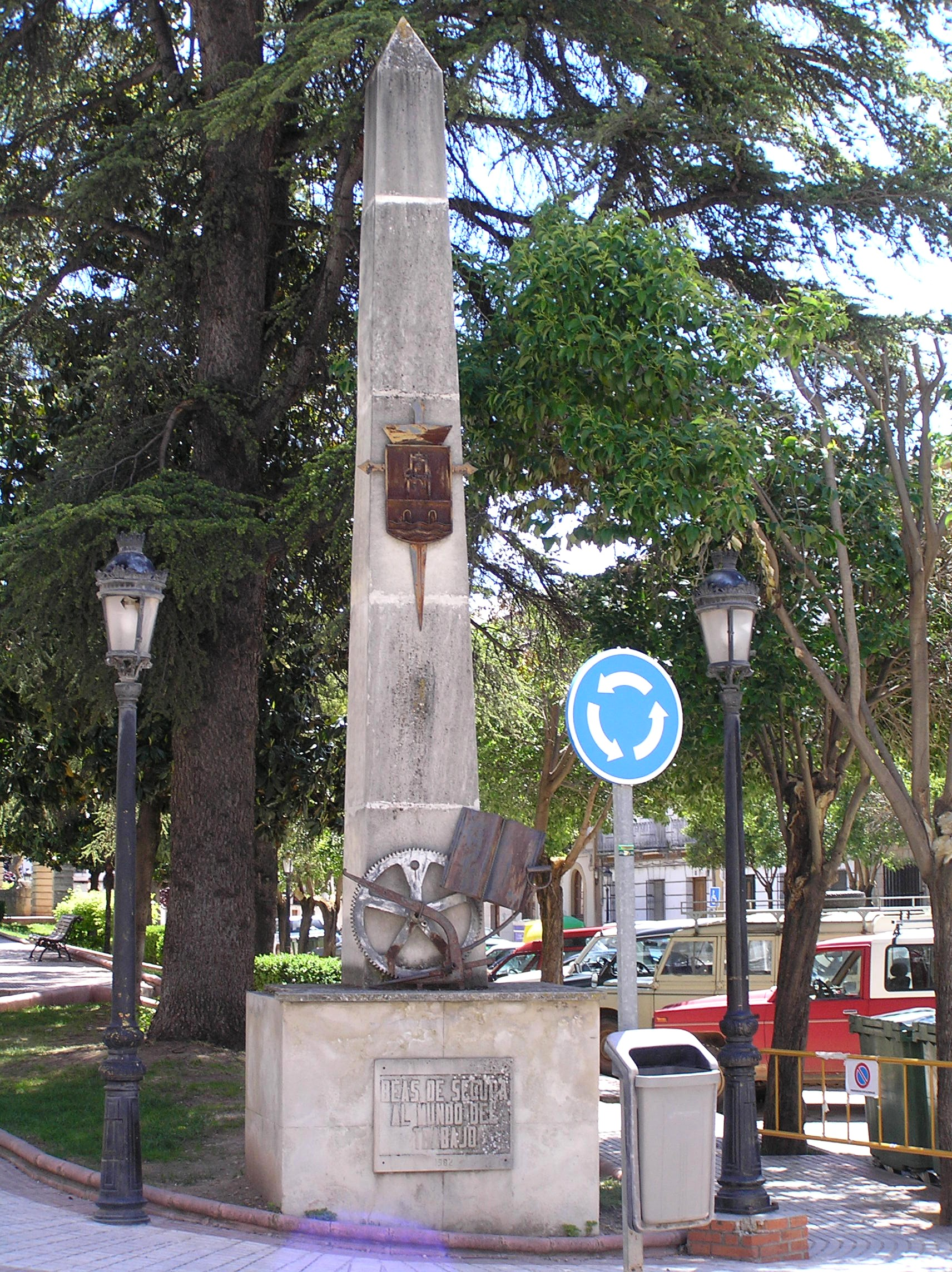
Monumento al trabajo, simboliza la industria, la agricultura y el estudio
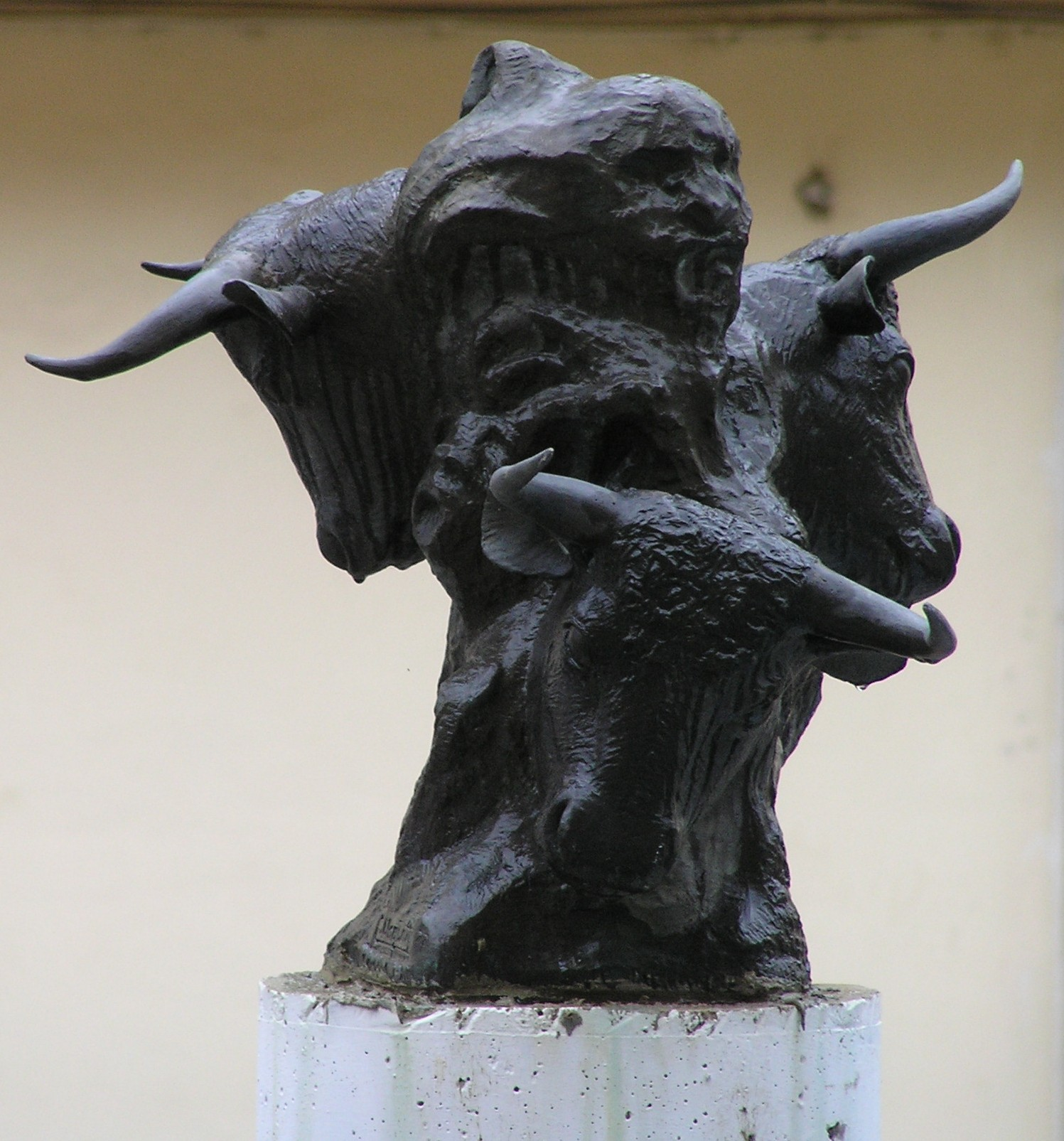
Monumento a los toritos de San Marcos

### Literatura

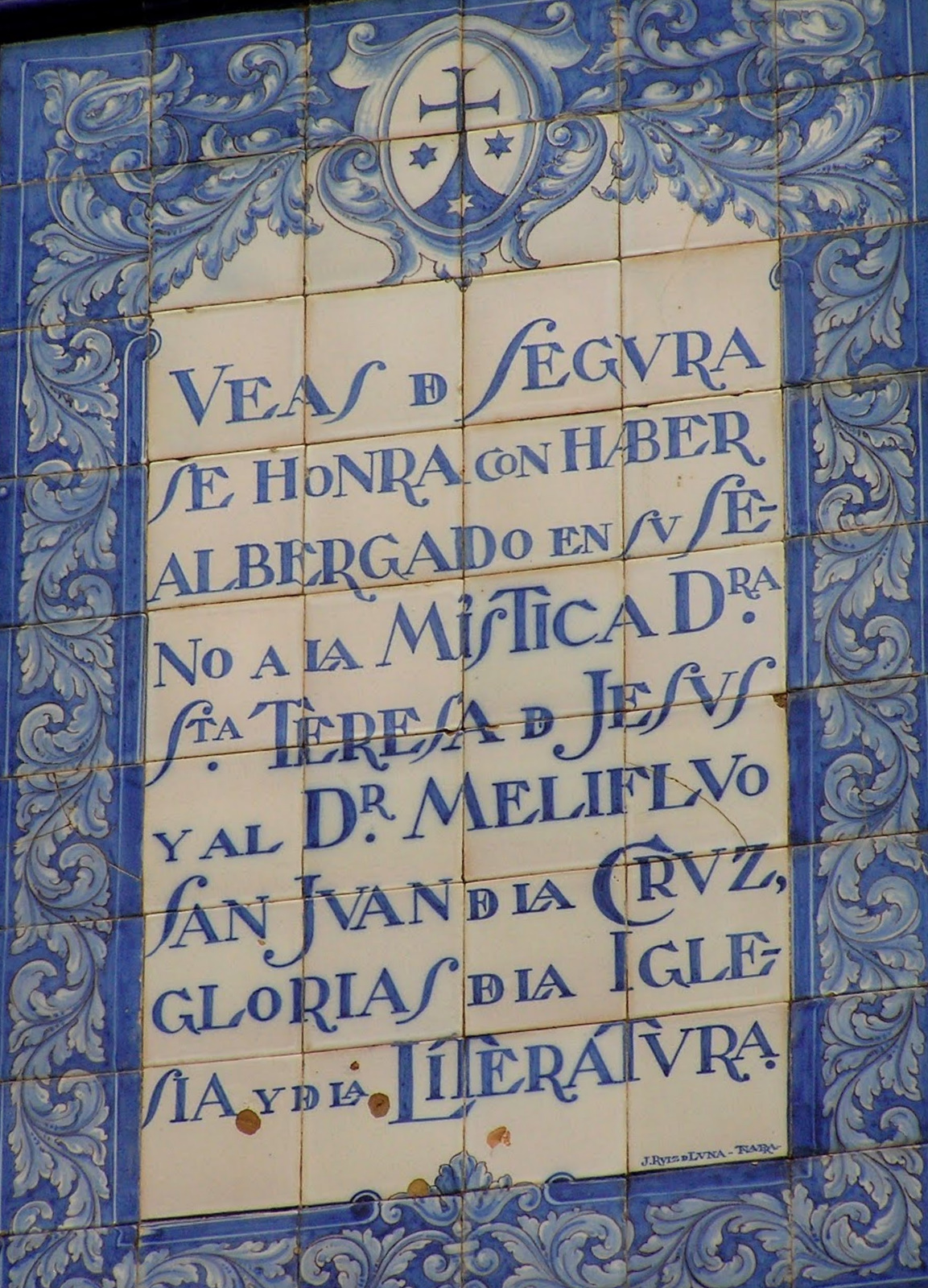
Placa del Convento de las Carmelitas

Por Beas de Segura han pasado grandes plumas de la literatura española, como Santa Teresa de Jesús, San Juan de la Cruz o Francisco de Quevedo. Ana de Jesús, discípula de Santa Teresa, estuvo en Beas de priora algunos años, también tiene algunas obras escritas, pero su papel fundamental, fue que estando en Beas San Juan de la Cruz, depositó en ella parte de su obra, que la custodió durante años, al igual que lo hizo Fray Luis de León, el mismo que corrigió y publicó las obras completas de Santa Teresa a petición de Ana de Jesús. Estando la santa en Beas, el libro de su vida le fue requisado por la Santa Inquisición. Otros poetas como Jorge Manrique, su madre, Mencía de Figueroa, nació en Beas de Segura. En el caso de Lope de Vega, cita a Beas -Zea- en una de sus comedias de Santa Teresa. Gonzalo Correas, humanista del siglo XVII, en sus andanzas por Jaén también cita Beas y la elogia por su hermosura. Ya en pleno siglo XX, la presencia del poeta Juan José Cuadros Pérez, tierra natal de su padre, donde pasó en Beas parte de su infancia y juventud, sirviéndole esos recuerdos y añoranzas vividas en Beas, para luego reflejarlas en su obra.

### Música

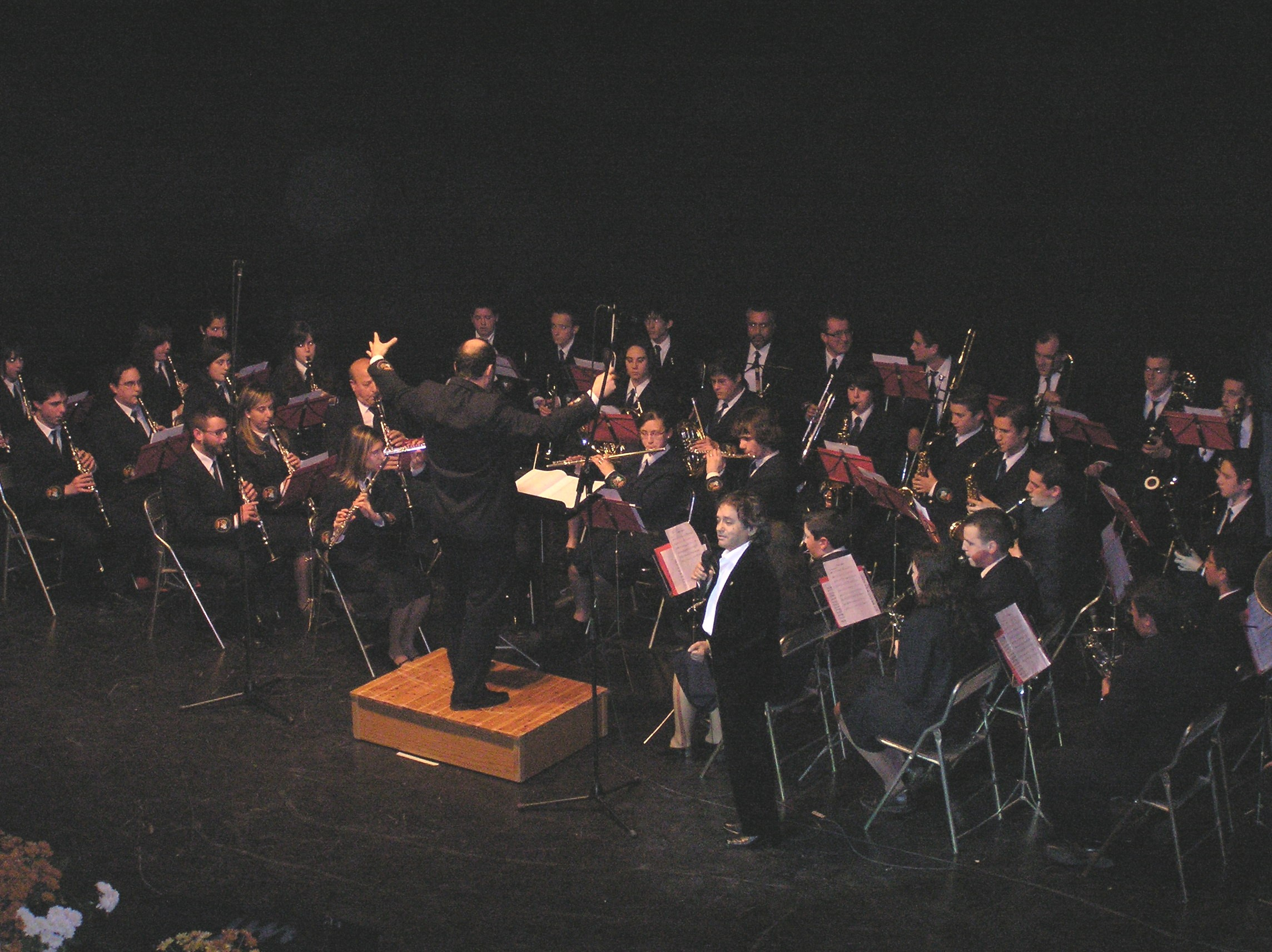
Banda de Música de Beas de Segura en el cine, junto a ella está Joselito

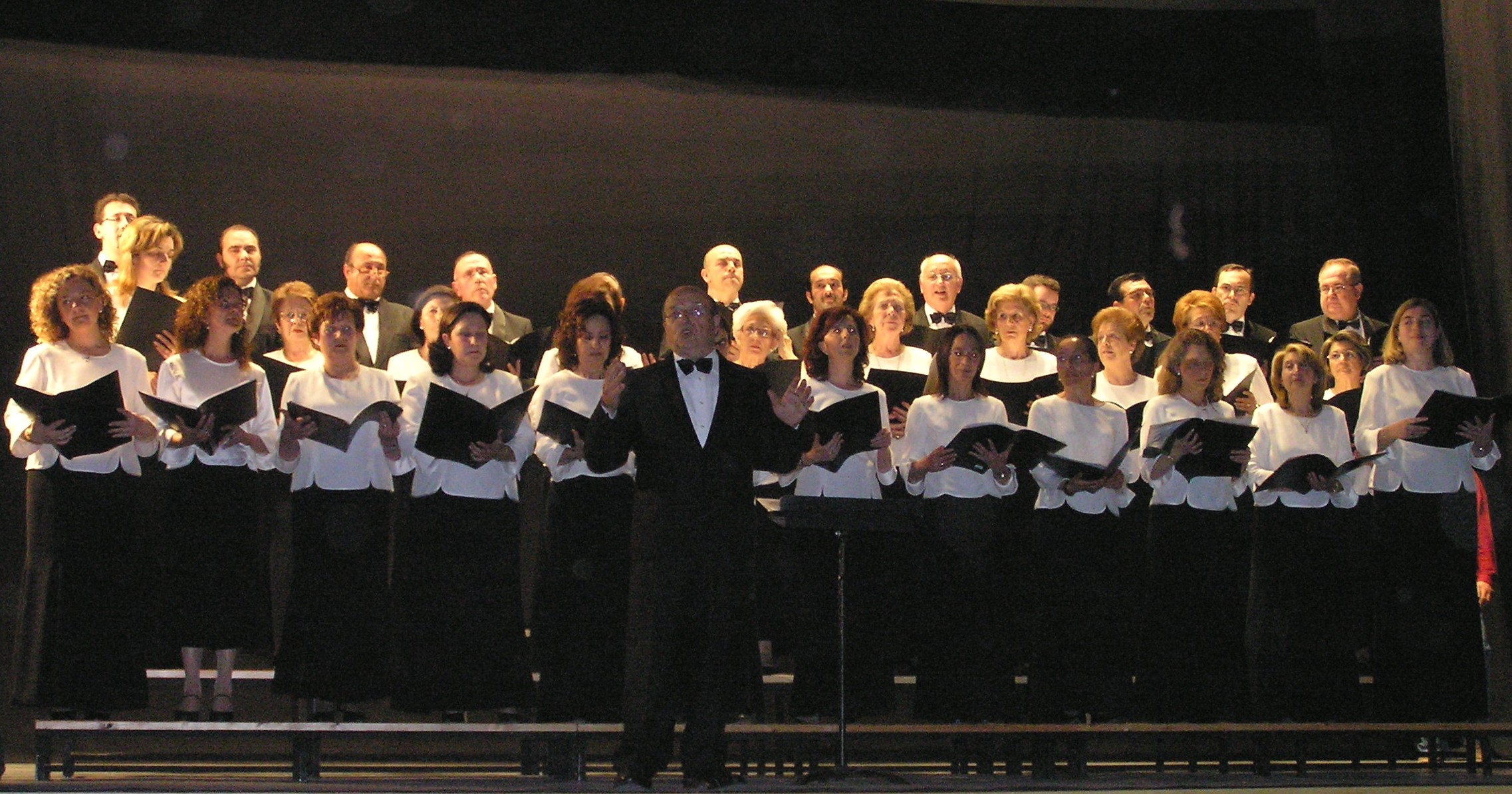
Coral de Beas de Segura

La Banda de Música se remonta a finales del siglo XIX, comenzando el nuevo siglo con dos bandas y llegando a fusionarse ambas en el primer tercio del siglo XX. En 1935, el maestro Mateo Marín Jiménez se convirtió en el director de la llamada Unión Musical de Beas de Segura; a partir de ahí empezó a tener gran auge, alcanzando en las siguientes décadas el reconocimiento en la comarca. En la década de 1960, el maestro dejó la banda, cayendo esta en declive, hasta que volvió a coger la batuta en 1978, formando y dirigiendo a muchos jóvenes para la que sería la nueva banda.
En 1983, se creó la actual Asociación Cultural Musical Santa Cecilia, dirigida por Francisco Moreno con la colaboración de Pepe Cantero, quienes durante dos años desarrollaron la labor de educar nuevos alumnos, contando con una fructífera escuela juvenil (llegando a superar los 200 componentes), en la que empezó como educando Argimiro Ojeda, convirtiéndose en una de las bandas más numerosas de la provincia. Hasta 1985 Francisco Moreno se encargó de dirigir los conciertos y los pasacalles ofrecidos por la banda, participando en festivales y fiestas populares de varias ciudades. En 1985, la batuta recayó en Argimiro Ojeda Jiménez, actual director; con él al frente, la banda adquiere mayor popularidad.
Desde 1991, se viene celebrando en el verano el Festival de Bandas Villa de Beas, organizado por la Asociación. Con 19 ediciones desde su puesta en marcha, supone un impulso a la cultura musical local.
En septiembre de 2003 hizo su debut en Beas la coral Santa Cecilia, fundada por Antonio Herrera Rubio. Desde entonces ha tenido una importante evolución, participando en numerosos acontecimientos y actos culturales con una buena aceptación. Ya en 2007 el coro contaba con las voces polifónicas de 45 componentes de diferentes edades.

### Patrimonio inmaterial
Las fiestas en Beas de Segura están presentes casi todos los meses del año y algunas de ellas muy ligadas con la agricultura y la ganadería, con orígenes ancestrales, como ocurre en las Iluminarías, con las lumbres de San Antón, La Feria con la pérdida feria del ganado y Fiestas de San Marcos. Estas últimas están catalogadas como Fiestas de Interés Turístico Nacional de Andalucía, siendo la fiesta más importante que se celebra en la localidad, entre los días 22 al 25 de abril, y una fecha clave de encuentro para aquellos vecinos que viven fuera. Todas tienen un carácter religioso, además de las propias como la Fiesta en honor a la Virgen de la Paz, Patrona desde mediados del siglo XIX, que se celebra el día 25 de enero, La Fiesta de San Juan, recuperada del olvido hace unos años y la de reciente creación, La Romería de la Virgen de la Paz el día 1 de mayo, días después se celebran las cruces, y es tradición de subir flores durante todo el mes a la Cruz de los Trabajos.
En el caso de los Carnavales, su origen es dudoso; se sabe por letrillas sueltas que ya a finales del siglo XIX había diversas murgas y comparsas que salían por las calles.
Durante el verano, los fines de semana son motivo para organizar algunos conciertos, exposiciones o certámenes.

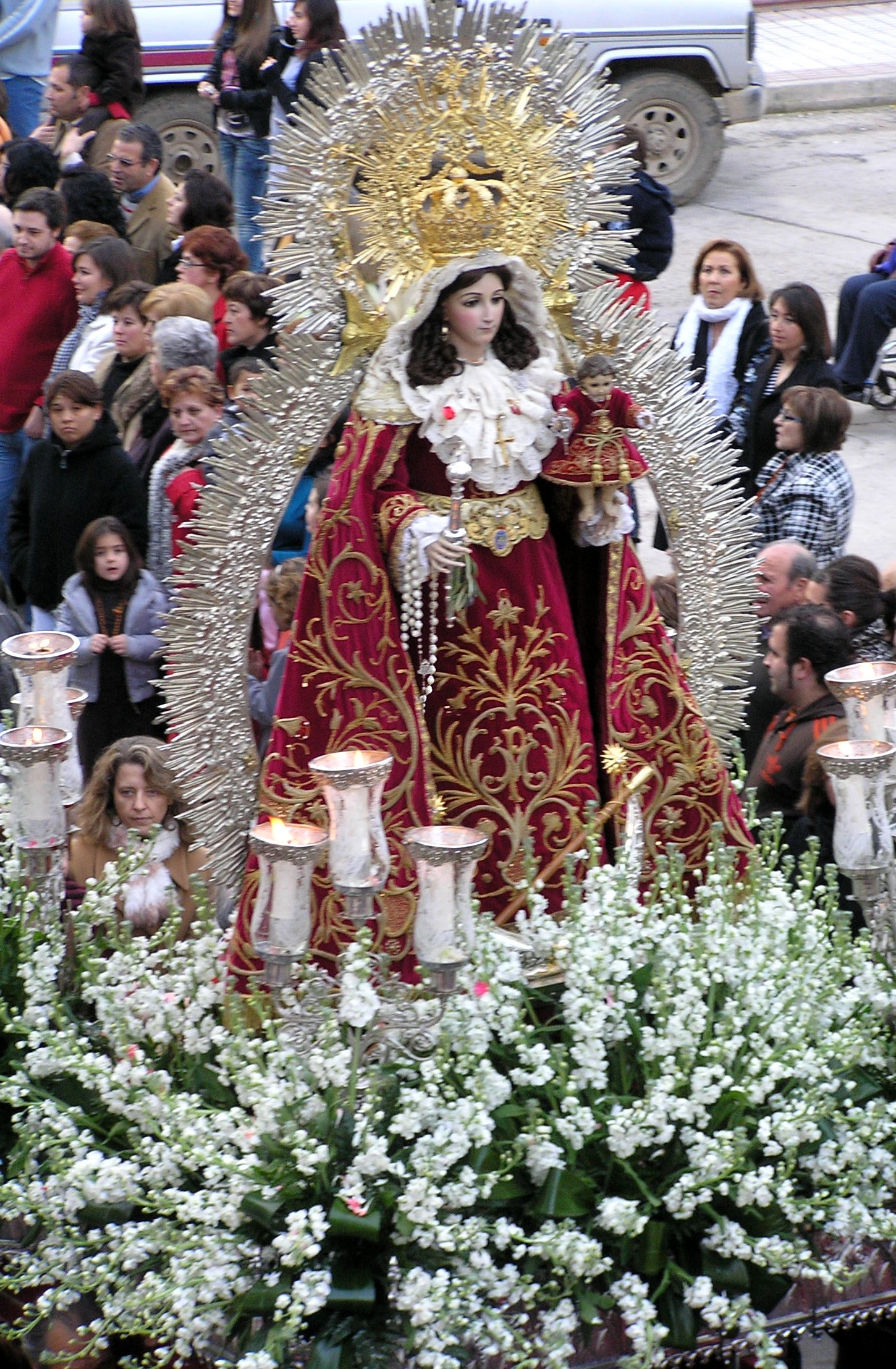
Procesión de la Virgen de la Paz (24 de enero)
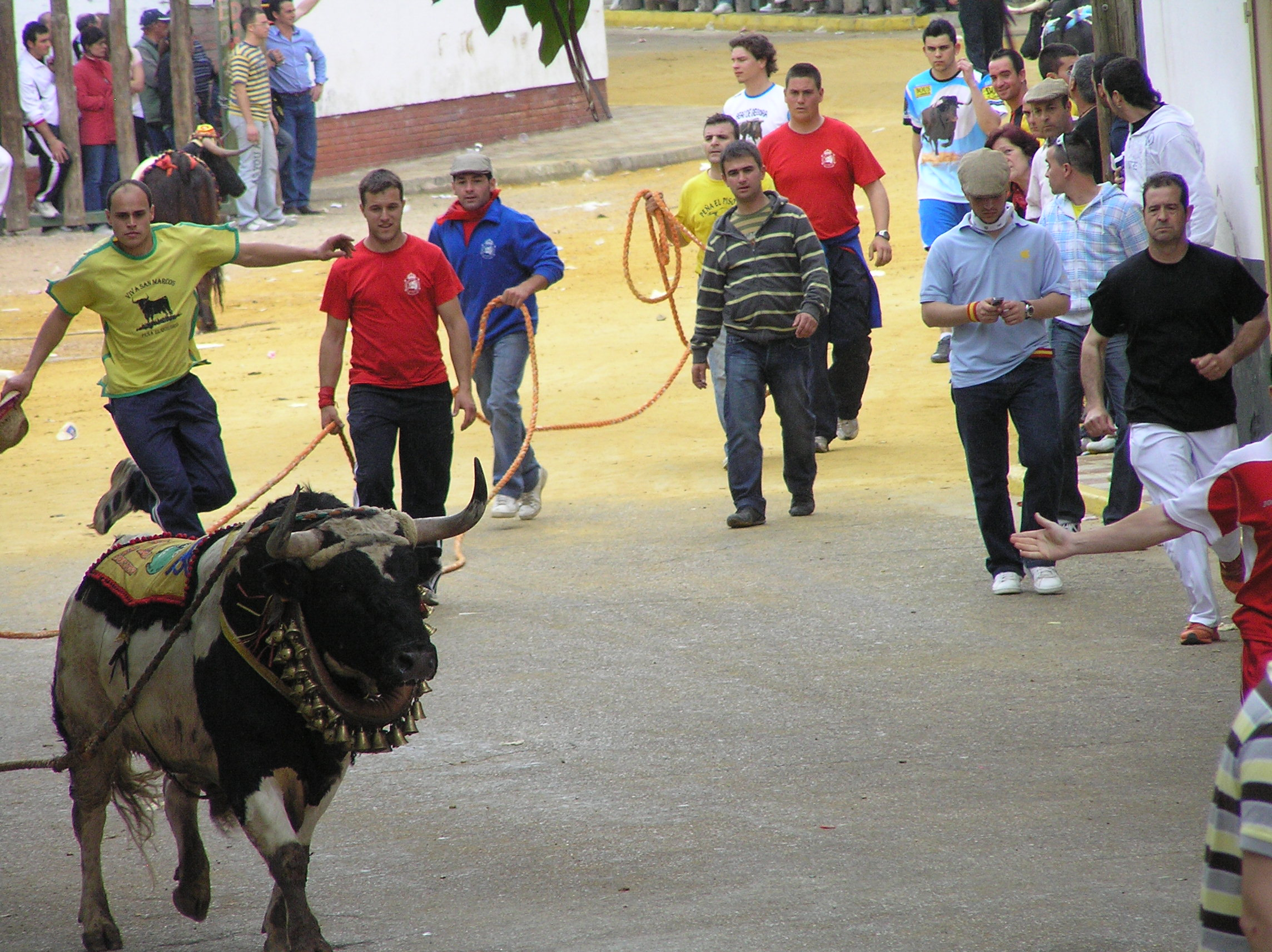
Toro "ensogao" en las Fiestas de San Marcos
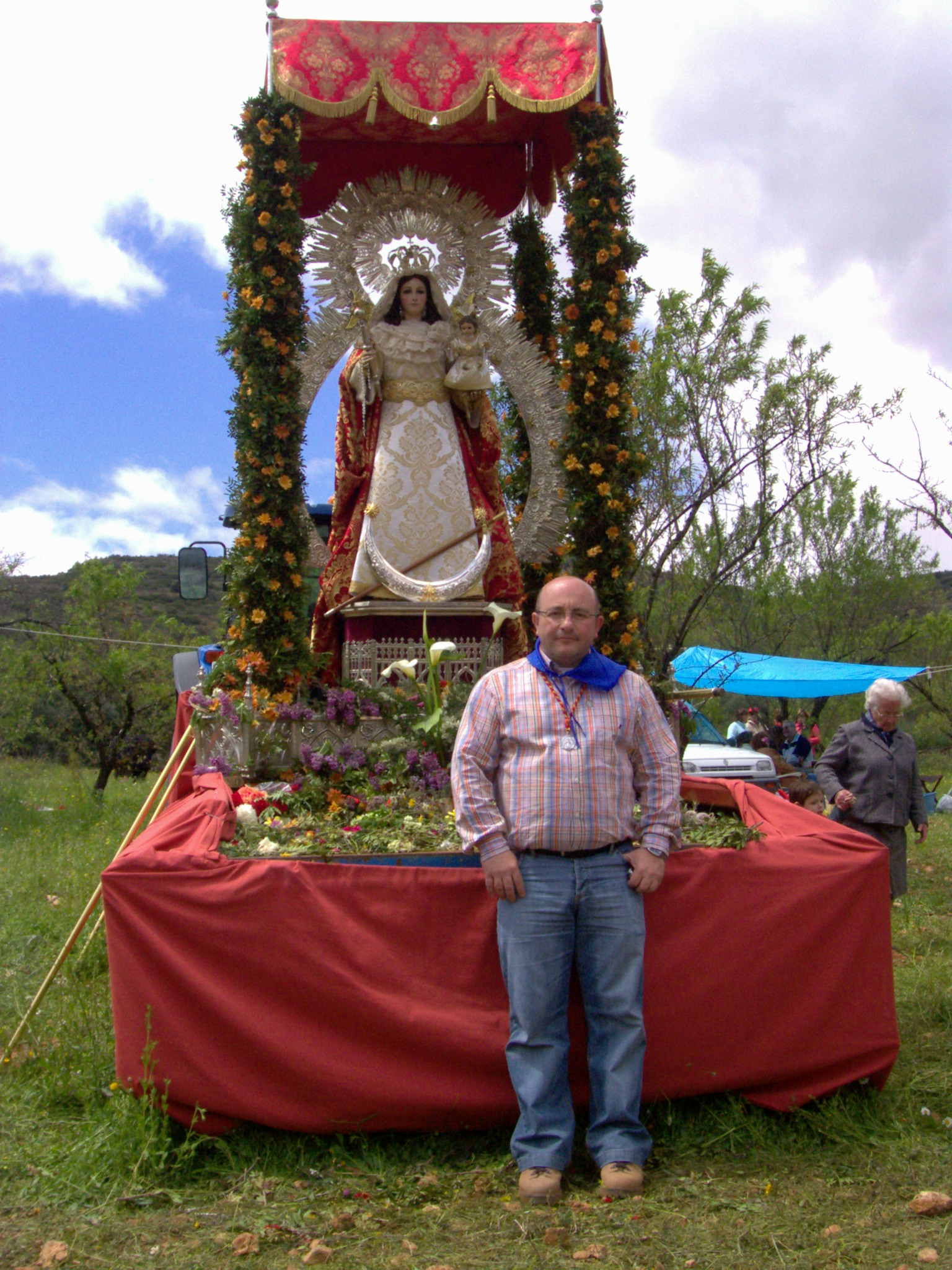
Romería de la Virgen de la Paz (1 de mayo)

#### Semana Santa
Es el acontecimiento religioso más importante que tiene lugar en Beas de Segura, donde se conmemora la Pasión, Muerte y Resurrección de Jesucristo. Se celebra desde el Domingo de Ramos hasta el Domingo de Resurrección, precedida de la Cuaresma, que da comienzo el Miércoles de Ceniza con la celebración de la Eucaristía y la liturgia de la imposición de la Ceniza. En los días de Cuaresma, las diferentes cofradías organizan asambleas, fiestas y Vía Crucis, destacando el vía crucis del Cristo de la Buena Muerte, el de Jesús Nazareno y el Septenario de Nuestra Señora de los Dolores. La víspera del Domingo de Pasión se da el pregón de Semana Santa.
En 1982, se crea en Beas la Agrupación de Hermandades y Cofradías, cuya principal finalidad es la programación de actos y la coordinación de cofradías. Posteriormente en 1992 se creó un emblema de la agrupación de cofradías de Beas de Segura, sello que hasta la fecha se utiliza oficialmente. Hay un total de catorce cofradías, de las cuales diez son procesionales y salen en Semana Santa y cuatro son asistenciales.

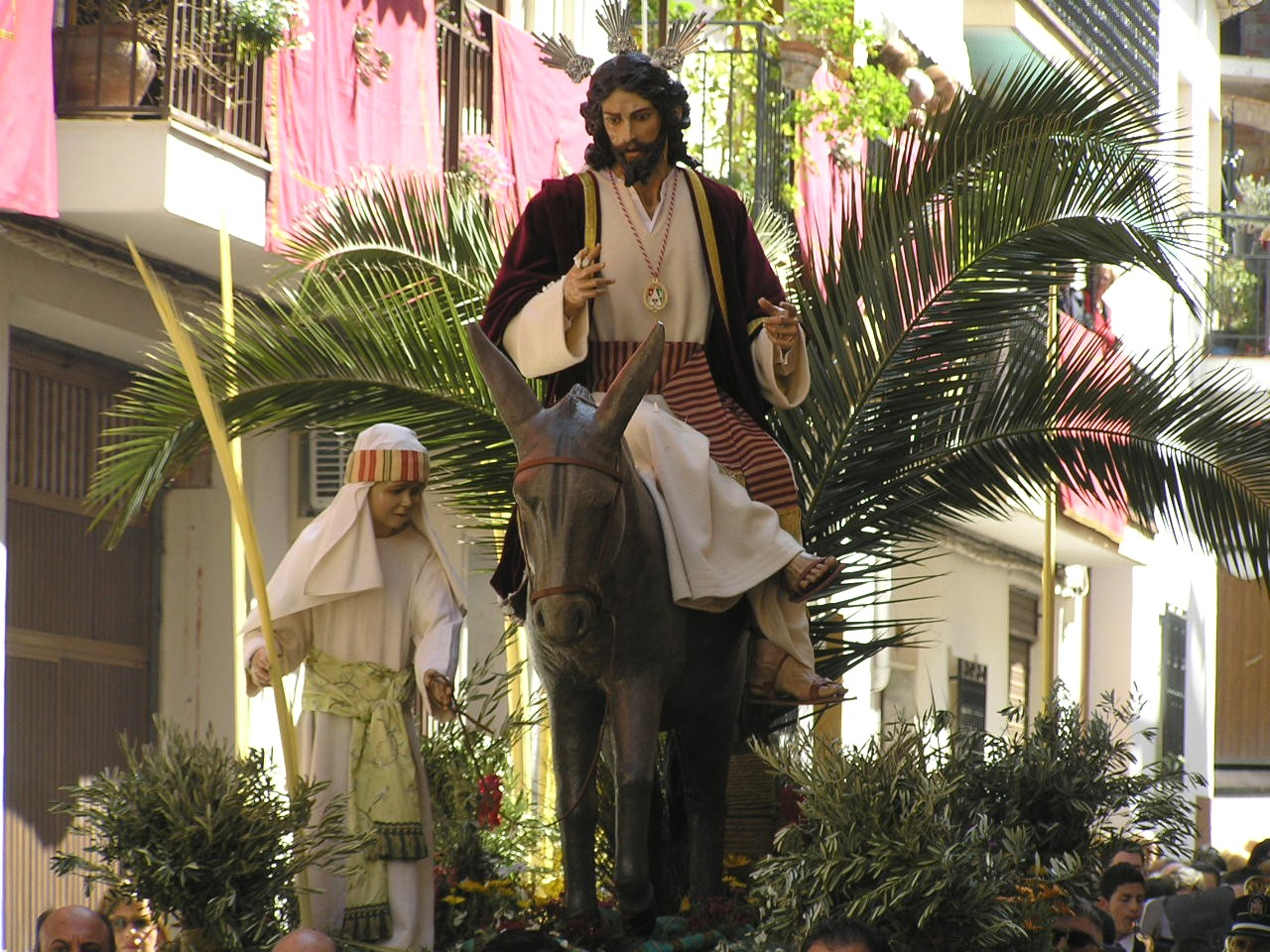
Procesión de la Borriquilla
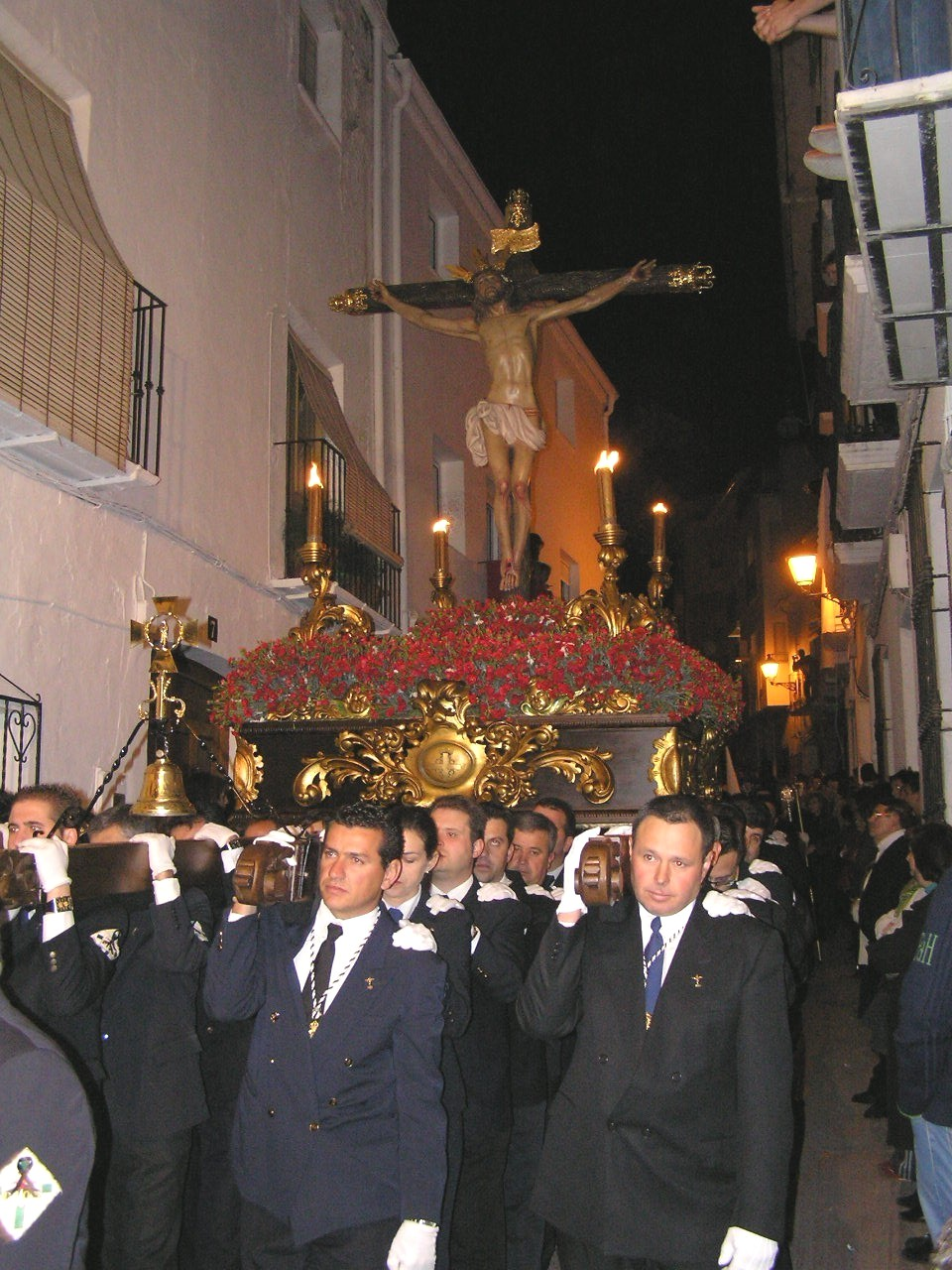
Procesión de la Vera-Cruz
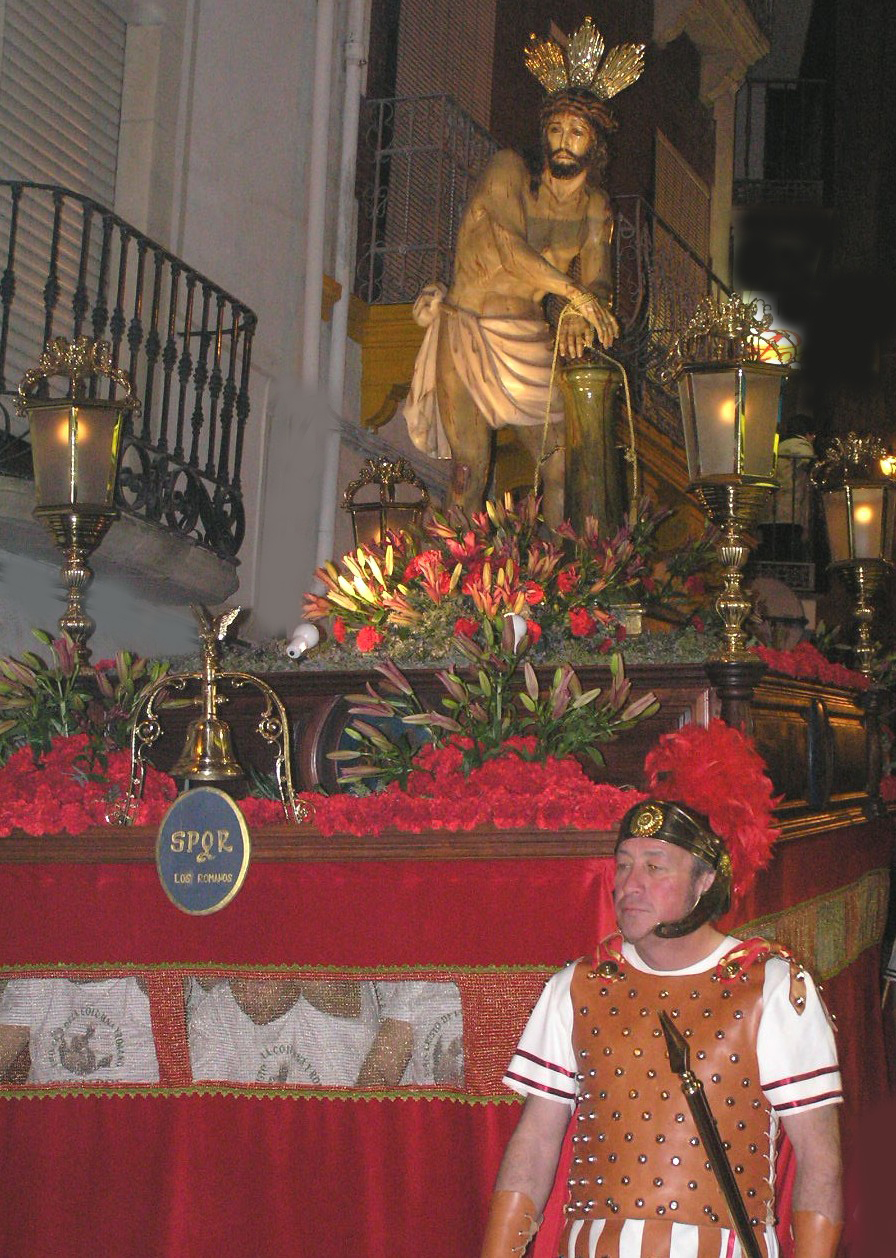
Procesión del Cristo de la Columna
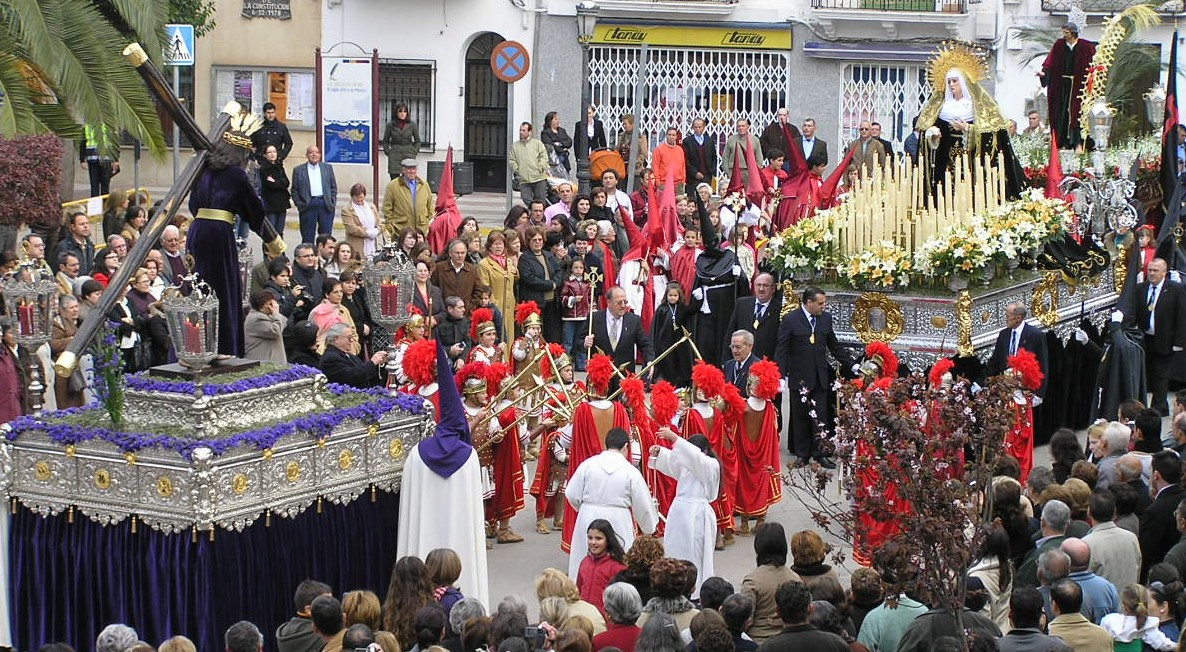
Procesión de El Paso. El Encuentro

#### Turismo
La mayor aglomeración turística que acoge Beas de Segura, es para las Fiestas de San Marcos, -del día 22 al 25 de abril-, declaradas Fiestas de Interés Turístico Nacional de Andalucía, donde se sueltan reses bravas “ensogadas”, es un atractivo turístico que atrae gran cantidad de gente, llegando a concentrarse unas 20 000 personas, cuadruplicándose en esos días la población. Esto se debe a que a partir de la década de 1960 se produjo en Beas una fuerte emigración, principalmente hacia la zona del Levante español y Cataluña. Al llegar las fechas señaladas, vuelven a pasar unos días con sus familiares y a estar en la fiesta y lo suelen hacer casi siempre acompañados de amigos y conocidos, que estos a su vez vuelven en años posteriores.
La Semana Santa también acoge a gran cantidad de visitantes, para ver o participar en los actos procesionales, que son numerosos. Así como en el verano, con las vacaciones estivales y por Navidad.
Beas de Segura, al estar al pie de la sierra y a mitad de camino entre la sierra de Segura, Úbeda y Baeza (Patrimonio de la Humanidad), es en muchas ocasiones paso obligado para muchos turistas. El Convento de Carmelitas Descalzas, también atrae gran número de visitantes cada año.
La localidad forma parte de las Huellas de Santa Teresa, ruta de peregrinación, turística, cultural y patrimonial que reúne las 17 ciudades donde santa Teresa de Jesús dejó su "huella" en forma de fundaciones. La ruta no tiene un orden establecido o un tiempo limitado ya que cada peregrino o visitante puede realizarla cómo y en el tiempo que desee.

### Gastronomía

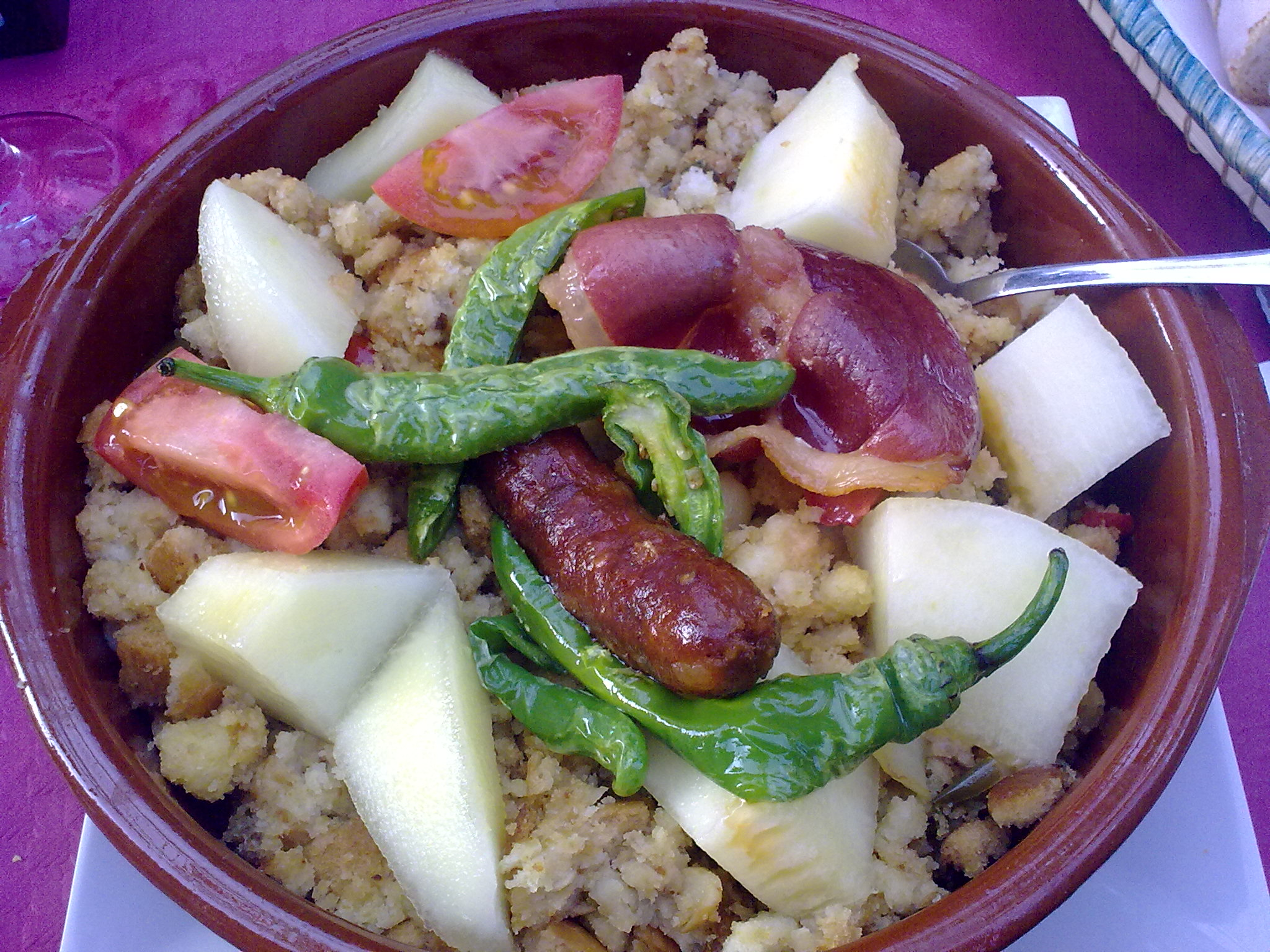
Las Migas, plato típico de Beas de Segura

La gastronomía en Beas de Segura se ha ido forjando y trasmitiendo oralmente generación tras generación, es muy extensa y hay gran variedad de platos y postres. Al estar ligada su economía al campo y antaño también a la ganadería, la cocina ha ido girando en torno a estos dos elementos, que la caracterizan. Tiene destacada mención la matanza del cerdo, que tradicionalmente elaboran muchas familias de Beas, con gran variedad de diferentes productos: morcilla güeña, morcilla blanca, chorizo, salchichón, lomo de orza y un largo etcétera.
El aceite de oliva, está muy presente en la gastronomía, al ser la localidad una de las principales productoras de la comarca y de la provincia. Como aperitivo, las aceitunas, se condimentan de varias formas, normales, con aliño de tomillo, ajedrea, concha de limón, etc., o bien machacadas, rajadas e incluso negras.
Y de los platos: el Ajoatao, Ajoharina, Ajopringue, Galianos, Andrajos, Migas de pan, Migas de harina, Gachamiga, Caldo arriero, Moje picón, Moje de habichuelas, El Empedrao, ropavieja y en Semana Santa, El Encebollao y el Potaje de garbanzos. Y muchos más platos exquisitos de esta tierra.
En cuanto a los postres, en Semana Santa son tradicionales los panecillos, los huevos a la nieve, flanes de huevo, natillas caseras, etc. Y también los casaos, -higos y nueces-, la carne de membrillo, los pestiños, los borrachuelos, las flores de lis, los roscos fritos, gachas, dengues, tortas con chicharrones, tortas dormías, el tradicional hornazo con huevo de san Marcos y los rosquillos de aguardiente para san Juan.
Las bebidas principales son la mistela y la cuerva.

### Medios de comunicación
Prensa
Se distribuyen los diferentes periódicos de tirada nacional, también los deportivos, y de ámbito provincial Ideal de Jaén y el Diario Jaén, ambos con corresponsalías en Beas. El Diario Jaén edita bimensualmente La voz de la Sierra de Segura, donde se recogen noticias de la Comarca.
Radio
Aparte de las cadenas nacionales y autonómicas, hay una emisora comarcal Radio Sierra, con sede en La Puerta de Segura, donde recoge noticias y anuncios de ámbito local y comarcal. También la emisora de la SER El Condado con sede en Santisteban del Puerto y está asociada a la cadena SER, se hace eco de noticias de la zona.
Televisión
En 2010 Beas de Segura accedió a la televisión digital terrestre y tienen amplio espectro todas las cadenas nacionales así como las autonómicas.
Internet
En Internet se edita el blog de noticias titulado Cosas de Beas que publica los aspectos más noticiosos de Beas y comarca y en el sitio web del Ayuntamiento hay una sección titulada Noticias donde se informa de diversos temas de interés para los ciudadanos. A partir del 4 de mayo de 2010, el ayuntamiento empezó a dar servicio de Wi-Fi a todos los vecinos del municipio; el operador seleccionado para gestionar, administrar y mantener la red es Wi+ Internet S.L., una empresa de Mancha Real (Jaén).

### Tauromaquia

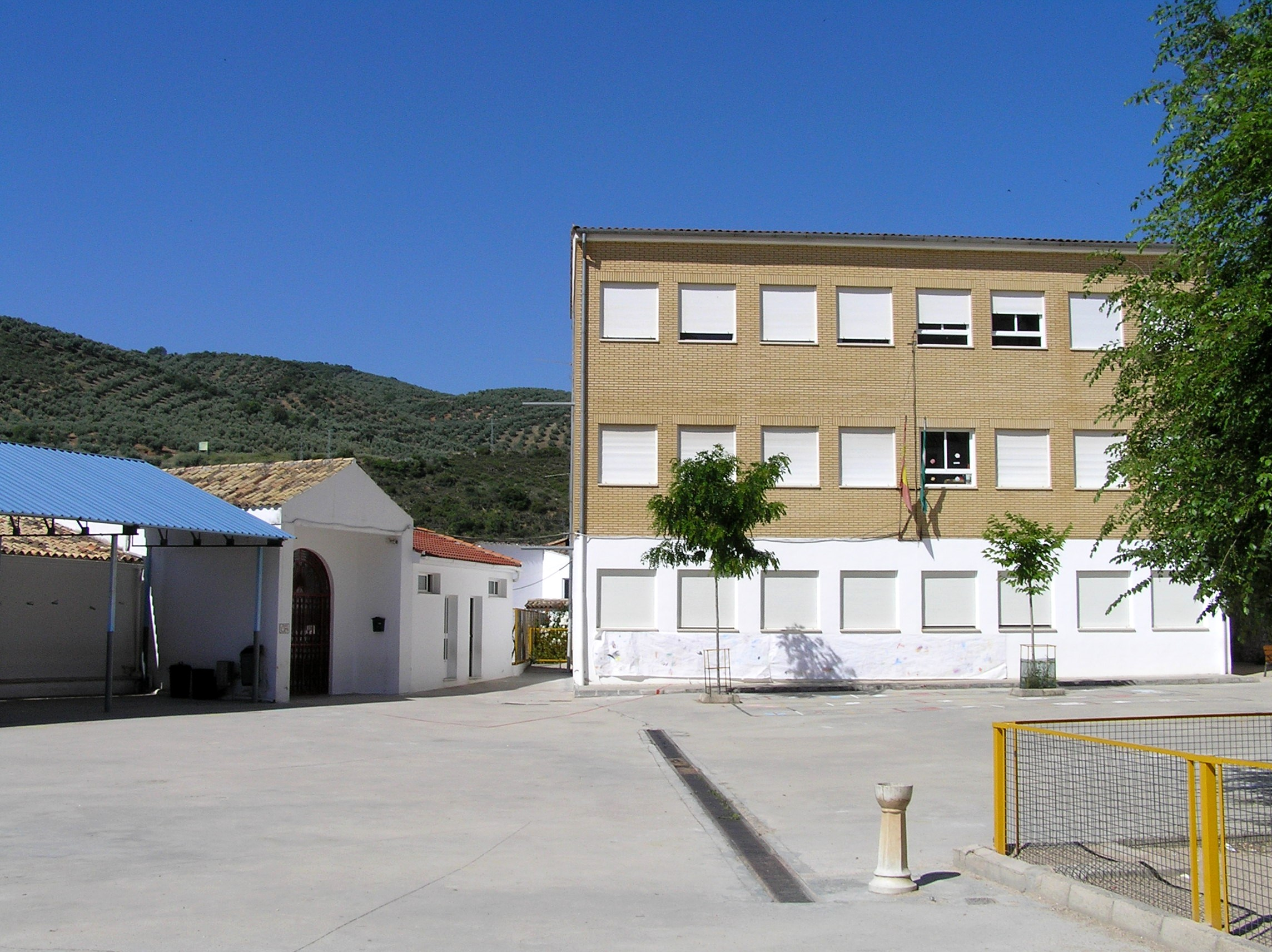
Patio del colegio San Fernando, antiguo Pósito, donde antes estuvo instalada una de las plazas de toros que hubo en Beas de Segura

El ganado vacuno siempre ha estado muy presente en Beas de Segura, utilizándolo principalmente para las labores agrícolas. Con el paso del tiempo, y al empezar a incorporarse la maquinaría agrícola, se sustituyó definitivamente el hacer las labores con animales. Pero esas raíces de antaño aún subsisten y perduran gracias a la arraigada fiesta del toro ensogao en honor de san Marcos, que se viene celebrando en Beas desde siglos.
Beas de Segura ha contado con dos plazas de toros, por donde han pasado las mejores figuras del toreo de la época. Una se encontraba en la subida de la calle San Agustín, y estaba dentro de la fábrica que llamaban de Los Herederos; aparte de corridas de toros, también se hacían espectáculos y se representaban obras de teatro. La otra plaza de toros se encontraba en la calle del Chorrillo, en el antiguo Pósito. Cuando llevaban los toros para su lidia, estos los dejaban unos días en lo que llamaban La Capellanía, que hoy en día se llama Los Albacares. Allí, en las hazas, pastaban los animales y descansaban durante varios días, para luego hacer su traslado, corriéndolos hasta la plaza.
Esas dos plazas de toros han desaparecido: en la primera se ha habilitado una calle, y en la segunda el patio del colegio infantil de San Fernando. En los últimos años se ha instalado una plaza de toros portátil, bien en el campo de fútbol o en la zona de Vistalegra. Desde que se puso césped en el campo de fútbol, se instala en Vistalegre, normalmente para septiembre, coincidiendo con la feria.

### Deporte

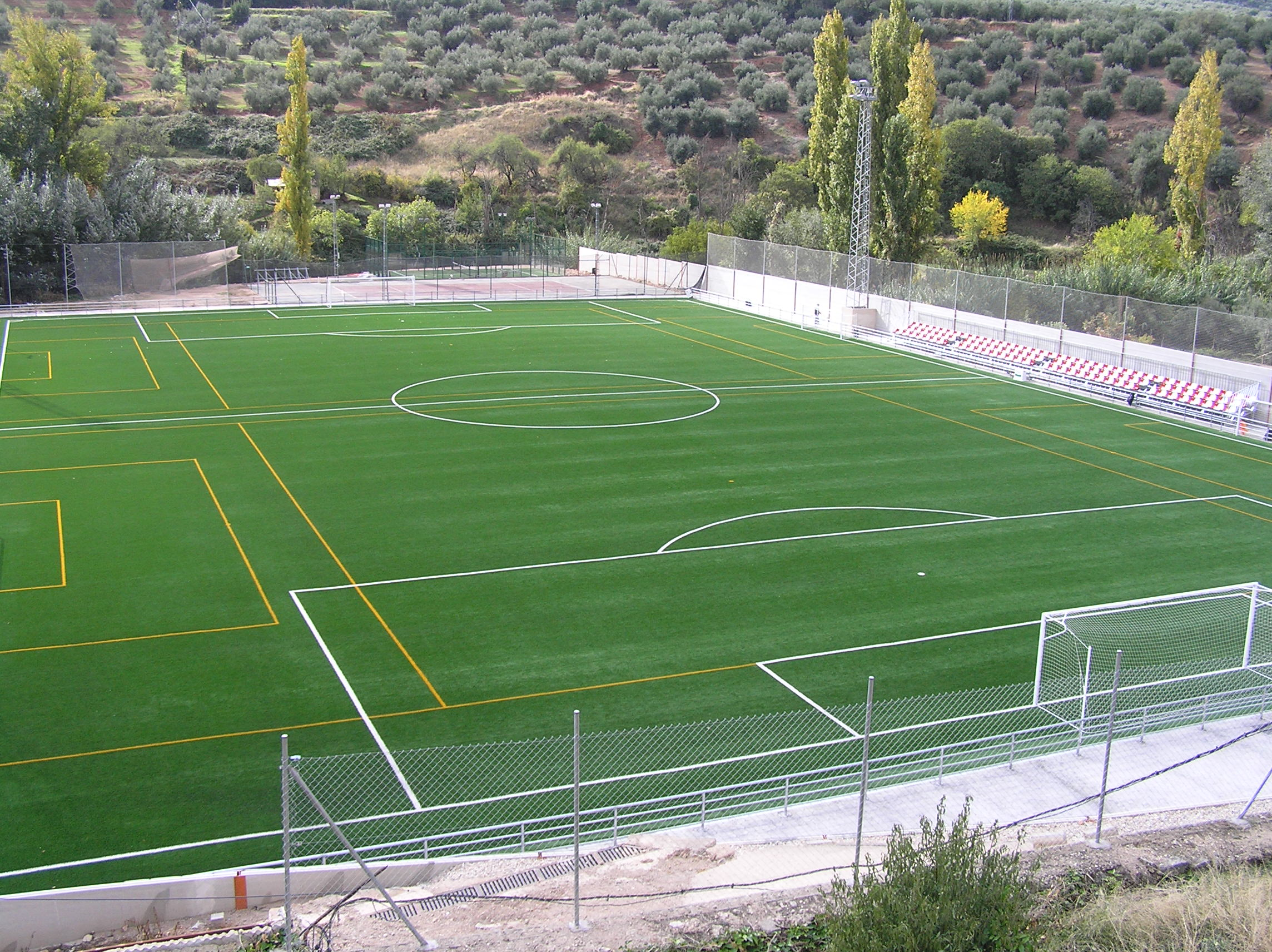
Campo de fútbol El Hondonero de Beas de Segura

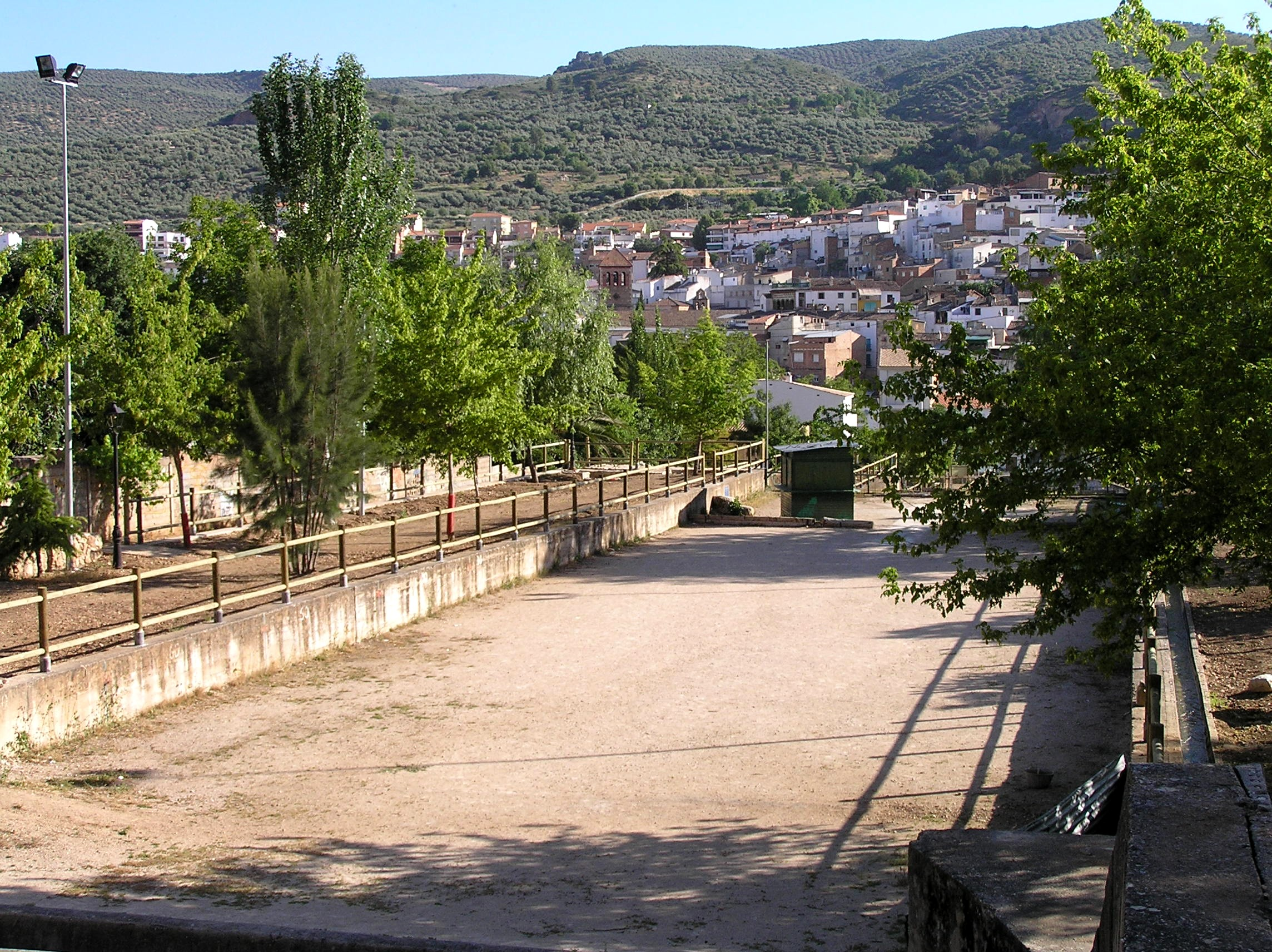
Pista de Bolos Serranos en Valparaíso

El municipio cuenta con diversas instalaciones deportivas. El campo de fútbol municipal, El Hondonero, que incluye dentro de sus instalaciones dos pistas de tenis. La localidad cuenta también con un polideportivo cubierto que alberga una cancha de fútbol sala, en la que todos los veranos se celebra el campeonato de las 24 horas de fútbol sala. Junto al polideportivo, que sirve además para celebraciones de otros eventos culturales (así como verbenas, recitales, concursos, etc.), se encuentra la piscina municipal.
Existen asimismo distintas asociaciones deportivas locales integradas por beatenses, sobre todo jóvenes.
Escuela Municipal de Deportes
Es exclusividad del ayuntamiento, y cuenta con el propósito de hacer el deporte accesible para todos los beatenses, quitando las cuotas de los niños, que incluso reciben un equipo por su participación en la actividad deportiva.
Club Deportivo Beas de Segura lo componen 70 personas en las categorías de cadete, juvenil y amateur, cuya principal actividad es el fútbol, estando integrada dentro de la Federación jiennense de fútbol.
Carrera Urbana Villa de Beas
Desde 1998 se celebra en Beas de Segura la Carrera Urbana Villa de Beas, prueba perteneciente al Primer Gran Premio de Carreras Populares Jaén Paraíso Interior.
Club de Bolos Serranos Los Reales
En la zona de Valparaíso hay habilitada una pista donde se desarrolla este juego autóctono de la sierra de Segura. El Club fue fundado en 1984. Inscrito en el Registro Andaluz de entidades deportivas con el n.º 9415 y miembro de la Federación Andaluza de Bolos.
Participan en:
- Campeonatos provinciales de bolos Serranos, patrocinados por la Federación Andaluza de Bolos.
- Copa Federación de Bolos Serranos Copa Presidente de Bolos Serranos, patrocinada por la Federación Andaluza de Bolos.
- Campeonatos comarcales, promovidos por Clubes y ayuntamientos de la comarca.
- Campeonatos provinciales organizados por la Diputación Provincial de Jaén.

## Ciudades hermanadas
- Villarreal, España.[1]
- Rosas, España[2]
- Fontvieille, Francia.[3]